# Abbaye Notre-Dame de Morienval
Pour les articles homonymes, voir Abbaye Notre-Dame.
L’abbaye Notre-Dame de Morienval est une ancienne abbaye bénédictine de femmes, fondée sans doute pendant le troisième quart du IXe siècle par Charles le Chauve, dans un vallon proche de Crépy-en-Valois, sur l'actuelle commune de Morienval dans l’Oise.
Depuis la suppression de l'abbaye en 1745, son église sert d'église paroissiale au village. Elle prend le vocable de saint Denis de l'ancienne église paroissiale démolie en 1750. Les rares bâtiments conventuels de l'ancienne abbaye qui n'ont pas été démolis après la Révolution française appartiennent à un propriétaire privé et ne se visitent pas. C'est de toute façon son impressionnante église romane qui fait la renommée de Morienval. Elle a été bâtie à partir du milieu du XIe siècle et fait ainsi partie des plus anciennes églises romanes de la région, où l'architecture carolingienne s'est maintenue encore longtemps.
Ainsi, la conception de l'abbatiale de Morienval avec une tour de façade, deux tours de chevet, un transept-bas et un chevet en échelons s'inscrit encore dans la tradition carolingienne. Les tours jumelles du XIe siècle avec leurs trois étages de baies n'ont pas beaucoup de semblables dans l'Oise. Le faux déambulatoire de la fin du premier quart du XIIe siècle est également tout à fait unique et s'explique par la nécessité de conforter le chevet, lié au manque de place qui a empêché la construction de chapelles rayonnantes. Dans ce pseudo-déambulatoire, l'on trouve l'un des trois tout premiers emplois de l'arc brisé dans l'Oise, et des voûtes longtemps considérées comme les voûtes d'ogives les plus anciennes dans un déambulatoire au nord de la France. Or, en l'occurrence, il ne s'agit pas de voûtes d'ogives proprement dites, mais la travée droite du chœur possède bien la plus ancienne voûte d'ogives du département avec des nervures de profil torique.
L'église est également réputée pour les chapiteaux archaïques et en même temps soigneusement sculptés dans le bas-côté nord de la nef, dont les motifs font encore apparaître des influences celtiques et évoquent des bijoux mérovingiens.
La valeur archéologique de l'ancienne abbatiale de Morienval a été reconnue très tôt, et elle a été classée par la première liste des monuments historiques français en 1840. Sa restauration très consciencieuse a été menée en deux principales étapes entre 1878 et 1880 ainsi qu'entre 1900 et 1903 sous la direction de Paul Selmersheim. Il n'a pu faire disparaître tous les remaniements qui avaient dénaturé le caractère roman de l'édifice et tous les éléments d'apparence romane ne sont pas authentiques mais l'église détient en tout cas une place d'exception parmi les monuments religieux de l'Oise et du Valois. Elle est affiliée à la paroisse Saint-Pierre de la vallée de l'Automne, une messe dominicale y est célébrée deux fois par mois, généralement le dimanche à 9 h (en juillet/août, le samedi à 18 h 30).

## Histoire

### Les origines
Le cartulaire de l'abbaye bénédictine de Morienval est publié mais ne contient aucun acte ou diplôme sur les débuts de l'abbaye. Manquent la charte de fondation et le titre de propriété. La tradition rapportée par le père Charles Lecointe et par l'abbé Claude Carlier fait remonter la fondation de l’abbaye royale de Notre-Dame de Morienval au roi Dagobert Ier. Aucun document ne permet de le prouver. Il est frappant que ni les différentes bulles pontificales ni aucun autre document d'archives ne font référence à la date de fondation. L'abbaye elle-même n'a jamais prétendu explicitement avoir été fondée par Dagobert 1er mais elle ne l'a pas contesté non plus, et le clocher-porche devant la façade occidentale arborait longtemps une statue équestre du roi Dagobert. D'après Eugène Lefèvre-Pontalis, les religieuses de Morienval avaient intérêt à laisser croire que la fondation de leur monastère remontait à une date très reculée. L'abbaye cachait jalousement ses archives et la plupart des historiens ne parvinrent pas à obtenir son autorisation pour les consulter. Le premier dont la démarche fut fructueuse était dom Jean Mabillon, devant lequel les portes s'ouvrirent grâce à sa réputation. Il découvrit que le plus ancien diplôme du cartulaire est une charte de Charles le Simple datée de 920, confirmant une donation par Charles le Chauve (840-877). Elle s'adresse aux frères et saintes moniales de Sainte-Marie de Morienval, ce qui prouve l'existence d'une communauté religieuse masculine à l'époque, dont l'on ignore encore tout et qui a disparu à une date inconnue (une bulle du pape Alexandre III datée de 1161 ne la signale plus). La charte fait également allusion un incendie qui avait détruit les archives de l'abbaye, vraisemblablement pendant les invasions normandes en 895. L'on sait que Charles le Chauve et la reine Ermentrude séjournaient fréquemment dans leur palais qu'ils possédaient à Morienval, ce qui a dû motiver le choix du lieu pour la fondation de l'abbaye. Pour une raison qu'il ne précise pas, Dominique Lebée estime que Charles le Chauve aurait fondé l'abbaye de Morienval avant le décès de son épouse en 869. La fondation royale n'a par ailleurs jamais été contestée par le roi et son administration et ceci jusqu'à la dissolution de l'abbaye. Le roi avait la garde de l'abbaye, ce qui est une autre preuve de la fondation royale, et l'abbaye lui versait un revenu en échange pour ce privilège. Elle n'était ainsi soumise qu'aux tribunaux qui dépendaient du roi, et ses affaires courantes étaient jugées devant le bailli de Senlis. De nombreuses abbayes se sont trouvées dans l'embarras lors du contrôle de leurs titres, ne pouvant par exemple plus prouver la légitimité de leurs possessions, qui ont par la suite été usurpées par d'autres seigneurs. Par exemple, lors d'un aveu rendu pour le terrier du Valois en 1529, la bonne foi des religieuses n'est pas mise en doute,,,.

### La construction de l'église abbatiale

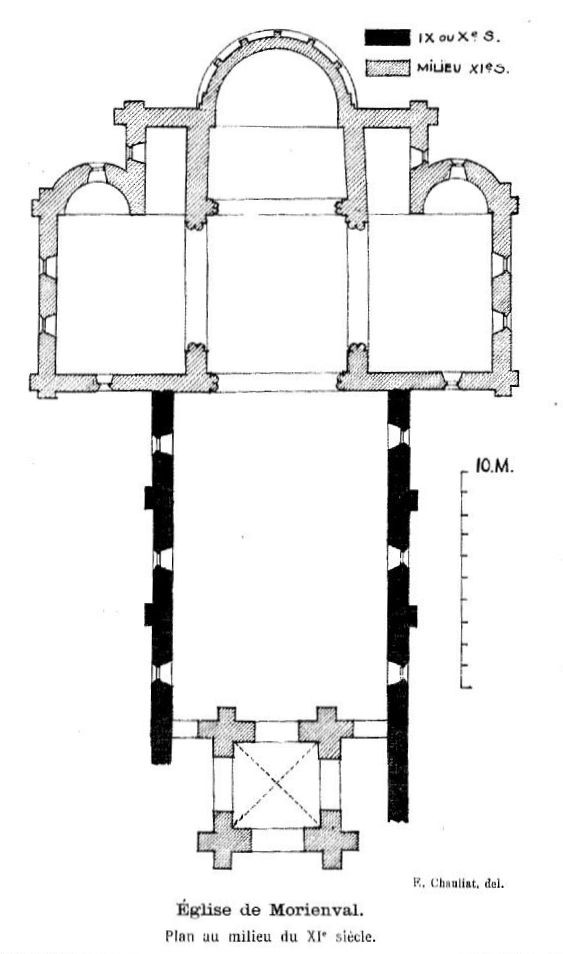
Plan après la 1re campagne de construction.

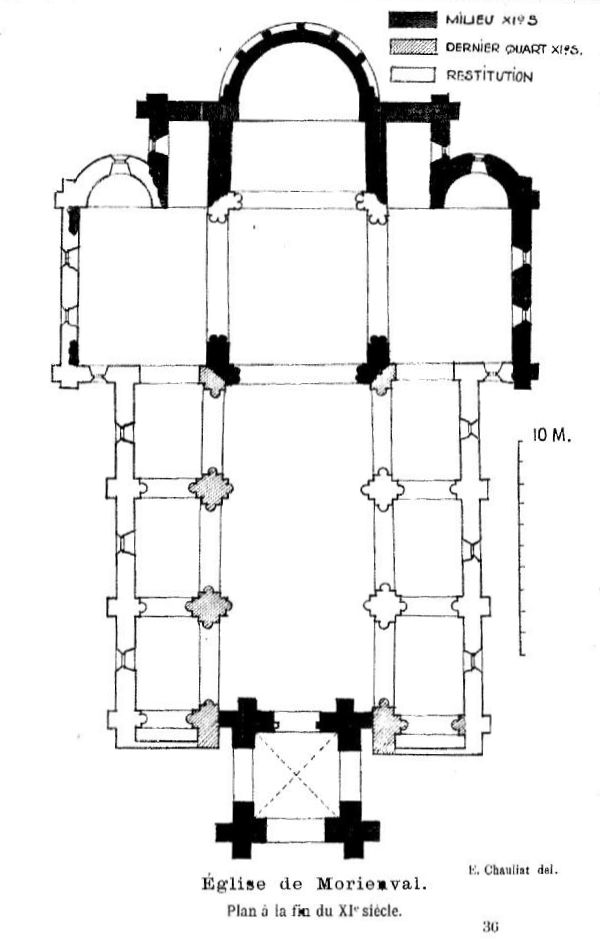
Plan après la 2e campagne de construction.

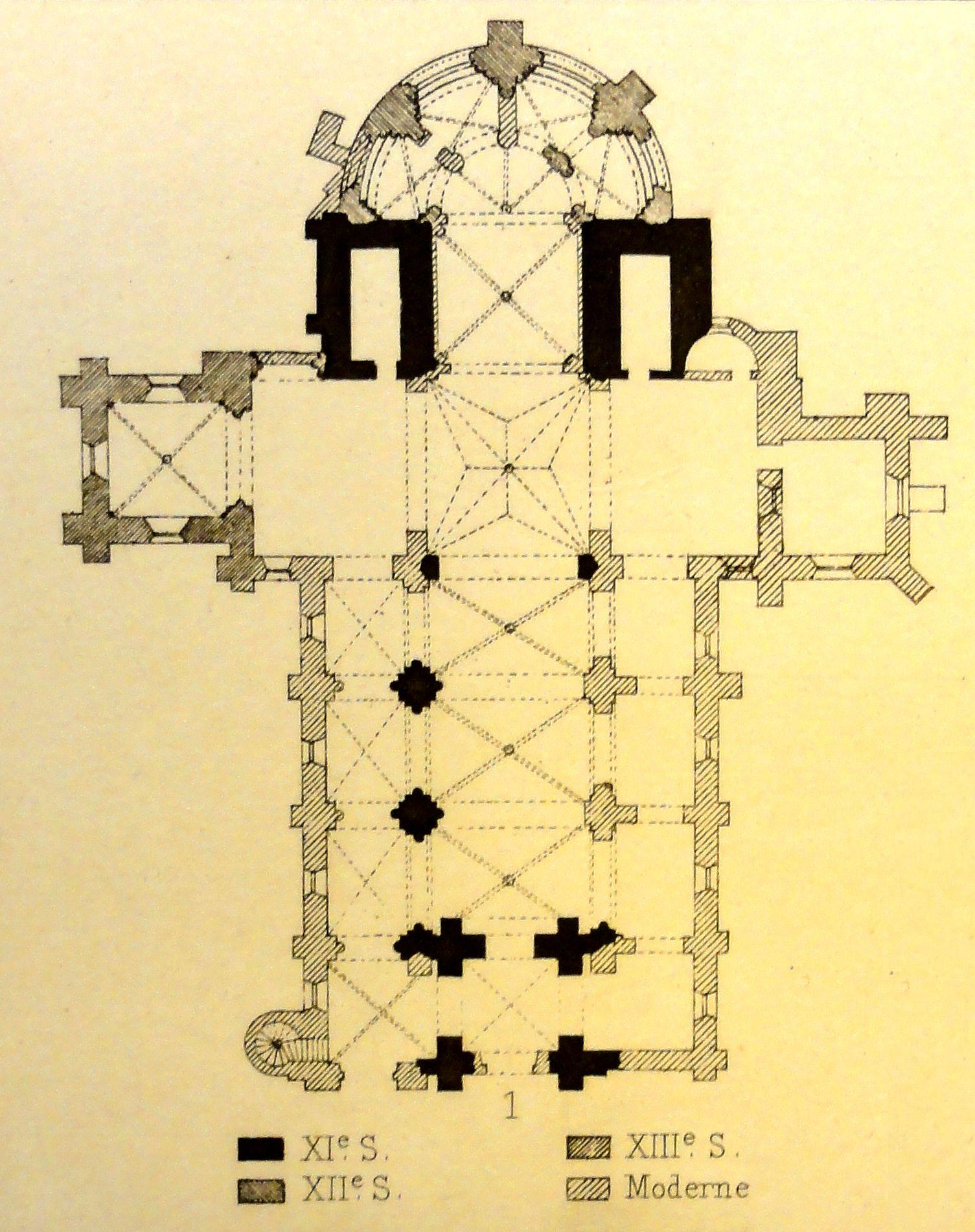
Plan à la fin du XIXe siècle. La chapelle de 1240 manque déjà, mais l'absidiole nord n'est pas encore reconstruite et la sacristie pas encore démolie.

Les archives sont muettes sur la construction de l'église abbatiale. Son historique a seulement pu être retracé grâce à l'analyse archéologique des bâtiments encore debout et grâce aux fouilles archéologiques au sein de l'église. Ces fouilles remontent à 1855 et 1900, et de nombreux constats faits par Émile Boeswillwald et Paul Selmersheim ne peuvent plus être vérifiés car des vestiges authentiques se sont perdus avec les restaurations dirigées par ce dernier. Nombre d'hypothèses sur les états anciens de l'église auraient sans doute été formulées différemment avec le niveau de connaissances du début du XXIe siècle, mais il s'agit le plus souvent de détails. Le plus ancien élément construit dont l'existence est prouvée par des fouilles est une nef carolingienne de la fin du IXe siècle ou du premier quart du Xe siècle. Il est possible que la construction est enclenchée par la lettre de confirmation de Charles le Simple, qui assure la pérennité de l'abbaye et encourage de ce fait des donations en sa faveur. La nef carolingienne est plus large et plus longue que la nef actuelle, mais dépourvue de bas-côtés. Pour la suite, l'on peut globalement distinguer trois campagnes de construction à la période romane, entre 1050 et 1135 environ ; une campagne de remaniements entre 1608 et 1690 ; ainsi que plusieurs campagnes de restauration et de reconstruction à partir de 1878 puis entre 1900 et 1903. S'y ajoutent des chantiers de moindre envergure portant sur l'ajout de travées ou des remaniements ponctuels,,.
La première campagne de construction pendant la seconde moitié et plus probablement le troisième quart du XIe siècle porte sur l'ancienne abside, les deux tours du chœur, le transept, deux absidioles orientées et un porche. La nef carolingienne est donc conservée dans un premier temps, et le porche est édifié à l'est de son mur occidental, comme une colonne engagée dans son mur nord l'atteste. De la première campagne, subsistent les deux tours, l'absidiole sud et la croisée du transept sauf l'arcade orientale vers le chœur et le porche, devenu la base de la tour de façade,,.
La seconde campagne de construction suit peu de temps après pendant le dernier quart du XIe siècle, si bien que certains auteurs l'assimilent à la première. Elle porte sur le remplacement de la nef carolingienne par une nouvelle nef, accompagnée de bas-côtés, ainsi que sur le rehaussement des croisillons du transept. Cette nef s'arrête devant le porche, qui à la fin du XIe siècle ne possède pas de bas-côtés ou chapelles latérales et est ouverte de trois côtés. Ce qui prouve l'existence de deux campagnes distinctes sont quatre fenêtres bouchées en haut de la croisée du transept (deux au nord et deux au sud), ainsi que des corniches sur ses murs nord et sud, visibles depuis les combles. La croisée était initialement plafonnée et recouverte par un toit plus bas que le toit actuel, mais les croisillons et la nef carolingienne étaient également moins élevés, et la croisée recevait donc directement le jour par des fenêtres. Dominique Lebée emploie le terme de tour-lanterne qui est toutefois quelque peu exagéré, puisque la croisée n'était pas plus élevée qu'aujourd'hui. De la seconde campagne, subsistent les trois grandes arcades au nord de la nef avec leurs chapiteaux,,.
La troisième campagne de construction est motivée par l'affaissement du terrain en dessous de l'abside primitive. En raison d'un important dénivelé entre la façade et le chevet, l'église est bâtie sur un remblai et l'on suppose également la présence d'une source ayant motivée le choix du site d'un premier sanctuaire chrétien au haut Moyen Âge. Le maître d'œuvre inconnu imagine une solution originale et renforce l'abside par un pseudo-déambulatoire. Les quatre grandes arcades de ce couloir annulaire remplacent le mur de l'abside primitive. En dessus, de vastes fenêtres hautes procurent un abondant éclairage par la lumière naturelle. L'on parle de pseudo-déambulatoire parce que ce couloir n'est pas relié aux croisillons du fait de la présence des bases des tours du chœur, et parce que les trois arcades reliant ses quatre travées les unes aux autres sont rendues si étroites par les multiples colonnettes à chapiteaux qu'un homme peut à peine passer (l'ouverture étant de 0,65 m). Il n'y a pas non plus de véritables chapelles rayonnantes mais seulement des murs curvilignes. Le caractère archaïque des chapiteaux, qui sont toutefois plus avancés que dans la nef, permet de faire remonter le début de la troisième campagne jusqu'en 1110. Les voûtes du pseudo-déambulatoire évoquent des voûtes d'ogives maladroites et ont suscité de nombreux débats, mais l'on penche aujourd'hui pour une explication les identifiant comme arcades renforçant la structure de l'abside, ayant accessoirement été intégrées dans des voûtes. Sans rapport avec la nouvelle abside mais simultanément à sa construction, le porche est renforcé et devient la base d'une tour de façade. Toujours pendant la seconde campagne mais pendant les années 1120, la travée droite du chœur est voûtée sur croisée d'ogives dans le sens propre du terme. Restent de la troisième campagne, le rez-de-chaussée de la nouvelle abside, soit le couloir annulaire, la voûte d'ogives de la travée droite du chœur et le clocher-porche,,.
Pour anticiper sur les évolutions des périodes à venir afin de permettre une vue d'ensemble, les bas-côtés sont prolongés vers l'ouest au nord et au sud du clocher-porche à une date inconnue ; une chapelle gothique primitive est élevée au nord du transept à la fin du XIIe siècle ; une autre chapelle plus petite est édifiée en lieu et place de l'absidiole nord à la suite d'une fondation de Pierre de Parvillers en 1240 ; les parties hautes de l'abside sont rebâties et une voûte d'ogives à cinq branches y est jetée au milieu du XIVe siècle ; un portail Renaissance est ménagé dans le mur occidental du bas-côté nord en 1608 ; la croisée du transept est recouverte par une voûte d'ogives à liernes et tiercerons en 1625 ; les fenêtres au nord de la nef sont agrandies et la nef voûtée d'ogives ; le bas-côté sud est repris en sous-œuvre sans style particulier ; et les fenêtres hautes de l'abside sont agrandies jusqu'en 1690, date de la fin des travaux. La voûte d'arêtes du porche est refaite à l'époque moderne, sans possibilité de datation précise. Après la transformation en église paroissiale, une sacristie est ajoutée au sud du croisillon sud en 1766/69, mais elle est sujette à de nombreuses malfaçons et a été démolie au début du XXe siècle. Le mur du bas-côté nord est rebâti à l'identique en 1878/80 et des voûtes d'arêtes sont jetées sur ses trois travées sans preuve suffisante pour l'existence de telles voûtes au passé. Les fenêtres hautes romanes sont reconstituées au nord de la nef. La chapelle de 1240 est démolie en 1900 et remplacée par une absidiole recopiée sur celle du sud. Les parties hautes de l'abside sont également démolies et l'abside romane de 1110/25 est reconstituée et voûtée en cul-de-four selon les indices livrés par les derniers vestiges et en employant des tambours de colonnes et chapiteaux retrouvés lors des fouilles,,.

### La vie de l'abbaye au Moyen Âge
Au moment de la lettre de confirmation du roi Charles le Simple en 920, l'abbaye Notre-Dame de Morienval est dirigée par un abbé laïc, Robert Ier de France. Celui-ci avait donc reçu l'abbaye en bénéfice et d'après Eugène Lefèvre-Pontalis, il est ainsi permis de conclure que les biens de l'abbaye avaient été usurpés par divers seigneurs pendant de longues années. Ce fut le cas de nombreux biens ecclésiastiques jusqu'au mouvement de restitution enclenché par la réforme grégorienne, souvent sous la forme de la fondation d'établissements religieux. Un autre abbé laïc avait précédé Robert 1er, le chambrier Thierry qui, avec Hugues l'Abbé, avait été tuteur des enfants de Robert le Fort après la mort de ce dernier. Aucun document relatif à l'abbaye n'existe pour tout le XIe siècle,.
Mais un événement marquant pour l'histoire de l'abbaye se produit probablement entre 1075 et 1103, voire en 1122 d'après l'abbé Carlier, un 1er septembre : l'acte du cartulaire qui y fait référence n'est pas complètement daté. La procession qui traverse la France pour exposer les reliques de saint Annobert, évêque de Sées mort en 706 afin de recueillir des offrandes, passe près de Morienval. L'abbesse Pétronille l'apprend et offre l'hospitalité aux participants du cortège. Quand ils veulent repartir le lendemain, la châsse est devenue si lourde qu'ils ne peuvent plus la soulever, et se résignent finalement de la laisser sur place contre leur gré. Une fois qu'ils sont repartis, la châsse est devenue plus légère et transportée dans le chœur de l'église abbatiale. Pour les religieuses de Morienval, c'est une grande joie et un jour de fête en vue de la prospérité que le flux de pèlerins va apporter à l'abbaye.
C'est à partir de la fin du XIe siècle que l'on connaît les noms des premières abbesses : Pétronille I puis Mathilde, avant 1103. Pétronille II est abbesse en 1161 puis Agnès de Viry est élue abbesse en la même année et reste en fonction jusqu'en 1203. À partir du XIIe siècle au plus tard l'abbaye de Morienval applique la règle de saint Benoît mais elle n'est affiliée à aucun ordre religieux et grâce à une exemption, ne dépend que du pape. Les moniales ne prononcent pas les vœux de clôture et de pauvreté, c'est-à-dire qu'elles ne vivent pas cloîtrées et peuvent garder des biens personnels, et elles ne prennent pas leurs repas ensemble. Sans doute aussi grâce aux reliques de Saint-Annobert, la réputation de l'abbaye augmente et le nombre de moniales aussi. Le chevalier Florent de Hangest mort au siège de Saint-Jean-d'Acre en 1191 est sans doute un généraux donateur car il est enterré dans l'église.
Pour le milieu du XIIe siècle, une bulle du pape Alexandre III traduit la prospérité de l'abbaye. Elle a le droit d'usage dans la forêt de Retz, possède la terre de Fresnoy-la-Rivière, le moulin de Vattier-Voisin, les dîmes de Fonches, de Plailly et de Saint-Pierre-Aigle, et les revenus des églises de Béthancourt-en-Valois, Fransart, Oisny (?) et Parvillers. L'abbaye a le droit de nommer le curé de Morienval. Les fonds récoltés grâce au pèlerinage et les donations permettent de reconstruire l'église après son incendie par les Normands, et la chapelle Saint-Annobert est construite aux frais de l'abbaye avant 1245, quand elle figure au cartulaire. Les religieuses n'ont, bien entendu, pas accès aux revenus de l'abbaye. Beaucoup parmi elles possèdent une fortune personnelle qu'elles font gérer par un intendant mais l'abbaye ne demande pas de dot aux moniales qui veulent faire leurs vœux. En 1204, l'abbesse est autorisée par Éléonore, comtesse de Saint-Quentin et dame de Valois à n'accueillir pas plus que 60 moniales. Cette limitation est confirmée par Nivelon, évêque de Soissons, en 1206 et par une bulle du pape Honorius III en 1216. Elle ne concerne toutefois pas celles qui prennent l'habit in articulo mortis — Presque rien n'est connu de la vie de l'abbaye au cours des XIVe et XVe siècles qui sont sans doute une période difficile. Pour le XVe siècle, même les noms des abbesses ne sont pas documentés,.

### Le régime commendataire
À la suite du concordat de Bologne, Jeanne de la Motte d'Arson est nommée première abbesse commendataire par François Ier en 1516. Il est rapporté qu'elle fait honneur au choix de François Ier par ses vertus et sa conduite. Elle établit douze chapelles dans l'église. Jeanne d'Arson reste abbesse jusqu'en 1535 et meurt en 1544. Anne de Villelume lui succède mais n'entre dans les annales par aucun fait qui mérite d'être signalé. De Jeanne Foucault de Saint-Germain-Beaupré qui est abbesse de 1562 à 1580 et meurt en 1592, l'on sait seulement qu'elle fait enlever la statue équestre du roi Dagobert de la tour de façade et la fait transporter dans le chœur. Au XVIIe siècle la statue est enterrée devant l'une des chapelles sur ordre de Madame de Sérent, qui la trouve trop grossière. Elle n'a jamais été retrouvée. Anne I Foucault de Saint-Germain Beaupré, nommée abbesse en 1596, fait réaliser de nombreux travaux : elle fait reconstruire partiellement l'église abbatiale et modifie les bâtiments conventuels. Le nouveau portail du bas-côté nord est destiné aux pèlerins qui viennent pour la châsse de saint-Annobert. Anne I Foucault fait enfin construire le pavillon de l'abbesse et réparer la chapelle Saint-Annobert sur ses fonds propres. Sa nièce Anne II Foucault fait ses vœux en 1623 et lui succède en 1635. Elle gouverne l'abbaye d'une main autoritaire et la réforme en obligeant les religieuses de prendre leurs repas en commun, espérant sans doute que le contrôle social ainsi exercé les empêcherait de se soustraire à la vie régulière. Il n'est toutefois pas question d'imposer la clôture et la pauvreté comme l'évêque de Soissons le souhaite. Anne II Foucault est la dernière grande abbesse de Morienval, et les abbesses suivantes sont mal choisies. L'abbaye profite toutefois à la population en procurant du travail aux artisans, en tenant école et en mettant à la disposition des habitants les services de son chirurgien. Une maladrerie est entretenue au hameau de Brassoir,.
À partir du XVIIIe siècle, les relations entre l'abbaye et le curé se dégradent. Les moniales observent de moins en moins une discipline rigoureuse et ne respectent plus les traditions qui ponctuent la vie de la communauté villageoise au cours de l'année. Le curé se fait défenseur des bonnes mœurs et entend poursuivre la célébration des fêtes et commémorations selon les instructions qu'il a reçues par son prédécesseur. Les jours de fête, les religieuses invitent la jeunesse du village à danser dans la cour du couvent, et souvent, elles dansent elles-mêmes dans leurs maisons, au son des instruments du village, avec des laïcs ou même des religieux. Pour l'enterrement de Marie-Madeleine de Sérent de Kerfily, abbesse de 1706 jusqu'à sa mort en 1732, dix-huit ecclésiastiques sont conviés, mais le curé n'est même pas informé. Pour se venger, il empêche le peintre envoyé par l'abbaye de peindre la litre funéraire sur l'église paroissiale Saint-Denis en lui enlevant son échelle, et faillit provoquer un accident grave : le peintre doit vite s'accrocher à une fenêtre pour ne pas chuter. Sous le ministère de la nouvelle abbesse Madame de Lescouet, les conduites scandaleuses et les paroles injurieuses deviennent la règle pendant les offices dans les deux églises, à partir de 1734 notamment. Le 13 mai de cette année, le curé vient en l'église abbatiale pour chanter le Veni Creator Spiritus avec les religieuses selon l'usage local. Mais les moniales ont reculé leur horloge et prétendent que l'heure de la messe n'est pas encore arrivée. Elles ne font pas non plus sonner les cloches et quand la chorale de la paroisse entame quand même le chant (le cadran solaire faisant foi), elles se tiennent dispersées dans l'église et bavardent. Ensuite le curé est interrompu pendant sa prière par l'époux d'une pensionnaire de l'abbaye, Bourdeau, qui montre à la main dit au curé que l'heure de la messe n'est pas encore arrivée. Le curé Lions se plaint également auprès de son évêque que les religieuses ont enlevé tous les titres du presbytère après la mort de son prédécesseur. De son côté, lorsqu'il monte en chaire pour prêcher pendant l'office du Vendredi saint qu'il célèbre habituellement en l'église abbatiale, il enfreint aussi au règlement car il n'a pas le droit de prêcher auprès des religieuses. Le père Lions apostrophe les moniales comme impudiques et usurpatrices des biens des pauvres. Un autre jour le curé interrompt la distribution de la sainte Communion en l'église abbatiale. Dès lors, les insultes mutuelles pendant les offices deviennent la règle. En juillet 1738, le curé porte finalement plainte devant l'official de Soissons et auprès du substitut du procureur de Crépy-en-Valois. L'abbesse fait la même chose. Dans un premier temps le curé est interdit d'exercer, mais il fait appel au Parlement de Paris et obtient finalement gain de cause, empochant 4 000 livres de dommages et intérêts. Cette expérience l'encourage à multiplier les procès pendant sa future carrière et sa moralité n'est plus meilleure que celles des moniales.

### Abbesses
- 1516-1535 - Jeanne de la Motte d'Arson († 1544)
- 1535- 15??    - Anne de Villelume
- 1562-1580 - Jeanne Foucault de Saint-Germain-Beaupré  († 1592)
- 1596-1635 - Anne Ire de Saint-Germain-Beaupré
- 1635- 16??    - Anne II de Saint-Germain-Beaupré, fait ses vœux en 1623, et succède à sa tante
- 1687-1732 - Marie-Madeleine de Sérent de Kerfily
- 1734- 17??    -  Madame de Lescouet

### La fin de l'abbaye
L'évêque de Soissons François de Fitz-James n'approuve pas la conduite de son curé comme le montre sa révocation, mais n'apprécie pas davantage l'attitude des moniales, et il doit éprouver un certain gêne quand l'affaire remonte au conseil du Roi. Une émeute le Jeudi saint de 1742 jette de l'huile sur le feu. Le Jeudi saint et le Vendredi saint, l'abbaye distribue des pains de cinq livres et des pois aux pauvres de Morienval et des paroisses environnantes, et environ 2 000 personnes se présentent d'habitude. Ne savant plus comment faire face à cet afflux, l'abbaye décide une modification de l'organisation et remet des sacs de farine aux curés des paroisses concernées, à eux la charge de la distribuer ou d'en faire des pains. Or, cette modification arrive trop tard pour que les habitants soient au courant. Les deux hivers précédents ont été rudes et la famine menace. Quand les portes de l'abbaye ne s'ouvrent pas pour la distribution des vivres, des centaines de pauvres assiègent le couvent. Ils tentent de briser les portes et se calment seulement quand les domestiques de l'abbaye lâchent des coups de fusil à vide, puis se retirent par crainte du châtiment divin. Les religieuses restent indemnes mais craignent désormais pour leur sécurité. Elles s'adressent au roi pour demander sa protection, qui transmet la demande à l'évêque,.
Celui-ci constate qu'effectivement les religieuses ne sont plus en sécurité, car elles ont remplacé la muraille d'enceinte par des haies vives et des pièces d'eau sur le conseil d'un architecte. Mais sans doute en raison des antécédents, Mgr de Fitz-James ne prend pas de dispositions pour protéger les moniales et décide de fermer l'abbaye. S'agissant d'une abbaye royale, il a besoin d'un décret royal que Louis XV rend en date du 16 octobre 1743. Dans un premier temps, la communauté rejette la décision royale mais finit par s'y plier à la suite de la nomination de leur prieure Catherine Geneviève de Flavigny de Renansart comme abbesse de l'abbaye voisine du Parc-aux-Dames, à Auger-Saint-Vincent. Le 1er juillet 1745, les quarante-cinq moniales et quatre converses sont priées d'élire domicile dans l'une des abbayes voisines. Elles se répartissent sur les abbayes du Parc-aux-Dames, de Royallieu et de Villers-Cotterêts. L'évêque promulgue le décret d'extinction de l'abbaye Notre-Dame de Morienval en date du 16 octobre 1748. Il est à noter que ces trois abbayes comptent nettement moins de religieuses que ce fut le cas de Morienval. L'abbaye de Royallieu ne compte que neuf religieuses avant que dix autres religieuses provenant de Morienval ne la rejoignent. Avec la politique de Louis XV de fermer les monastères trop faiblement occupés afin de lutter contre les abus et excès qui nuisent à la réputation des établissements religieux en général, la fermeture des abbayes de Royallieu, du Parc-aux-Dames et de Villers-Cotterêts auraient sans doute été inévitable sans l'afflux de pensionnaires en provenance de Morienval,.
La disparition de l'abbaye n'est pas favorable à la vie du village, et ceci sous un double égard. Premièrement, le commerce s'éteint pratiquement et les artisans trouvent moins de travail, de sorte que le village risque de se désertifier. Deuxièmement, la suppression de l'abbaye crée une situation ambivalente car au lieu de disparaître purement et simplement, elle est formellement réunie à l'abbaye de Royallieu. Les biens de l'abbaye de Morienval sont ainsi gérés par l'abbesse de Royallieu et son intendant, dont le seul intérêt est de minimiser les dépenses. Les habitants ne bénéficient plus des œuvres de charité de l'abbaye et les fruits des richesses produites par les fermes et moulins de l'abbaye dans les alentours partent à Compiègne. Mais ce qui est plus grave encore, l'église paroissiale Saint-Denis (située entre la place de l'Église et la rue de la Poste) est démolie en 1750 sur ordre de l'intendant, en dépit des protestations des paroissiens et du curé. Ils venaient en effet de dépenser 2 000 livres pour la réparation de l'église et du presbytère. Les matériaux sont vendus et le mobilier est emporté à Royallieu. L'église abbatiale devient église paroissiale, mais le curé n'est pas le maître chez lui et reste impuissant face aux décisions arbitraires de l'abbesse. Celle-ci vide l'église de tout son mobilier, en ne laissant guère que les stalles. L'argenterie est transportée à l'évêché de Soissons et l'abbesse du Parc-aux-Dames, Mme de Renansart, s'empare des reliques de saint Annobert. La paroisse obtient au moins la restitution de ces dernières, à l'exception d'un tibia et d'une mandibule, et d'un fémur conservé par un chanoine de Saint-Thomas de Crépy-en-Valois et d'un bras qui va à Royallieu. Du trésor de l'abbaye de Morienval, ne reste que l'évangéliaire réalisé par l'abbaye Saint-Pierre d'Hautvillers vers le milieu du Xe siècle, et ayant appartenu à l'abbaye de Morienval depuis le milieu du XIIe siècle. Il est acquis par l'église Notre-Dame de Noyon en 1868. Le curé ne garde que des habits sacerdotaux de mauvaise qualité et trouve à peine les ustensiles liturgiques dont il a besoin pour les célébrations eucharistiques.

### Le destin des bâtiments

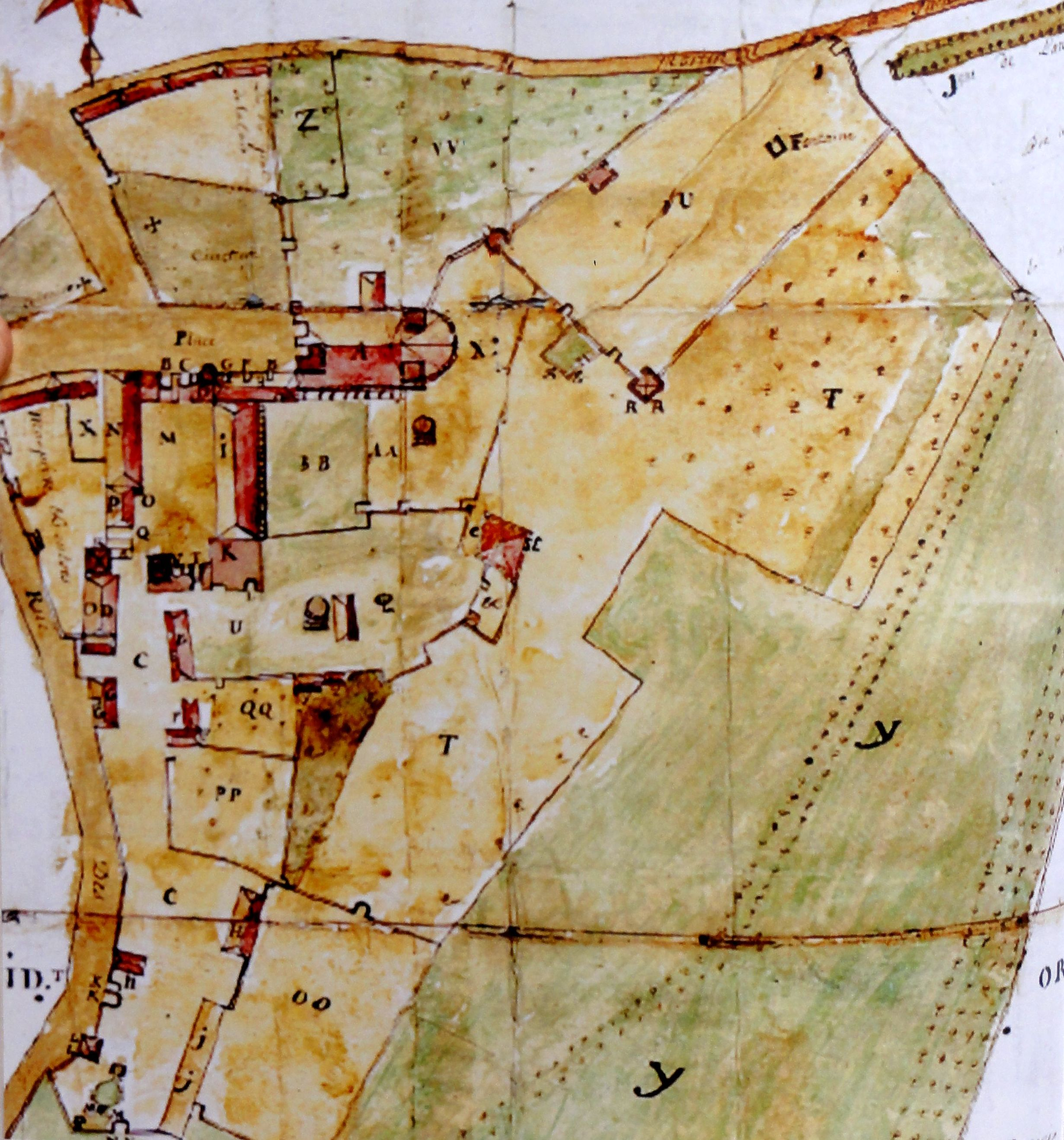
Plan de l'abbaye vers 1752/65, situation après le départ des religieuses. Les bâtiments BCD, I et K subsistent toujours.

Comme déjà évoqué, l'église abbatiale devient église paroissiale à partir de 1745, ce qui n'a pas empêché l'abbesse de Royallieu de la dépouiller de son mobilier au préalable. L'orgue est vendu à l'église Saint-Pierre de Montdidier, Le cloître est démoli, les lambris et menuiseries des bâtiments conventuels sont enlevés, et même les dalles de pierre de lais sont arrachées et enlevées. Cette conduite est d'autant plus scandaleuse que Royallieu n'est propriétaire des lieux qu'à titre précaire, car la dissolution de l'abbaye de Morienval est un long processus en raison des interventions des juridictions royales et ecclésiastiques, et parce que de nombreuses parties doivent être contentées. En effet, les donations envers l'abbaye s'accompagnent généralement de fondations de messes et entraînent des obligations contractuelles pour l'abbaye. En plus, l'église abbatiale est en mauvais état et un pilier au sud de la nef menace de s'écrouler. Sur l'insistance du curé, Madame de Soulanges commande des pierres à la carrière de Buy en 1764 et elles sont déposées devant l'église. Mais une année s'écoule sans que les travaux débutent. Madame de Soulangues essaie même de faire partir les trois ou quatre sœurs de l'Enfant Jésus qui ont été installées dans une petite partie du couvent afin de se substituer aux œuvres de charité de l'ancienne abbaye et pour faire fonctionner l'école. En 1765 les fermiers de l'abbaye reçoivent l'ordre de transporter les pierres à Royallieu. Ils sont contents de pouvoir échapper à cette corvée en obéissant plutôt au curé Capeaumont qui leur demande de les déposer à l'intérieur de l'église,.
Hugues Jacques Capeaumont, maître des arts de l'Université de Paris, est curé de Morienval depuis 1764 et défend avec insistance les intérêts de la paroisse. Sur son intervention répétée et l'ordre de l'évêque, les travaux sont finalement exécutés en septembre 1766. Une nouvelle sacristie est même bâtie au sud du croisillon sud, mais à force de négocier le marché au plus bas prix, il faut trois tentatives avant que l'entreprise ne réussisse. La plus grande partie de l'ancienne abbaye est louée à un fermier et utilisée comme exploitation agricole. C'est de cette période que date le seul plan précis de l'abbaye, qui ne montre déjà plus que les vestiges du cloître. En 1769 seulement, soit vingt-quatre ans après le départ des religieuses, les terres et les dîmes de l'abbaye Notre-Dame de Morienval sont définitivement attribuées à l'abbaye de Royallieu. À partir de ce moment, les relations entre Madame de Soulanges et le curé Capeaumont se normalisent. Pour lui, les anomalies au moment de la dissolution de l'abbaye s'expliquent facilement : Françoise de Soulanges était la gouvernante de Louise de France, fille de Louis XV, et bénéficiait de ce fait de sa protection de sorte de tout pouvoir se permettre. Sous la Révolution française en 1790, le curé Capeaumpont prête serment sur la constitution et est maire de Morienval de 1790 à 1792. Il contribue sans doute à la préservation de l'abbatiale pendant la Terreur. En dépit de la transformation en ferme, la plupart des bâtiments de l'abbaye sont démolis après leur vente comme bien national. Sur le terrain du parc de l'abbaye, une sucrerie s'établit au XIXe siècle. Les bâtiments qui subsistent sont l'ancienne porterie du XVIe siècle à droite du parvis de l'église, comportant à son intérieur un escalier à vis desservant l'ancien parloir des marchands à l'étage ; un bâtiment mitoyen avec pignon sur le parvis de l'église et dont l'affectation initiale n'est plus connue ; ainsi que le pavillon de l'abbesse près du pignon sud de ce même bâtiment. Les maisonnettes mitoyennes le long de la rue des Lombards dites le Mauprivé semblent également liées à l'abbaye. Un bâtiment du XIIe siècle et situé entre la porterie et le bas-côté sud de l'église existait encore comme ruine pendant la seconde moitié du XIXe siècle et a été démoli afin de dégager entièrement la façade de l'église,,.

### La restauration de l'église

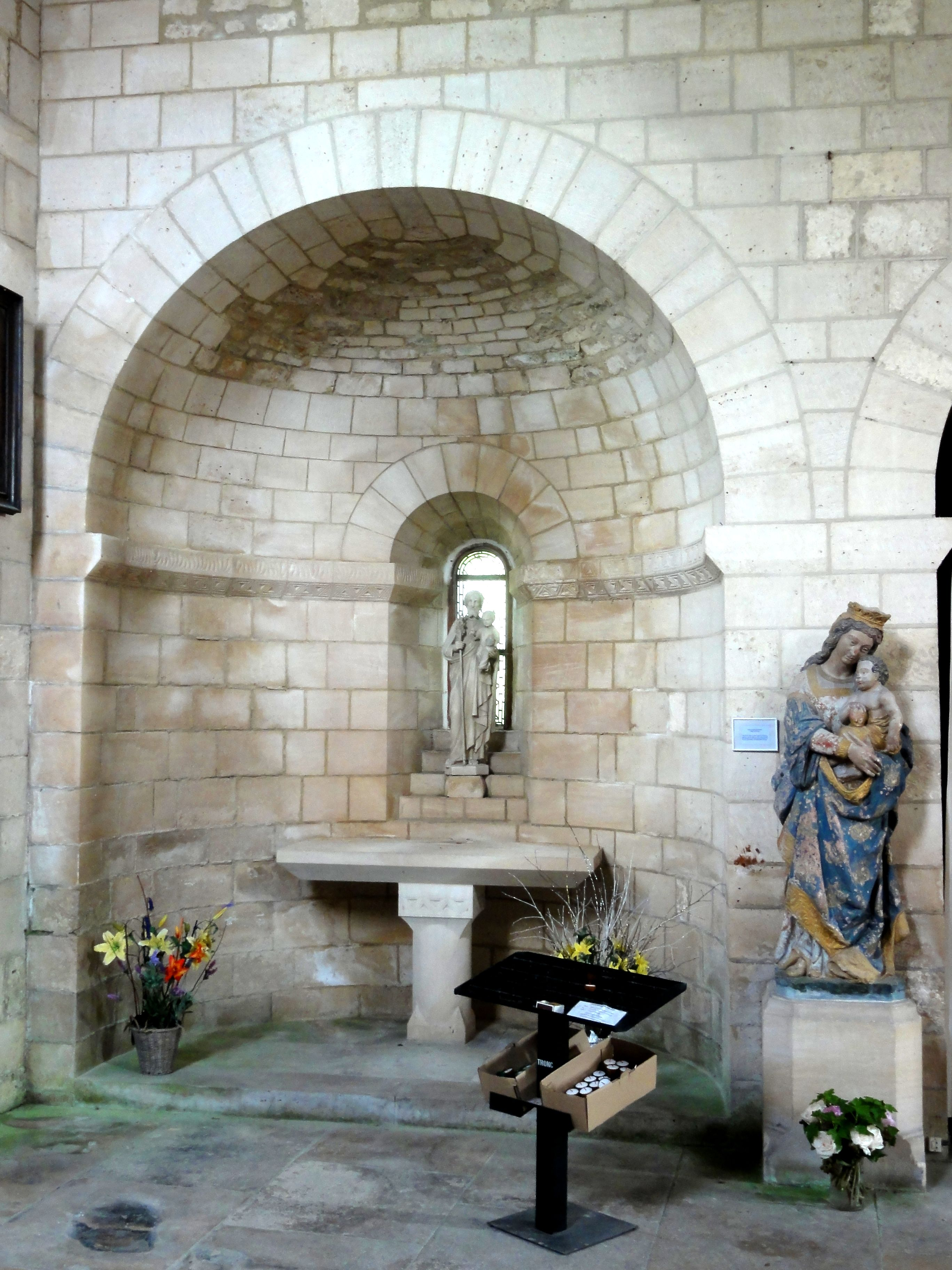
Absidiole nord, reconstituée au début du XXe siècle.

L'église est répertoriée dans la première liste des monuments historiques français en 1840. Elle est citée par Eugène Viollet-le-Duc dans son Dictionnaire raisonné de l’architecture. Des dessins des architectes Émile Boeswillwald et Antonin Raguenet de la période 1847 / 1853 documentent le triste état dans lequel l'abbatiale se trouve alors. Les colonnettes des baies du premier étage de la tour occidentale ont disparu et les baies sont entièrement murées. Le second étage est étayé de l'intérieur. Un petit sapin pousse sur le mur occidental. L'abside est consolidée par des contreforts supplémentaires d'aspect difforme. Les baies du pseudo-déambulatoire sont toutes à moitié ou aux deux tiers bouchées. Les baies du premier et second étage des tours du chœur sont pour la plupart murées. À l'intérieur, l'église est badigeonnée et les chapiteaux romans sont dissimulés sous une couche de plâtre. Les voûtes d'ogives de la nef et de la croisée ont fragilisé les murs, dimensionnés pour une nef charpentée. En 1855, des fouilles sont entreprises afin de retrouver la statue du roi Dagobert, mais sans succès. La sucrerie installée dans l'ancien parc de l'abbaye ferme après 1884.
La restauration ne commence pas plus tôt que 1878 sous la direction de Paul Selmersheim. Il fait d'abord reconstruire le bas-côté nord, qui avait beaucoup souffert de l'humidité, car le long du mur nord, le niveau du sol de l'ancien cimetière était situé trois mètres plus haut que le sol du bas-côté. Les colonnettes et chapiteaux du côté nord sont reproduits à l'identique, et ceux des grandes arcades et des piles nord de la nef sont restaurés. Selmersheim croit avoir identifié des vestiges de voûtes d'arêtes et fait donc jeter des voûtes d'arêtes sur les trois travées du bas-côté, disposition qui n'a vraisemblablement jamais existé dans cette église. Les arcs diaphragme des bas-côtés ne prouvent pas l'ancienne existence de voûtes d'arêtes, car on peut les voir dans plusieurs églises de la région qui n'ont jamais été voûtées. L'abside est consolidée grâce à une reprise en sous-œuvre, et la chapelle au nord du transept est débadigeonnée. À la fin du XIXe siècle, un important legs de l'ancien curé Réaux permet la poursuite de la restauration en 1900. Elle se concentre sur le pseudo-déambulatoire et les parties hautes de l'abside, et des fouilles sont entreprises afin de trouver des indices sur son état primitif. Les parties hautes sont rétablies dans le style roman en se basant sur les restes d'une dernière fenêtre haute au nord, et la voûte nervurée en cul-de-four est reconstituée après la découverte de vestiges ayant survécu au lancement de la voûte gothique au XIVe siècle. Le doubleau entre cette voûte et la travée droite du chœur subsiste toutefois d'origine, et comme déjà signalé, des blocs sculptés d'origine retrouvés lors des fouilles et près du bas-côté nord ont été réemployés dans la mesure du possible. En 1903, l'absidiole nord est reconstituée à l'image de l'absidiole sud, restée intacte ; de toute façon, la chapelle de 1240 était déjà ruinée. L'absidiole sud est restaurée mais demeure authentique. Le résultat de cette restauration est très concluant et Paul Selmersheim fournit un travail particulièrement consciencieux,.

## Description de l'église

### Aperçu général

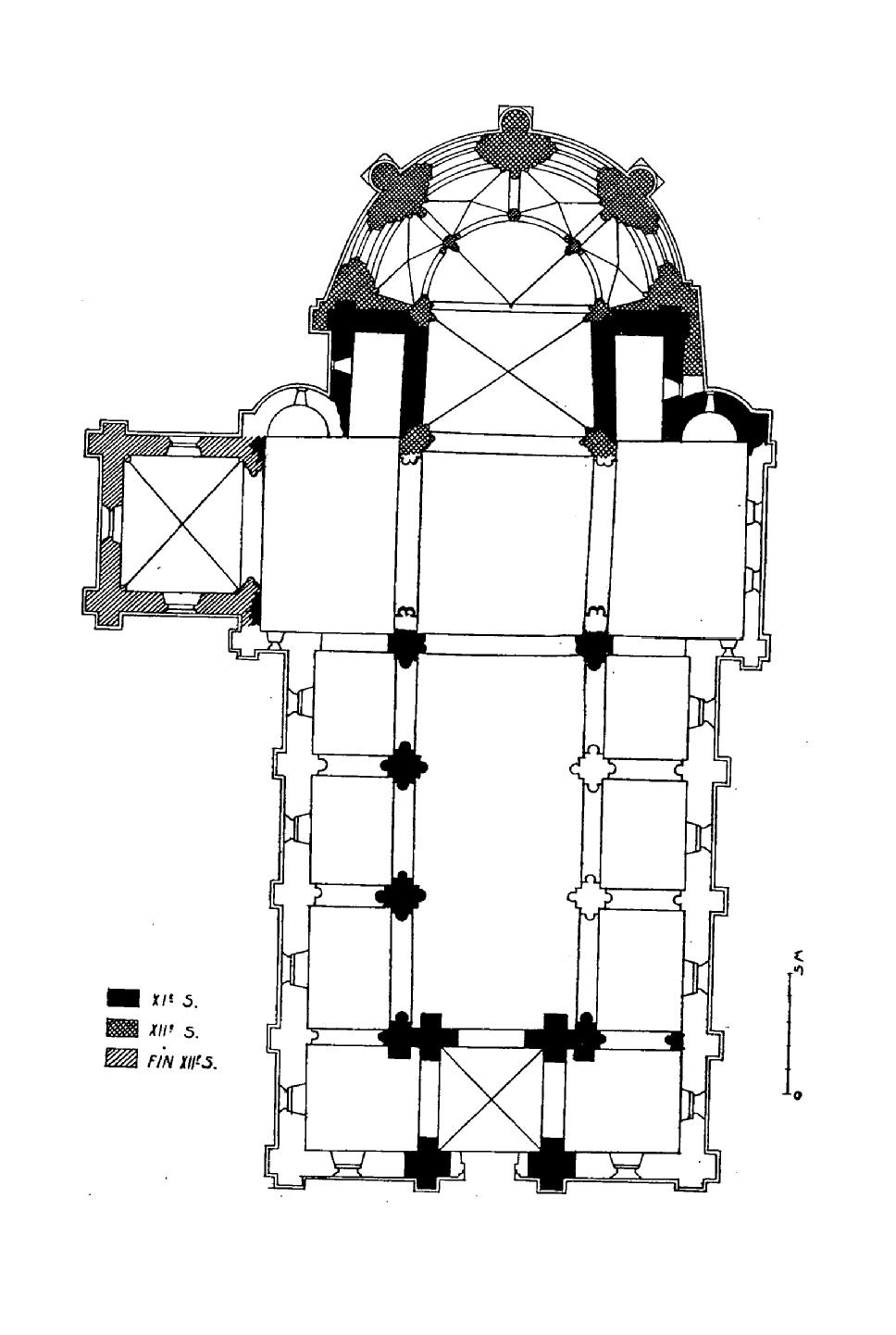
Plan au milieu du XIIe siècle. Sans tenir compte des voûtes, il correspond à la situation actuelle, hormis le portail nord qui a été ajouté et le bas-côté sud qui a été modifié.

L'ancienne église abbatiale a repris le vocable de l'ancienne église paroissiale, et est maintenant dédiée à saint Denis, qui a toujours été le saint patron de la paroisse de Morienval. — Irrégulièrement orientée nord-est - sud-ouest, l'église Saint-Denis est bâtie selon un plan symétrique et globalement cruciforme, qui malgré les différents remaniements le reste toujours à l'exception de la chapelle gothique primitive qui prolonge le croisillon nord vers le nord. Un déséquilibre existe entre les élévations nord et sud de la nef, et les bas-côtés nord et sud ne sont plus identiques bien qu'ayant la même longueur et largeur. L'église se compose d'un narthex d'une travée accompagné de deux collatéraux ; d'une nef de trois travées barlongues accompagnée de deux bas-côtés étroits ; d'un transept dont les travées sont plus profondes que larges et dont la croisée est légèrement plus grande que les croisillons ; d'une chapelle d'une travée prolongeant le croisillon nord vers le nord ; de deux réduits rectangulaires s'ouvrant depuis les croisillons vers l'est, flanquant la première travée du chœur ; de deux absidioles orientées flanquant les réduits ; d'un chœur comportant une travée droite barlongue et une abside en hémicycle ; et d'un pseudo-déambulatoire de quatre travées. La travée centrale du narthex est l'ancien porche et supporte la tour occidentale couverte d'un toit à la hache. Son premier étage est ouvert sur la nef et forme une tribune. Les réduits flanquant le chœur ne sont autres que les bases des tours du chœur, qui sont en effet de plan rectangulaire. Il n'y a plus de sacristie. Le dénivelé est extérieurement de sept mètres entre la façade occidentale et le chevet, et malgré le remblai, le sol du chœur se situe plus bas que le sol de la nef,,.
Sous plusieurs égards, l'église de Morienval s'inscrit dans la tradition carolingienne, qui se traduit par la tour de façade, le transept-bas (aux croisillons plus bas que la croisée), les tours du chœur et le chevet primitif en échelons, comportant cinq espaces cloisonnés alignés sur la ligne orientale du transept : les absidioles, les réduits sous les clochers et le chœur. Les trois tours confèrent à l'édifice un aspect majestueux. La renommée de Morienval est aussi assurée par la belle sculpture des chapiteaux de la nef et du chœur, contemporains de leur construction. Dans un style archaïque, empreint d’influences celtes et mérovingiennes, motifs géométriques et végétaux offrent un décor d'exception. Sur d'autres plans, l'église de Morienval est pionnière : l'abside représente l'un des trois premiers exemples de l'emploi de l'arc brisé dans l'Oise (avec les églises de Rieux et de Villers-Saint-Paul), et la voûte de la travée droite du chœur antérieure à 1130 montre le premier emploi d'un profil torique composé sur une voûte d'ogives dans l'Oise, en l'occurrence deux tores encadrant une arête et placés sur un bandeau. Morienval ne possède pas la voûte d'ogives la plus ancienne de l'Oise, mais la voûte du chœur se trouve parmi la vingtaine des voûtes les plus anciennes du département, une datation à plus de dix ans près n'étant pas possible pour tous les cas. Les quatre voûtes du pseudo-déambulatoire sont souvent considérées comme les plus anciennes voûtes d'ogives d'un déambulatoire au nord de la France,, sauf qu'il ne s'agit pas de voûtes d'ogives dans le sens propre du terme.
L'église possède deux accès, tous les deux sur la façade occidentale : le portail principal sous la tour occidentale et le portail latéral dans le mur de son collatéral nord. L'ancien porche sous la tour possède une voûte d'arêtes refaite à l'époque moderne mais déjà ancienne. Le collatéral nord du narthex est voûté d'ogives depuis le milieu du XVIe siècle, et il en va de même de la nef et de la croisée du transept. Ce sont des voûtes d'ogives simples à quatre branches, sauf au-dessus de la croisée, où l'on trouve une voûte à liernes et tiercerons. Le bas-côté nord est voûté d'arêtes depuis 1880. Le bas-côté sud est simplement plafonné et les croisillons ont des voûtes en berceau de charpente qui sont lambrissées. Les absidioles sont voûtées en cul-de-four, et les réduits sur les clochers orientaux sont voûtés en berceau comme le fut la travée droite du chœur jusqu'aux années 1120. Depuis, cette travée est voûtée d'ogives. L'abside a été dotée d'une nouvelle voûte en cul-de-four renforcée par deux nervures en 1900/03 qui remplace sa voûte d'ogives du milieu du XIVe siècle mais correspond à la disposition d'origine. Enfin, le pseudo-déambulatoire est recouverte par des semblants de voûtes d'ogives, qui historiquement ne peuvent pas être considérées comme protogothiques et encore moins gothiques. Ainsi, l'on trouve cinq types de voûtement et deux tpes de plafonds réunies dans une même église.

### Façade occidentale

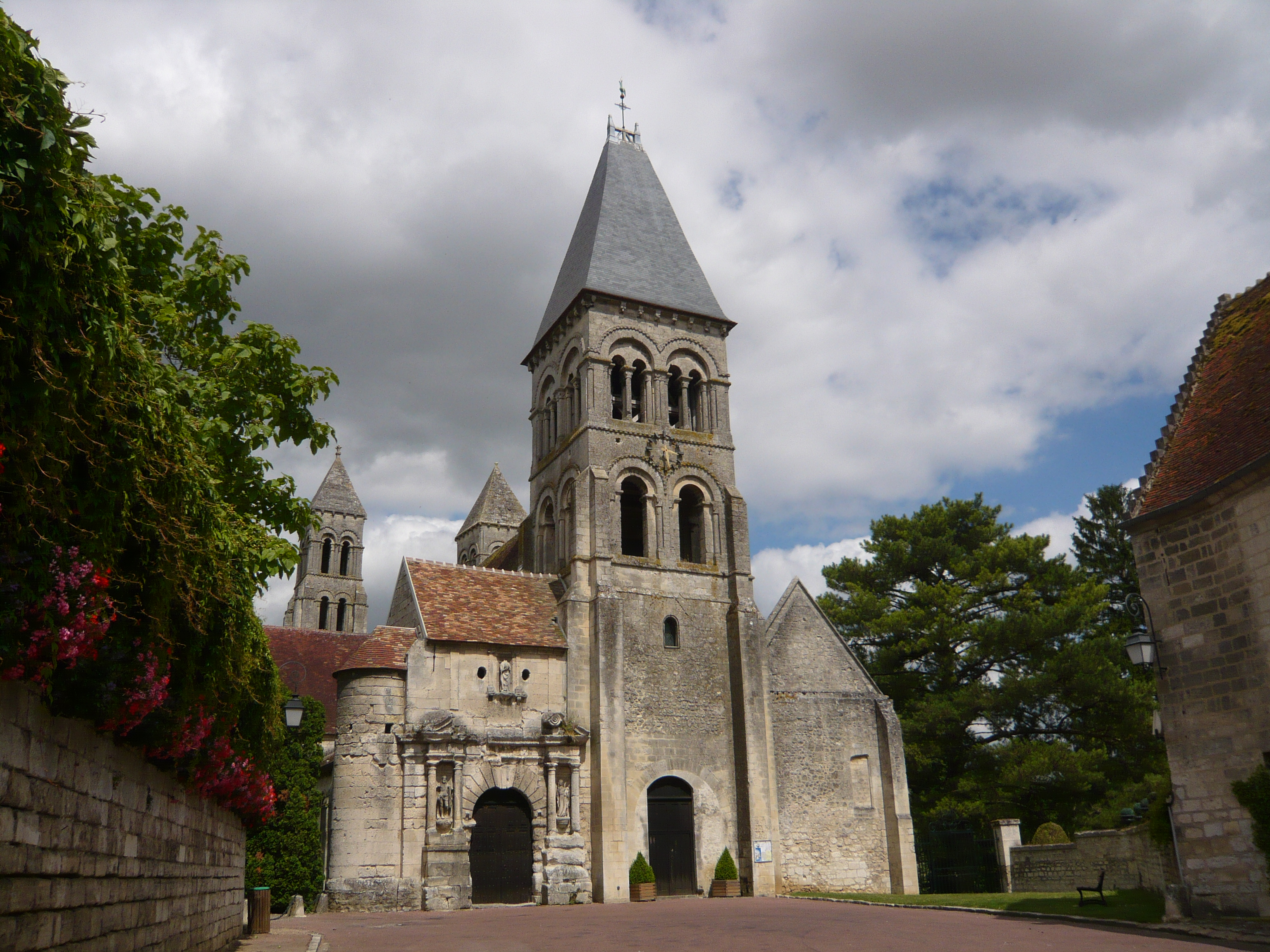
Façade occidentale.

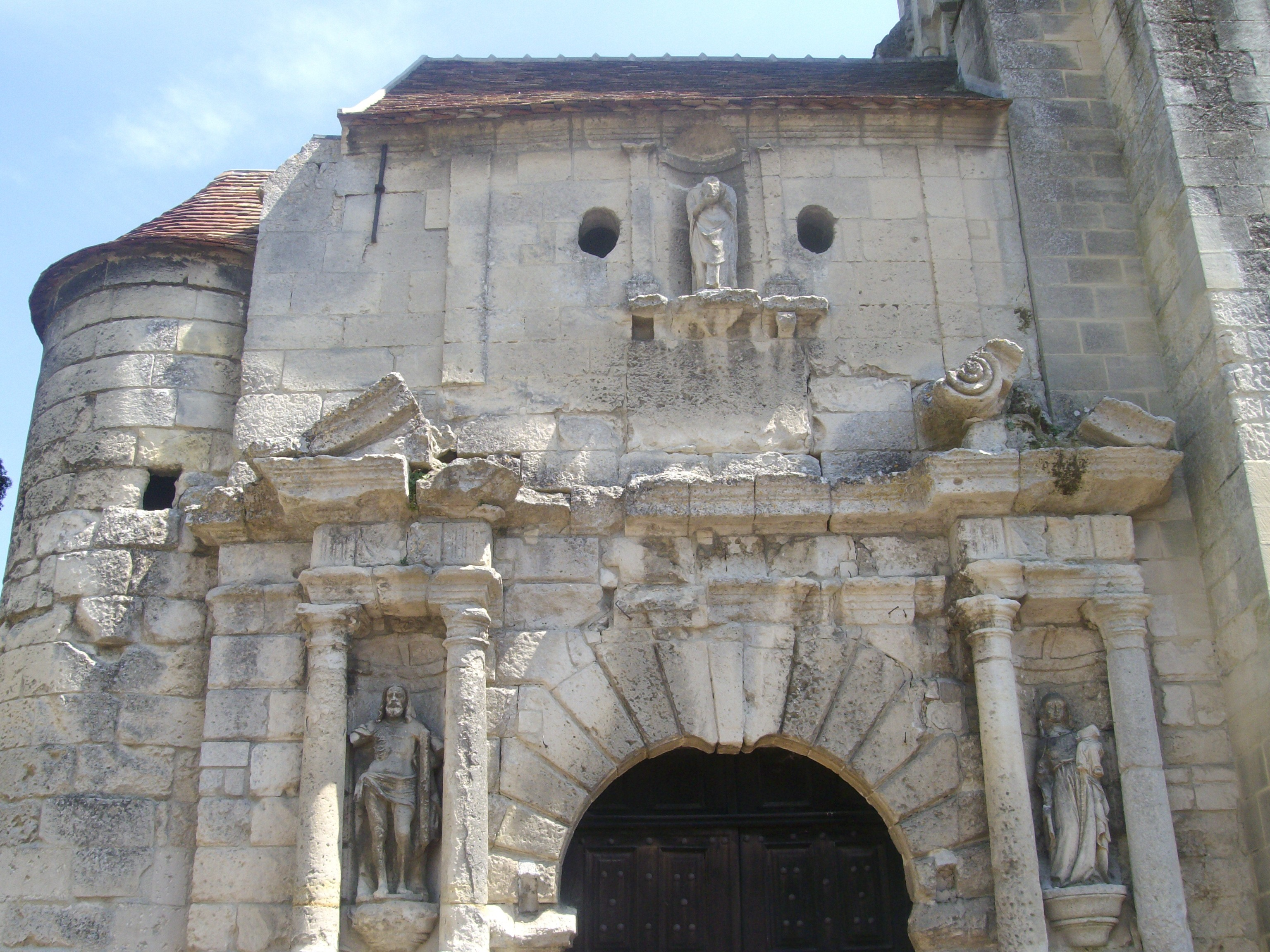
Détail du portail Renaissance.

La façade occidentale est dominée par la tour occidentale du début du XIIe siècle, de quarante à cinquante ans plus jeune que les tours jumelles à l'est. La façade est déséquilibrée et elle n'existe sous la forme actuelle que depuis les restaurations de la fin du XIXe siècle, car le pignon du collatéral sud n'était pas libre jusqu'à la démolition du bâtiment conventuel ruiné du XIIe siècle, et il a été construit sous Paul Selmersheim. Le mur septentrional du bâtiment mentionné était perpendiculaire au clocher et s'arrêtait immédiatement à droite du portail dans son rez-de-chaussée, ce qui explique que ce portail est toujours désaxé sous son arc de décharge. Il date dans sa forme actuelle du XVIIIe siècle et n'a pas été soigné, car les religieuses entraient dans l'église par le bas-côté sud qui était contigu à l'aile nord du cloître, ou par le bâtiment conventuel démoli qui communiquait également avec l'église. Bien que les deux bas-côtés de la nef soient recouverts par des toits en appentis prenant appui contre la nef, les collatéraux du clocher-porche possèdent des toits en bâtière indépendants, perpendiculaires à l'axe de la nef au sud et parallèles au nord. S'y trouve le portail bâti sous Anne I Foucault en 1608, dans le style de la Renaissance finissante. Son état de dégradation s'explique par l'emploi de pierres de Bonneuil-en-Valois qui sont souvent trop tendres. Deux paires de colonnes toscanes soutiennent les restes d'un entablement décoré d'une frise de triglyphes, et les vestiges d'un fronton brisé orné d'enroulements. Au-dessus du portail, une statue bûchée trône toujours dans sa niche, et entre les colonnes, deux autres statues sont logées, dont une Vierge à l'Enfant. Au nord, une tourelle d'escalier ronde est accolée au collatéral et permet l'accès à ses combles, et de là, au clocher.
Le clocher s'élève au-dessus du porche du milieu du XIe siècle, mais extérieurement plus rien n'est visible de cette époque reculée. Le porche était flanqué de la partie antérieure de la nef carolingienne, ce qui les fouilles du début du XXe siècle ont prouvé, mais l'on suppose que ses faces nord et sud étaient à l'air libre après la construction de la nef actuelle au début du dernier quart du XIe siècle. Eugène Lefèvre-Pontalis pense que le maître d'œuvre avait prévu de prolonger les bas-côtés vers l'ouest jusqu'à la façade occidentale du clocher-porche, mais que ce projet n'aurait pas été mené à terme. Ce n'aurait été que sous Anne II Foucault que les collatéraux du porche auraient finalement été construits. En 1908, Paul Selmersheim veut encore les démolir pour restituer l'état d'avant 1652. La tour devait initialement être coiffée d'un toit en bâtière à l'instar de celle de l'église Saint-Rémi d'Orrouy, qui est une réplique de la tour de façade de Morienval. Jusqu'au premier étage inclus, elle est épaulée par des contreforts d'angle plats qui se retraitent après le premier étage, percé seulement d'une petite baie plein cintre. Le second étage est percé de deux larges baies en plein cintre gémellées par face, qui s'ouvrent sous des archivoltes supportées par des colonnettes à chapiteaux. Les fenêtres elles-mêmes ne sont décorées que d'impostes, mais elles devaient initialement ressembler à ceux du troisième étage. Un cordon de billettes surmonte les archivoltes et sépare visuellement le second du troisième étage. Comme il n'y a plus de contreforts à ce niveau, le maître d'œuvre en a profité pour agrémenter les angles de colonnettes à chapiteaux, qui se partagent le tailloir avec les chapiteaux extérieurs des archivoltes. Ces dernières sont identiques à celles du second étage. Quant aux fenêtres, elles sont subdivisées en deux étroites arcatures plein cintre formées par trois colonnettes supportant un tympan. La corniche qui termine l'étage supérieur du clocher est ornée d'une torsade et d'un rang de fleurs de violettes (souvent désignées par erreur comme étoiles gravées en creux), et repose sur des modillons décorés de trois billettes ou de masques. Le vocabulaire décoratif des chapiteaux comporte des volutes d'angle, des cannelures et des entrelacs en faible relief,,.

### Intérieur

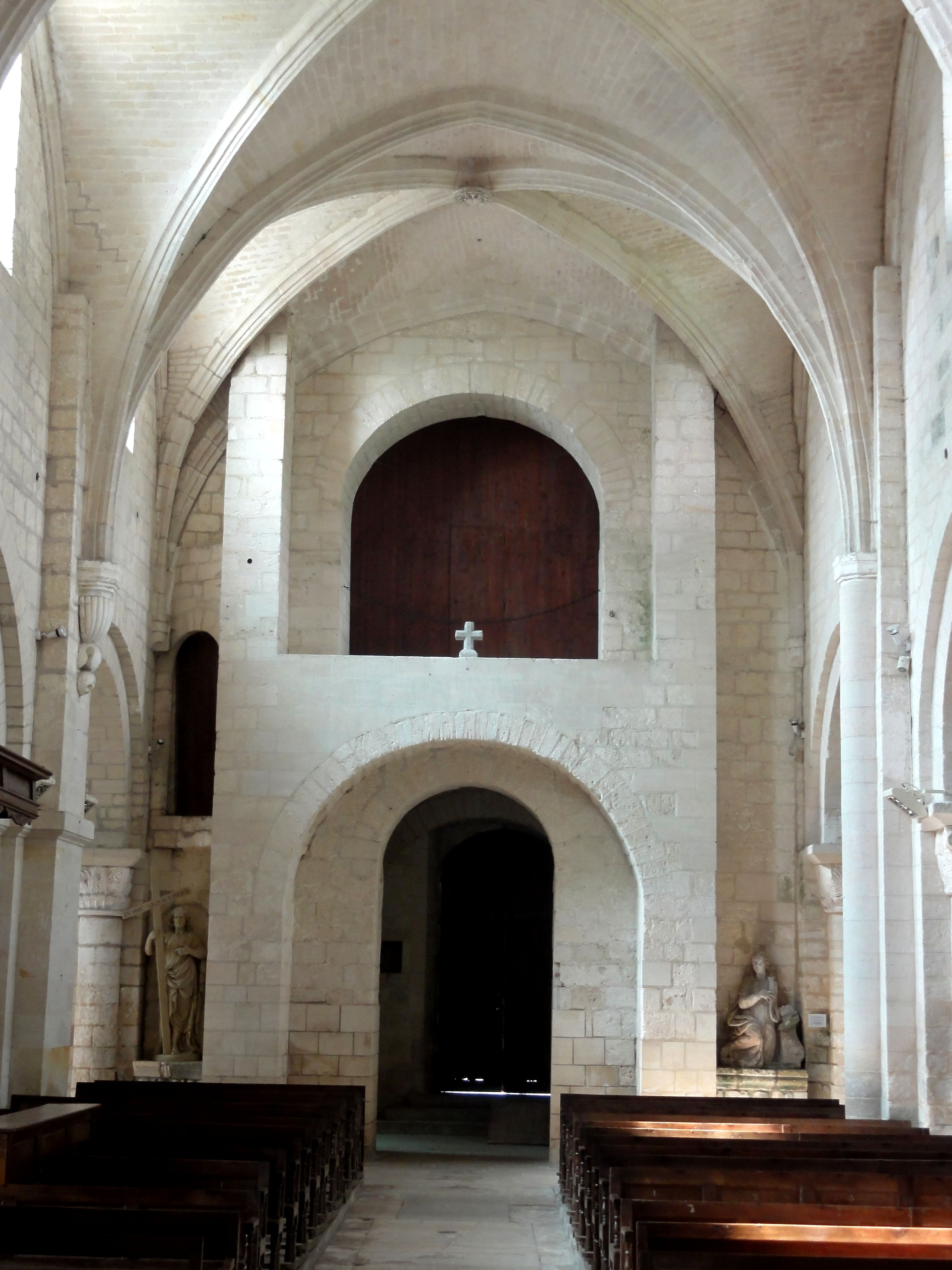
Vue sur le narthex et sa tribune depuis la nef.

#### Narthex
L'on entre dans l'église par le portail sous le clocher en descendant quelques marches et se trouve dans le porche du milieu du XIIe siècle. Il est bien conservé à l'intérieur, mais la voûte d'arêtes a été refaite à l'époque moderne. Elle devrait correspondre ici à la disposition d'origine. Deux arcades en plein cintre agrémentées seulement d'impostes avec un décor de triangles excavés s'ouvrent dans les deux collatéraux du narthex, et une troisième arcade sans décor aucun donne accès à la nef. Lui succède une autre arcade largement ouverte, et l'espace entre ces deux arcades est surmonté par une tribune en pierre qui fait partie intégrante du narthex, et n'est donc pas considérée comme un ajout postérieur. La partie postérieure de la tribune est formée par le premier étage du clocher, mais fermée aujourd'hui par des lattes en bois. Il faudrait par ailleurs une échelle pour accéder à la tribune par la courte tourelle d'escalier en encorbellement, dont la porte se situe à plus de deux mètres au-dessus du niveau du sol. Une étroite meurtrière éclaire cette tourelle depuis le collatéral sud du narthex. Les collatéraux du narthex sont défigurés par les contreforts des murs gouttereaux de la nef, le maître d'œuvre n'ayant cherché aucun subterfuge pour les dissimuler. Au sud, où le collatéral est simplement plafonné, le contrefort est particulièrement bien reconnaissable comme tel. Au nord, la voûte d'ogives aux nervures prismatiques date du milieu du XVIe siècle comme le permettent de conclure les initiales A.F. : elle est contemporaine des voûtes de la nef et de la croisée. Une colonnette subsiste du milieu du XIe siècle et montre que la nef carolingienne incluait le narthex. Les collatéraux communiquent avec les bas-côtés par des arcades en plein cintre qui remontent à la construction de la nef et des bas-côtés actuels. Au nord, seul le chapiteau côté sud est authentique ; au sud, l'arcade représente un vestige du bas-côté sud roman,,.

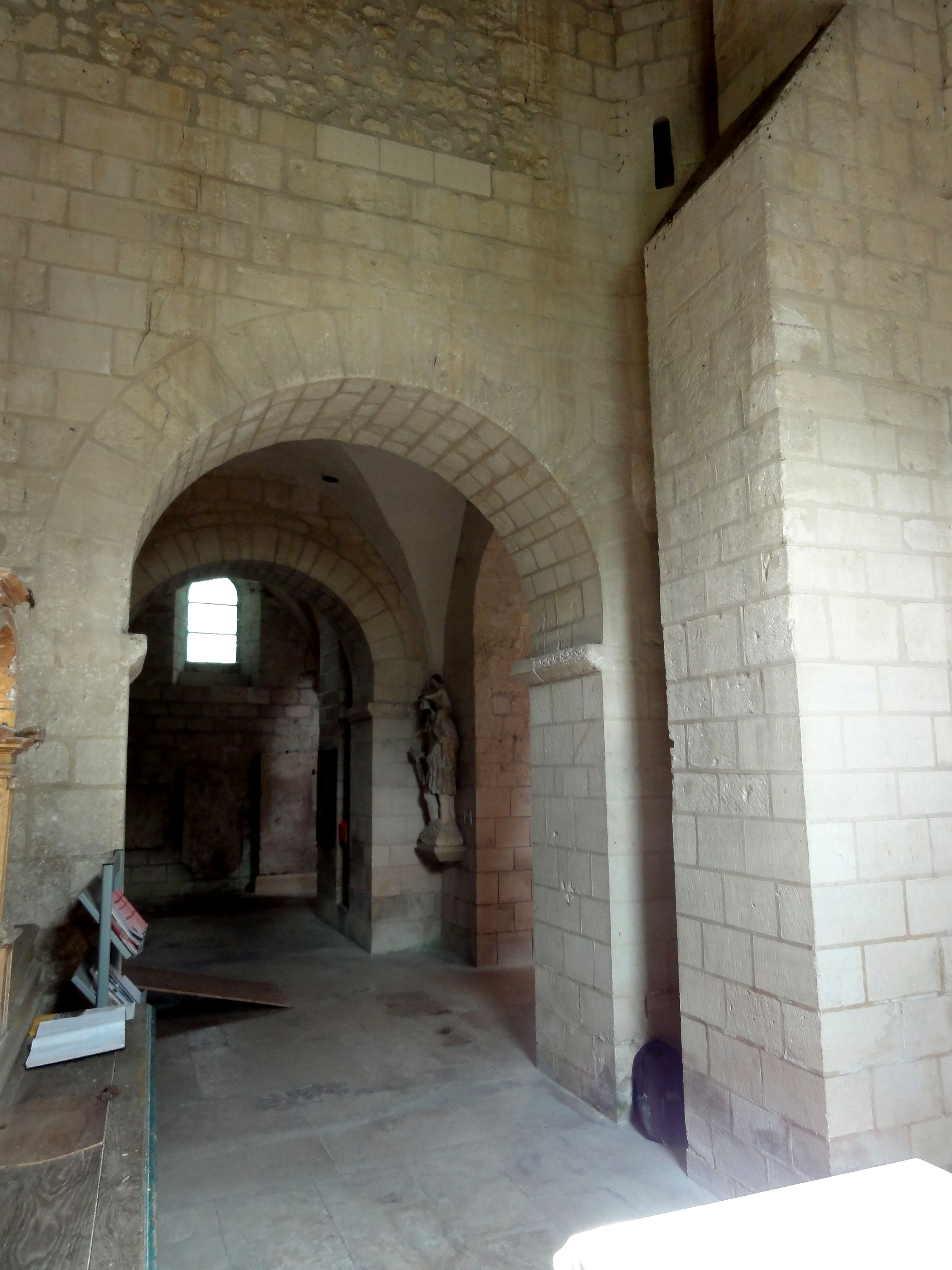
Narthex, vue sud-nord.
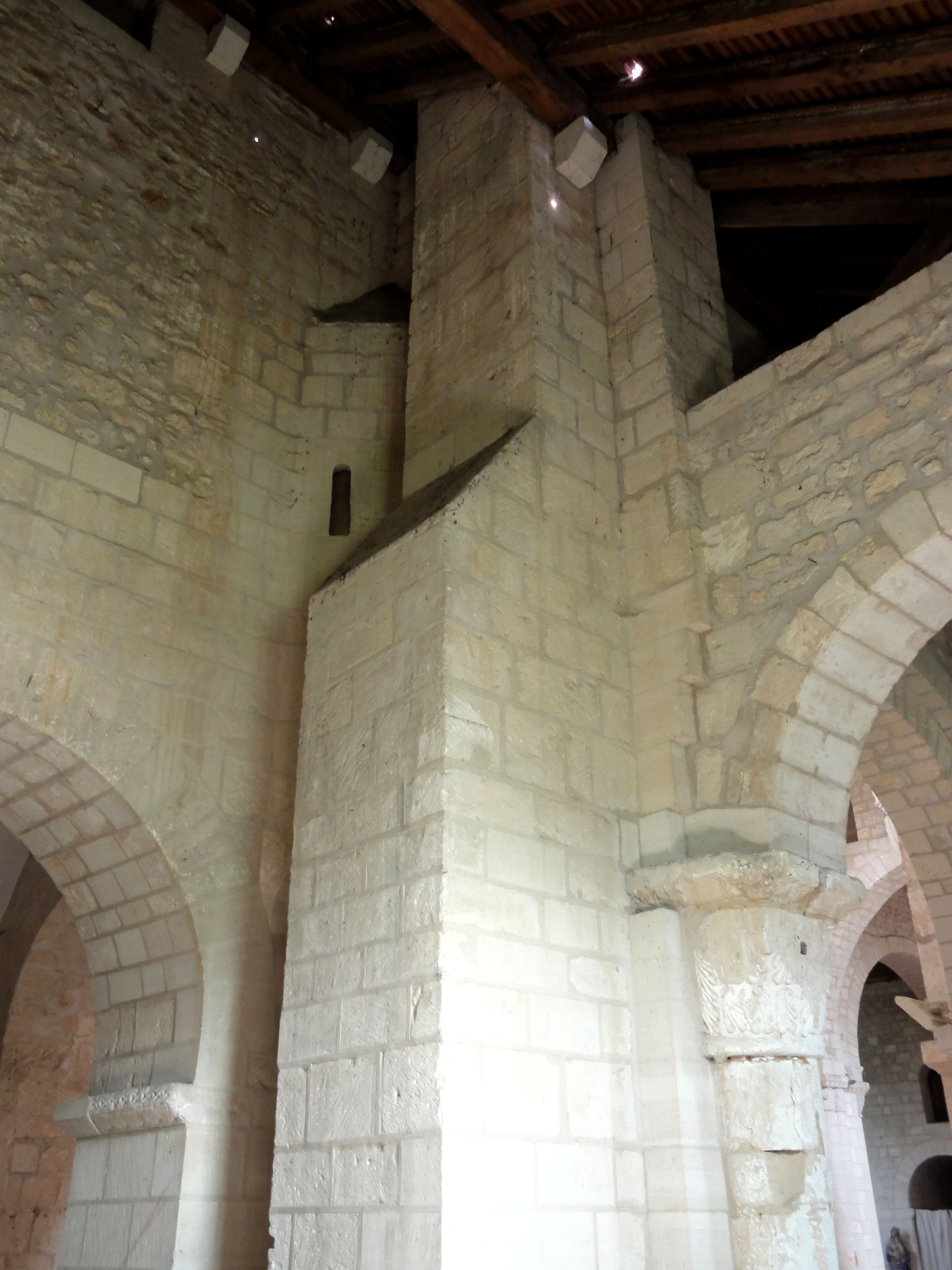
Contrefort sud-ouest de la nef, dans le collatéral sud.
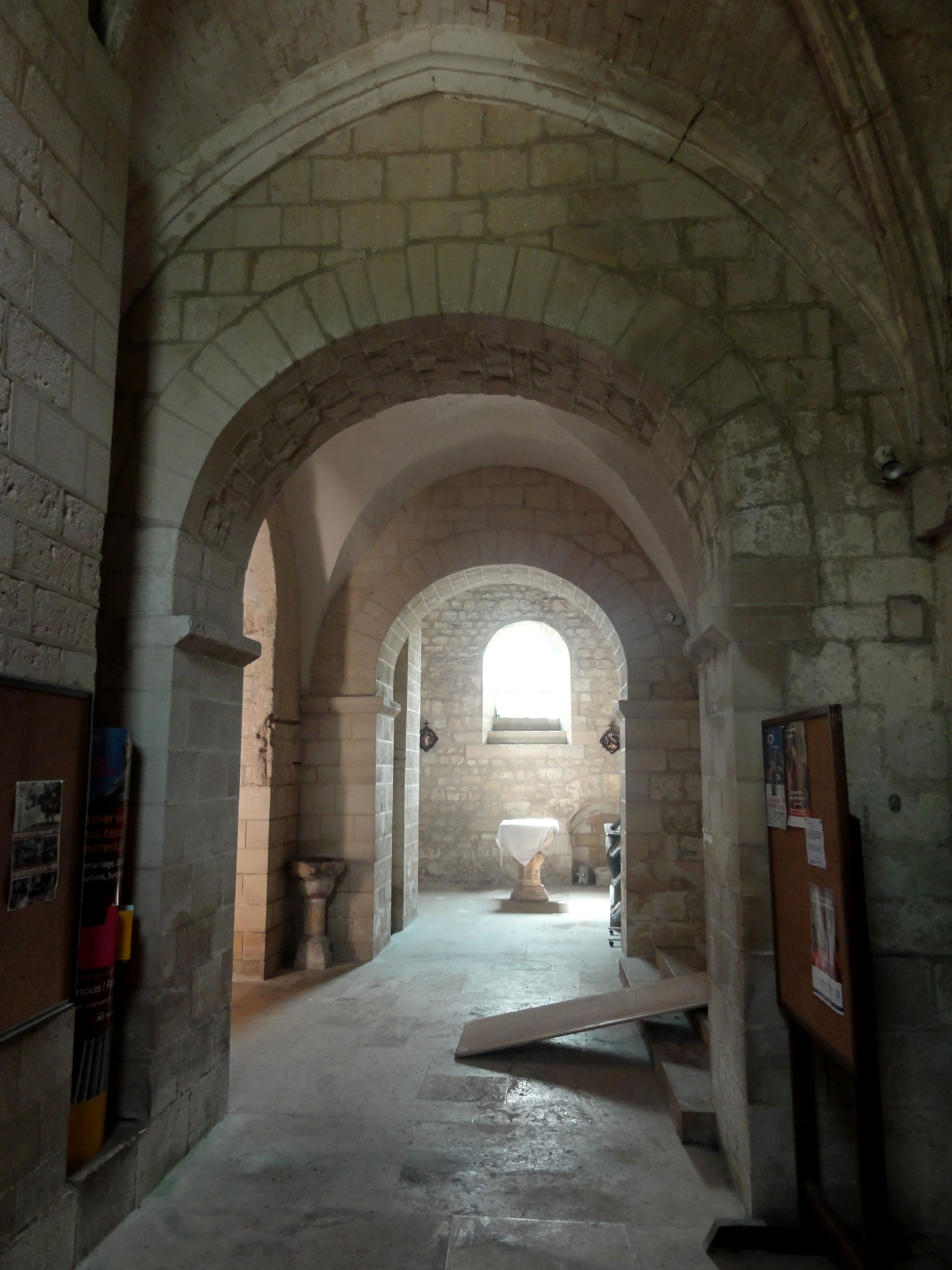
Narthex, vue nord-sud.
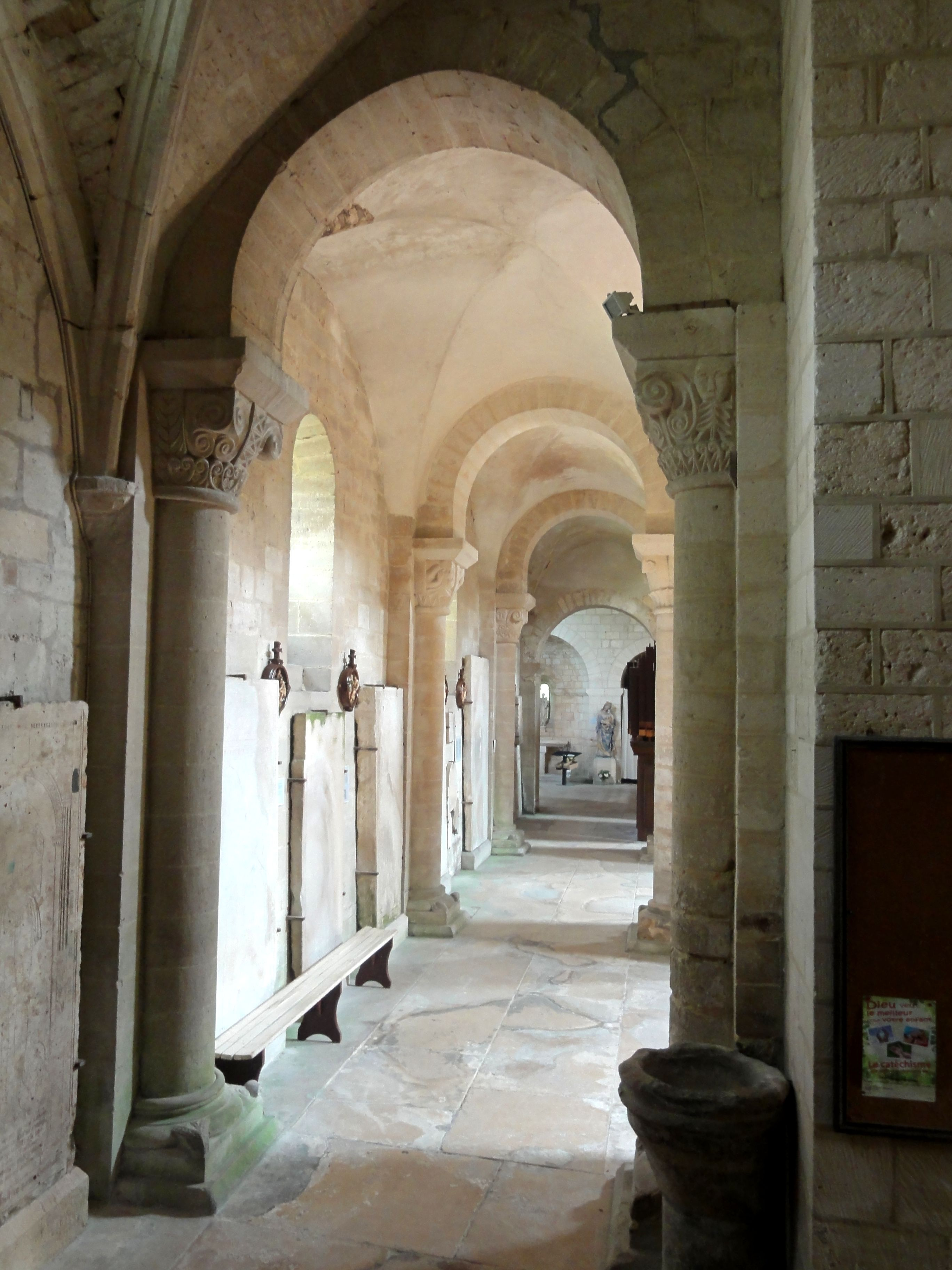
Collatéral nord du narthex, vue dans le bas-côté nord.
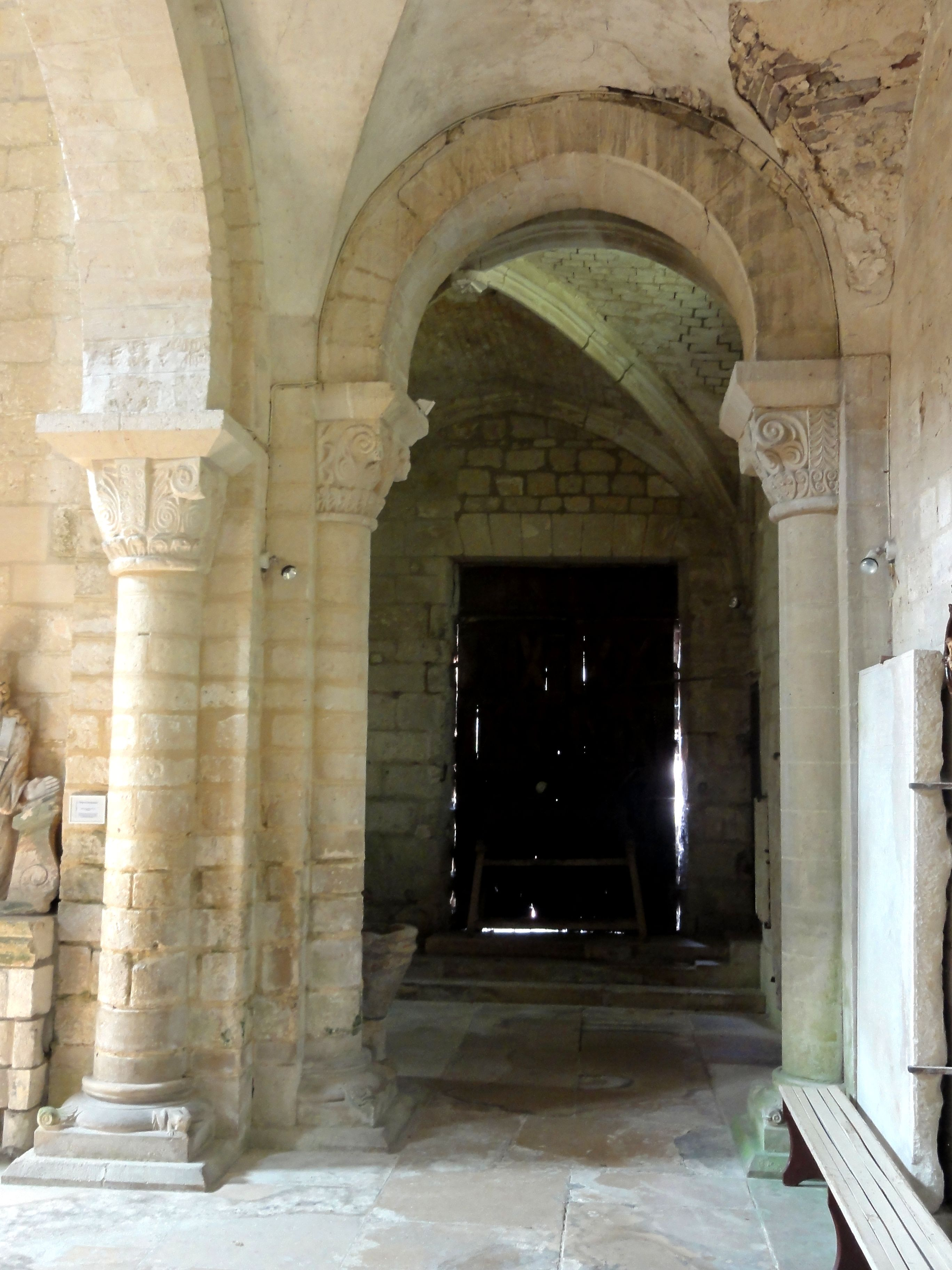
Bas-côté nord, vue dans le collatéral du narthex.
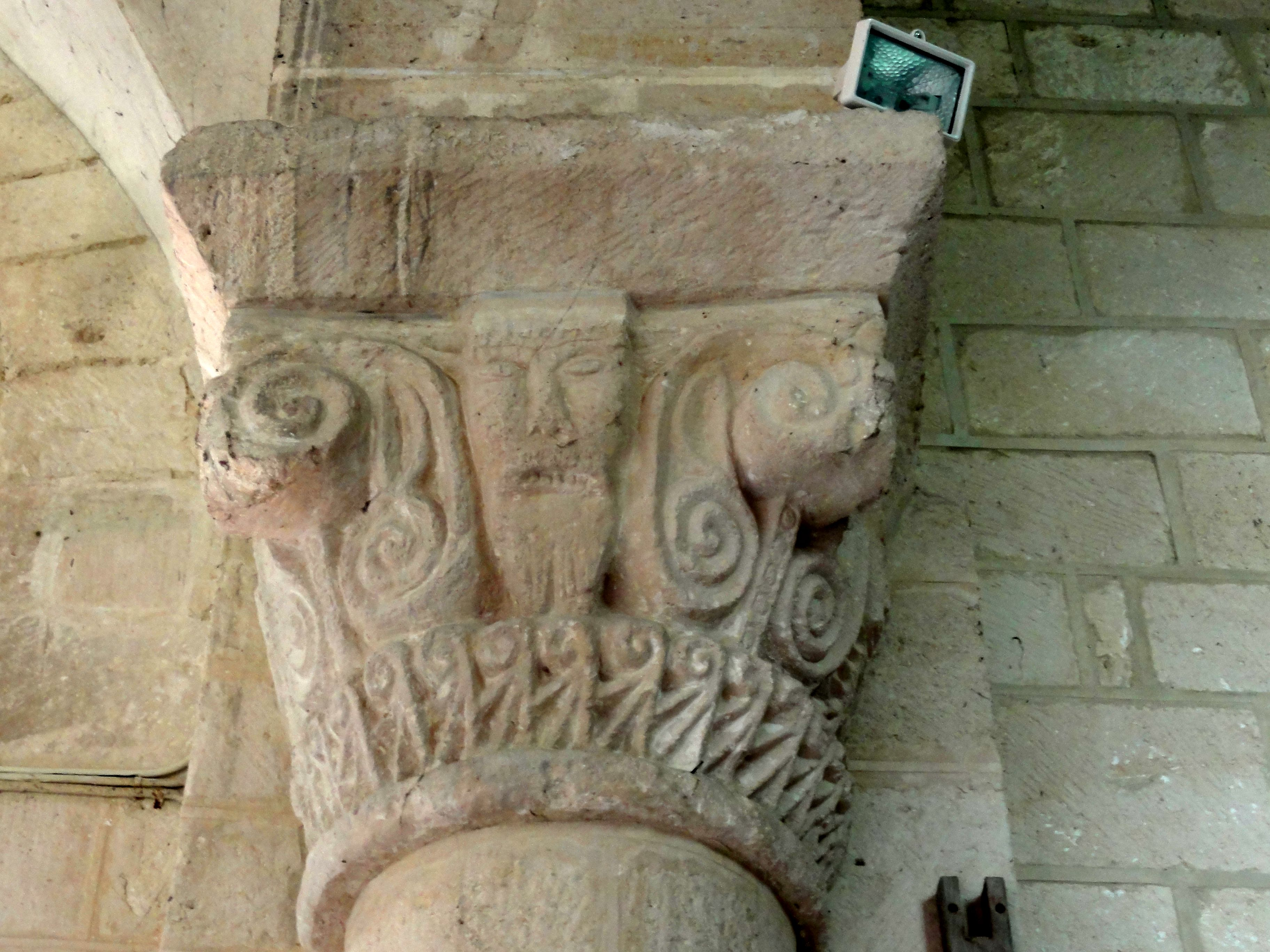
Chapiteau authentique au sud de cette arcade.

#### Bas-côté nord et grandes arcades du nord

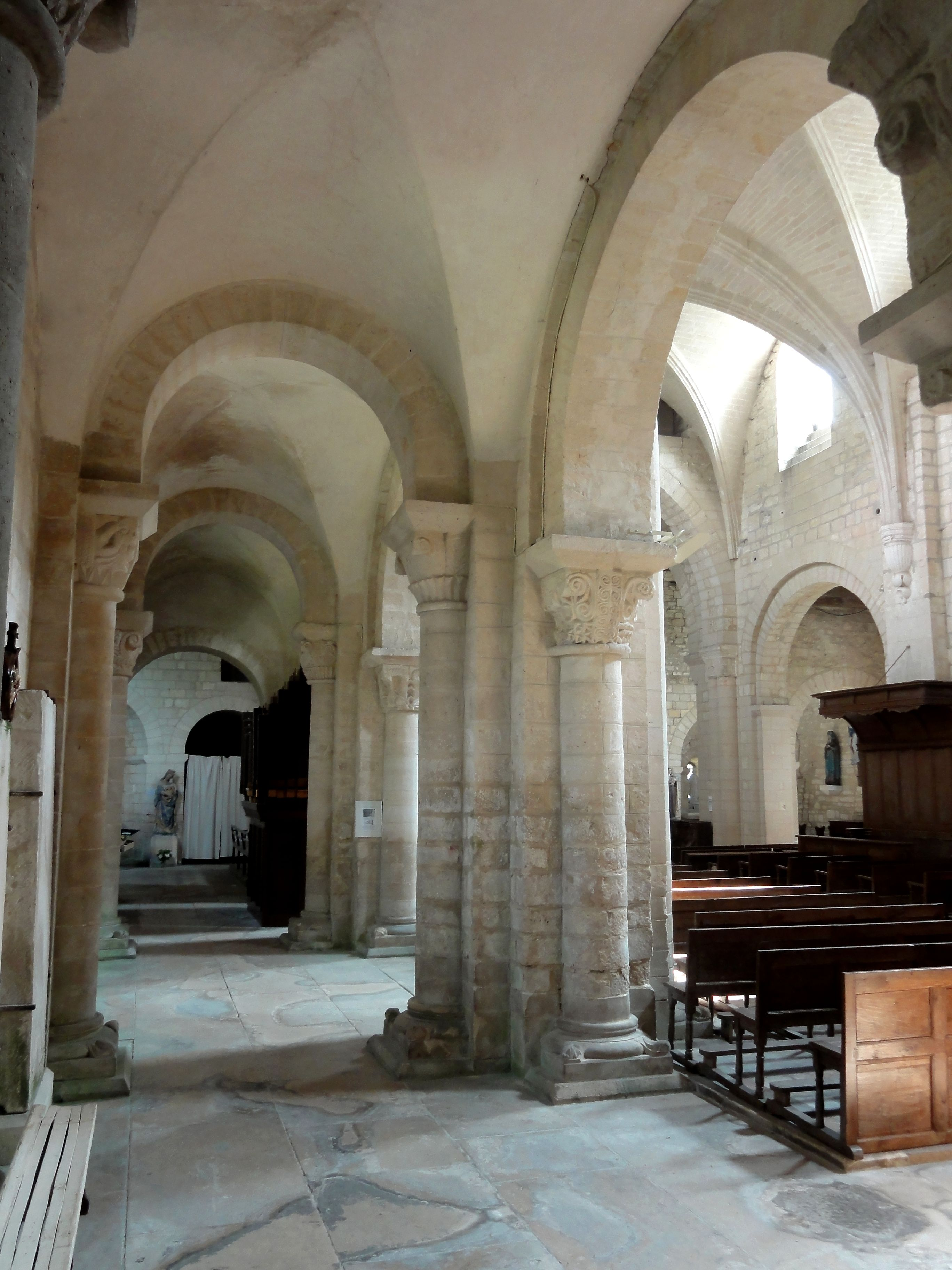
Bas-côté nord, vue vers l'est.

Le bas-côté nord garde son caractère roman contrairement à son homologue au sud, mais comme déjà signalé, le mur du nord avec ses trois chapiteaux ne date que de 1880, et seules les grandes arcades du nord y compris les chapiteaux méridionales des doubleaux intermédiaires du bas-côté remontent réellement aux années 1070 / 1080. De toute façon, même avant la reconstruction sous Paul Selmersheim, le bas-côté nord avait déjà été remanié plusieurs fois. Avec le narthex qui délimite la nef à l'ouest, les grandes arcades du sud (sans les piliers) et l'arc triomphal vers la croisée du transept, c'est en même temps la plus importante composante authentiquement romane de la nef. Ces trois arcades en plein cintre sont à double rouleau et largement ouvertes. Elles reposent sur des piliers de plan cruciforme, auxquels quatre demi-colonnes à chapiteaux sont adossés. Du côté de la nef, ces demi-colonnes montent jusqu'au sommet des murs, ce qui n'est plus visible que depuis les combles du fait de la présence des voûtes d'ogives du milieu du XVIIe siècle. Elles s'amortissent de façon conique, sans chapiteau, et l'on suppose qu'elles avaient vocation de servir de contreforts intérieurs. Les demi-colonnes regardant vers les grandes arcades supportent le rang de claveaux inférieur des grandes arcades moyennant deux gros chapiteaux. Finalement, les demi-colonnes à chapiteaux regardant vers le nord supportent des doubleaux intermédiaires ou arcs diaphragmes, comme l'on peut les voir également dans l'église de Villers-Saint-Paul. Les arcs diaphragmes sont à un seul rang de claveaux et retombent également sur les chapiteaux de demi-colonnes du côté nord, les demi-colonnes étant adossées à des pilastres. Le pilier à la fin des grandes arcades du nord, c'est-à-dire la pile nord-ouest de la croisée du transept, est dépourvu de chapiteaux du côté du bas-côté et des grandes arcades. L'arcade faisant communiquer le bas-côté avec le croisillon nord n'est décorée que d'impostes et est identiques aux arcades au nord et au sud de la travée centrale du narthex. En somme, restent donc sept chapiteaux des années 1070 / 1080. Bien que peu nombreux, ils ont contribué à la célébrité de Morienval car leur vocabulaire ornemental est antérieur au développement du décor géométrique en Normandie. Ils reflètent de vieilles traditions préromanes et même préromaines. L'on peut voir des motifs en spirale, des effets de vannerie, des bandeaux de feuillages ciselés et des triangles creusés en biseau, qui évoquent l'art celte et les bijoux mérovingiens. Ces motifs avaient sans doute survécu dans l'art populaire. Les sculpteurs de ces chapiteaux étaient toutefois des artisans confirmés, car la forme des corbeilles est régulière et très affirmé, et suit encore globalement des modèles remontant dans l'antiquité. L'on voit également des pédoncules, de grosses volutes, des masques et dans un cas, deux chevaux accouplés. Certains chapiteaux présentent un décor sur deux niveaux, et la partie inférieure comporte dans ce cas une collerette de petites feuilles dressées ou de crossettes juxtaposées, ce qui pour Anne Prache serait une réminiscence du chapiteau corinthien. Soigneusement travaillés et avec des contours arrondis, ces chapiteaux sont loin du tracé un peu sec et schématisé des chapiteaux normands de la même époque,,.

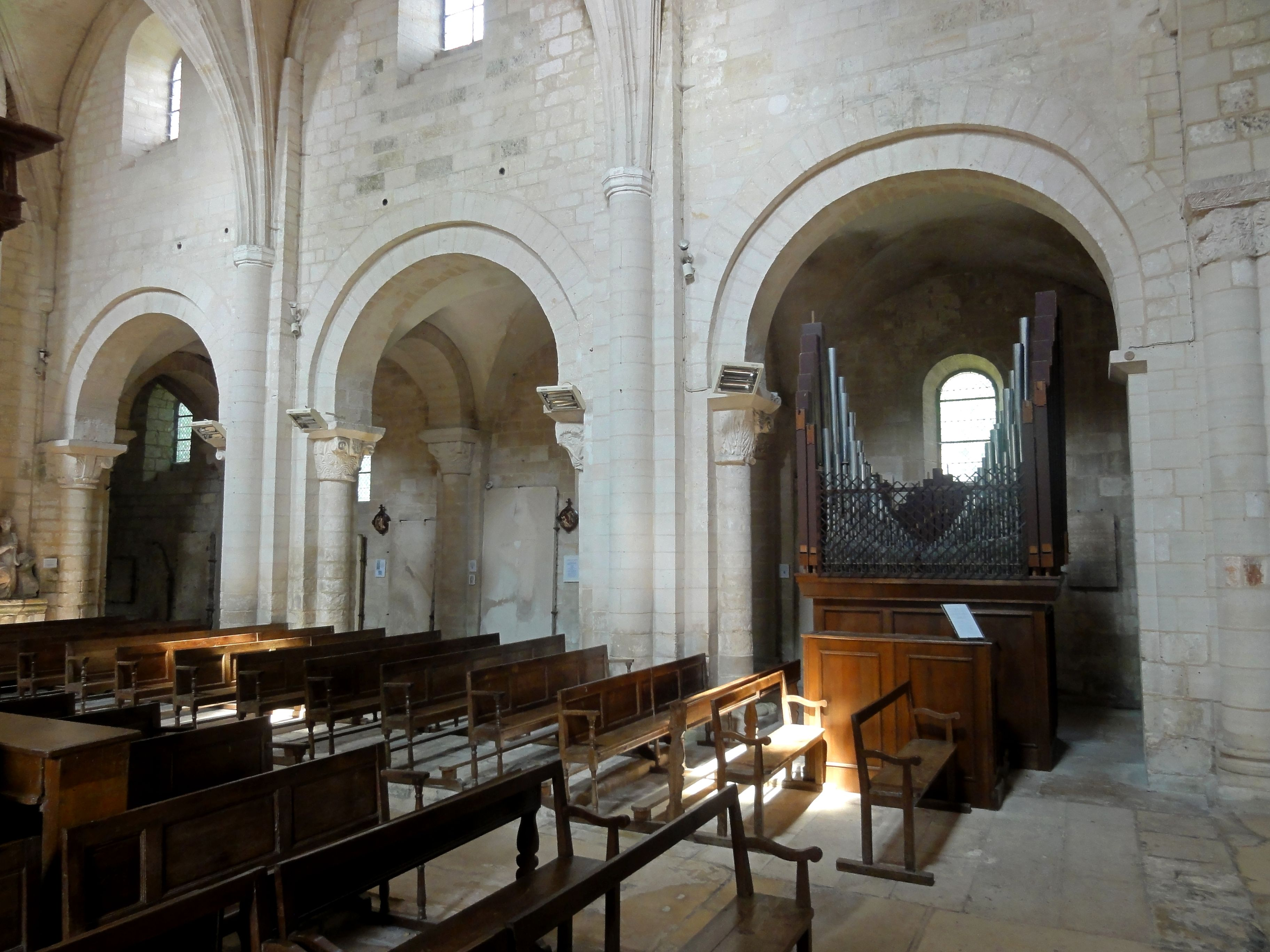
Grandes arcades du nord.
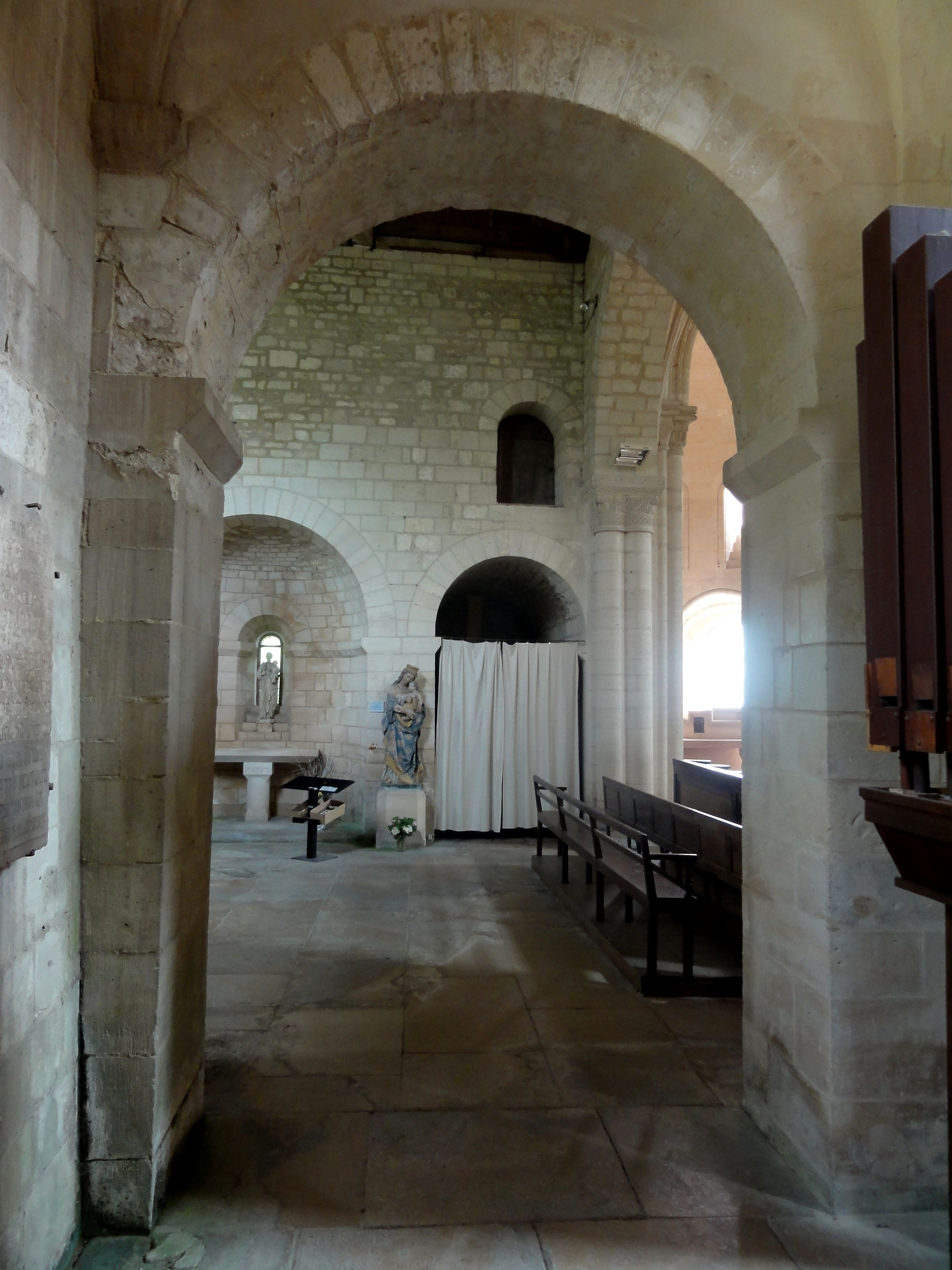
Arcade vers le croisillon.
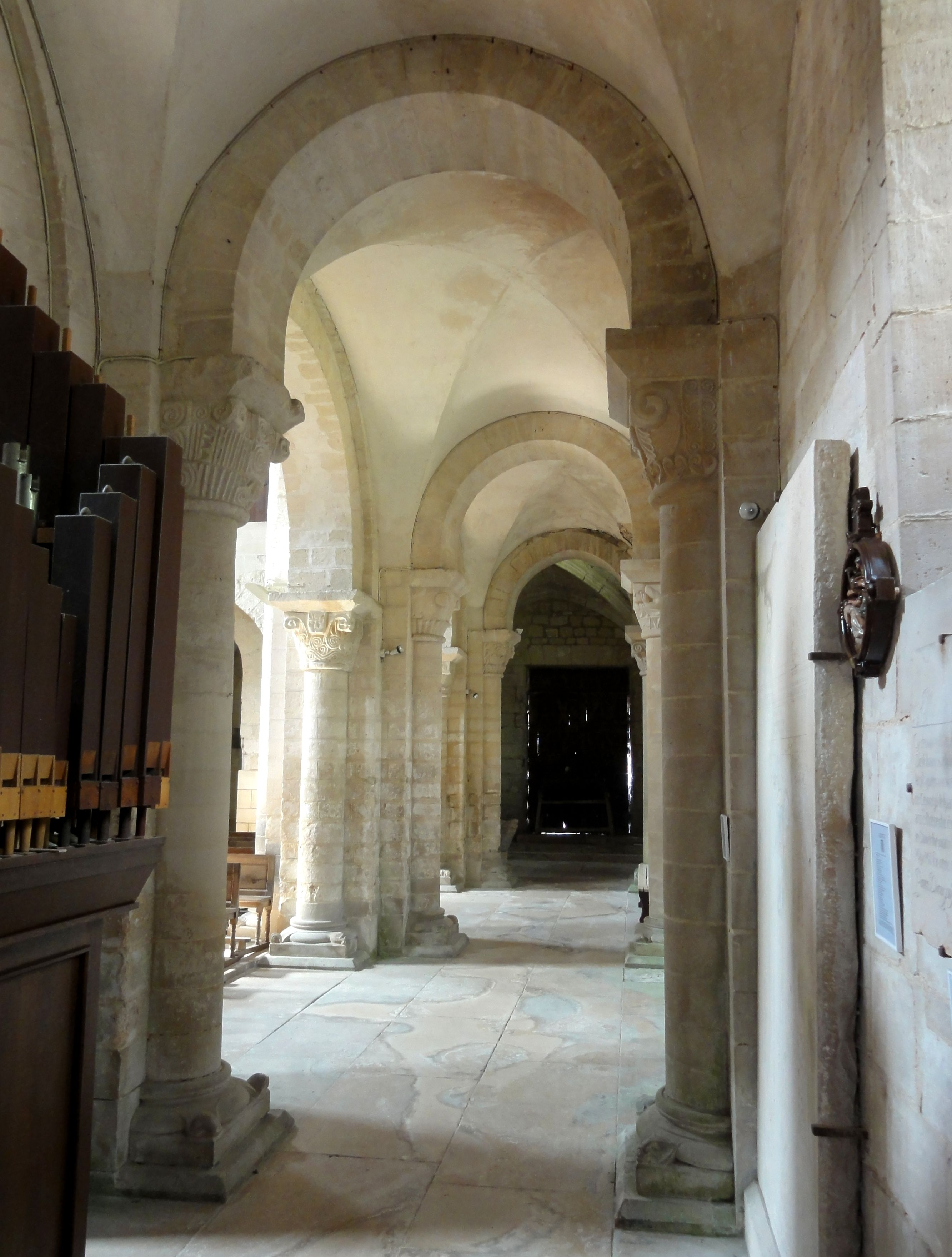
Bas-côté nord, vue vers l'ouest.
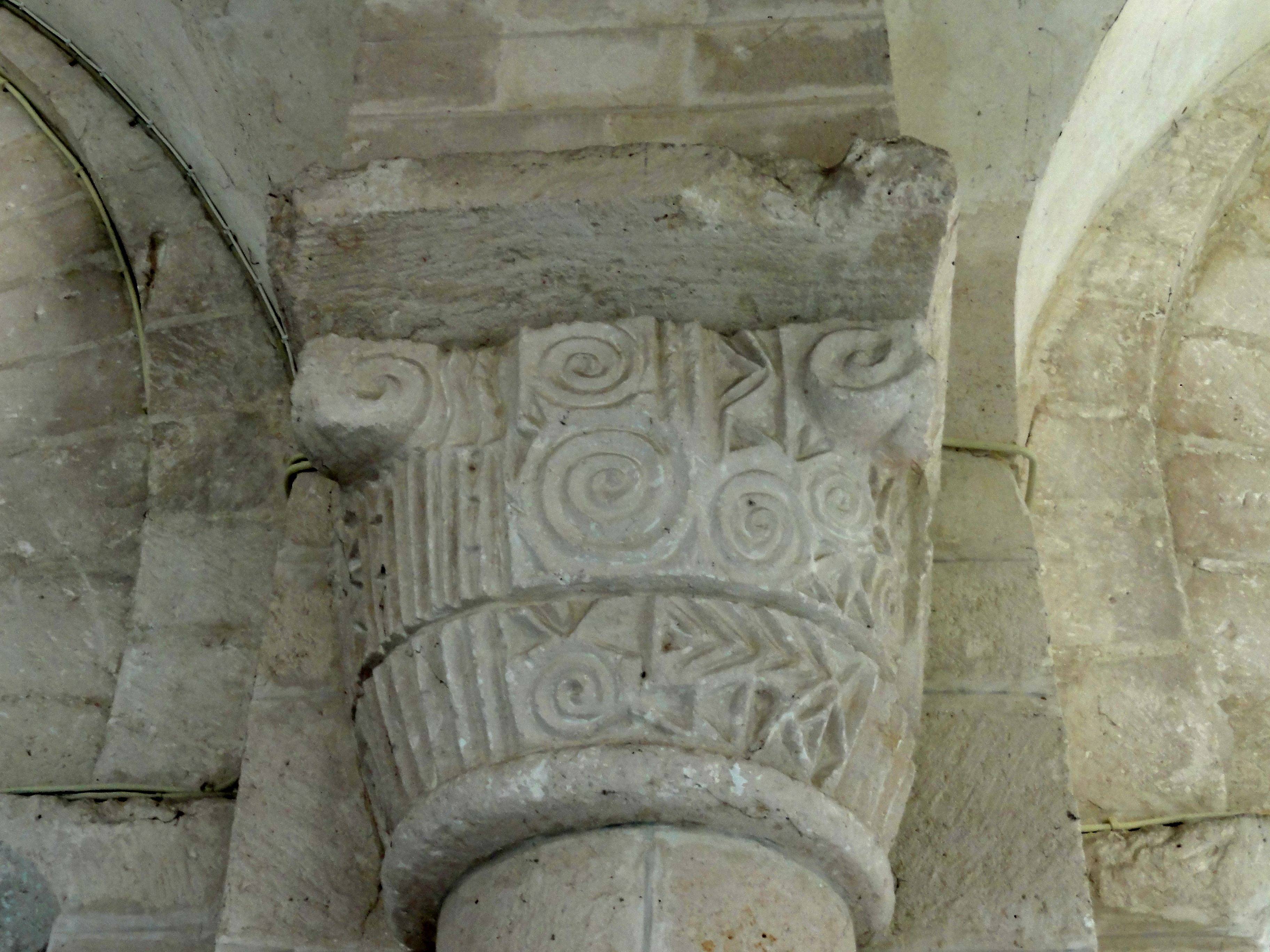
Chapiteau du second doubleau, côté sud.

#### Nef et bas-côté sud

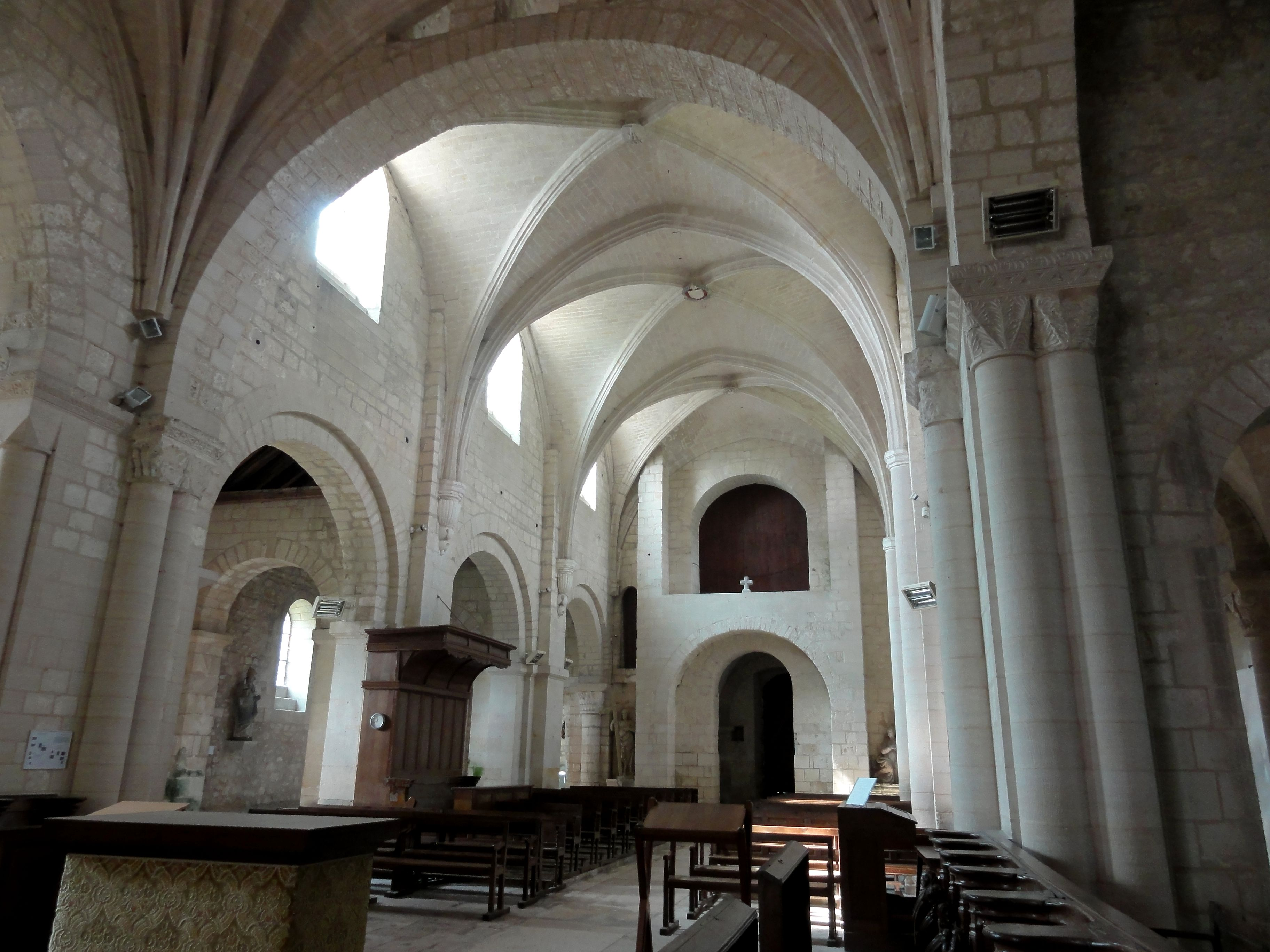
Nef, vue vers l'ouest.

Avec seulement trois travées, la nef est assez courte, les religieuses se tenant dans la croisée du transept et le chœur pendant les offices. La nef mesure 7,42 m de large alors que la nef carolingienne atteignait une largeur de 9,33 m et avait des murs épais de 1,04 m. Du temps que la nef était simplement plafonnée, elle devait ressembler aux nefs des églises de Berneuil-sur-Aisne, de Berny-Rivière, de Deuil-la-Barre, de Montlevon, d'Oulchy-le-Château ou de Saint-Germain-des-Prés. L'architecture est aujourd'hui un curieux mélange de roman et de gothique flamboyant tardif, car à ce style se rattachent les voûtes d'ogives bâties sous Anne I Foucault bien que l'architecture classique règne à l'époque de leur construction. Les nervures sont prismatiques, il n'y de formerets qu'au nord et les clés de voûte sont des écussons ou des couronnes de feuillages. Au nord, les ogives et doubleaux retombent sur des tailloirs sans chapiteaux supportés par les demi-colonnes romanes, bien que ces dernières se continuent encore au-delà des voûtes jusqu'au sommet des murs. Au sud, les tailloirs sont supportés par des culs-de-lampe décorés de godrons et de deux formes rondes. Les fenêtres hautes côté nord ont été restituées par Paul Selmersheim en 1878/80. Au sud, les fenêtres restent dans leur forme qu'on leur a donné au XVIIe siècle. Les piliers du sud ont été entièrement remplacés au XVIIe siècle, mais il s'agissait d'une reprise en sous-œuvre successive et les arcades proprement dites restent romanes. Dominique Lebée prétend que les arcades elles-mêmes auraient été reprises en sous-œuvre, ce qui n'est pas correct. La première grande arcade du sud conserve ainsi un chapiteau roman côté ouest. Le bas-côté sud a perdu son intérêt archéologique, mais il peut surprendre que l'architecte du XVIIe siècle ait de nouveau élevé des arcs diaphragmes et qu'il n'a pas pris de dispositions pour un voûtement, alors que le collatéral nord du narthex et la nef venaient d'être voûtés. Quant à l'arc triomphal, c'est une large arcade en cintre surbaissé qui retombe sur deux paires de colonnes à chapiteaux, qui sont contemporaines du transept et donc un peu antérieures à la nef actuelle. Les chapiteaux ressemblent à ceux du bas-côté nord mais sont devenus difficilement lisibles. L'arc triomphal se démarque par les cinq arcatures aveugles qui le surmontent. Ce ne sont pas les fenêtres qui éclairaient jadis la croisée du transept, qui ne prenait le jour que par le nord et par le sud. La vocation des arcatures est plutôt un allégement de la structure. Quant au dallage du sol, il est essentiellement constitué par des pierres tombales dont les plus anciennes remontent au début du XIIIe siècle, mais elles sont presque entièrement effacées,,,.

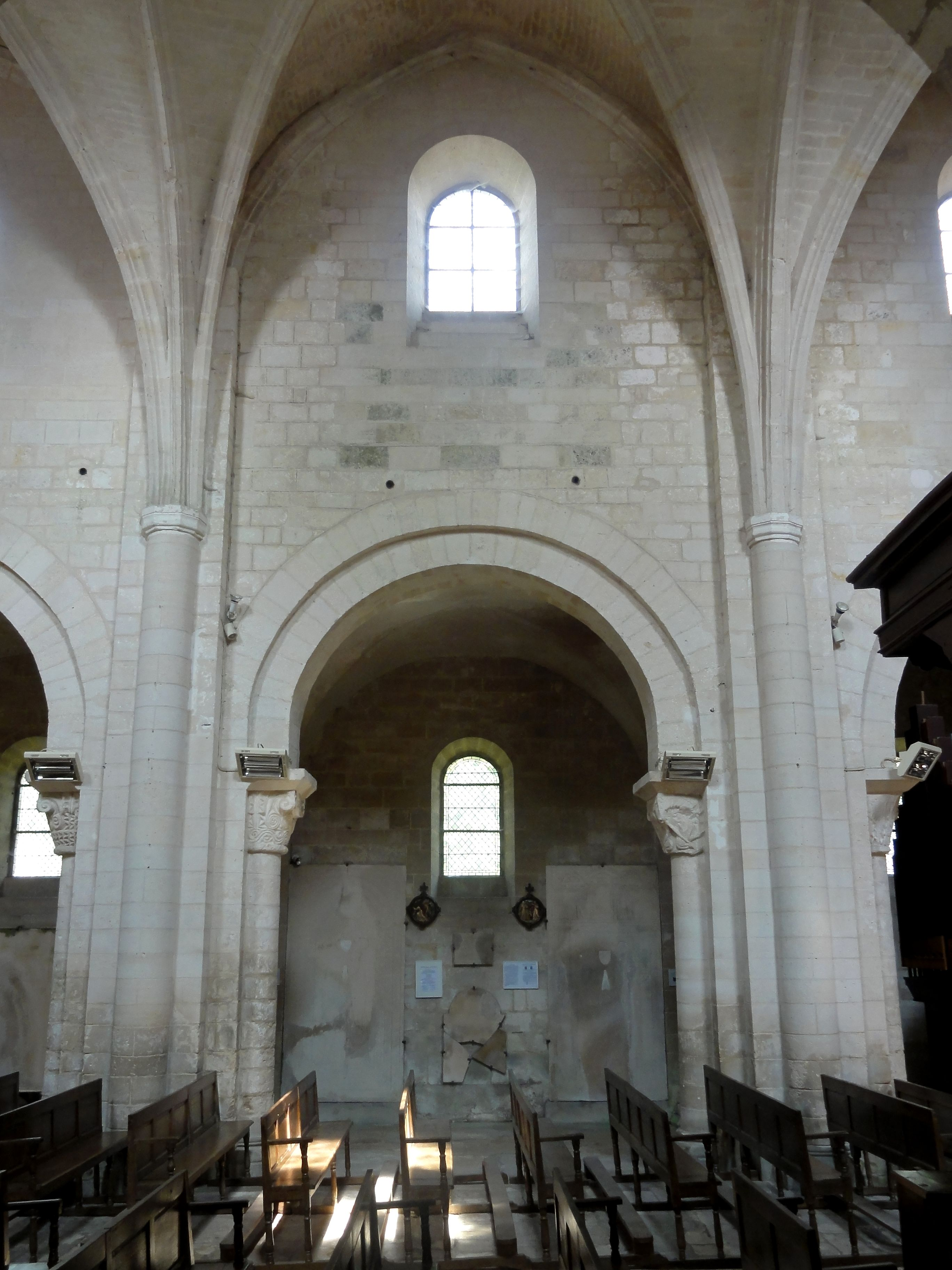
Nef, 2e travée côté nord.
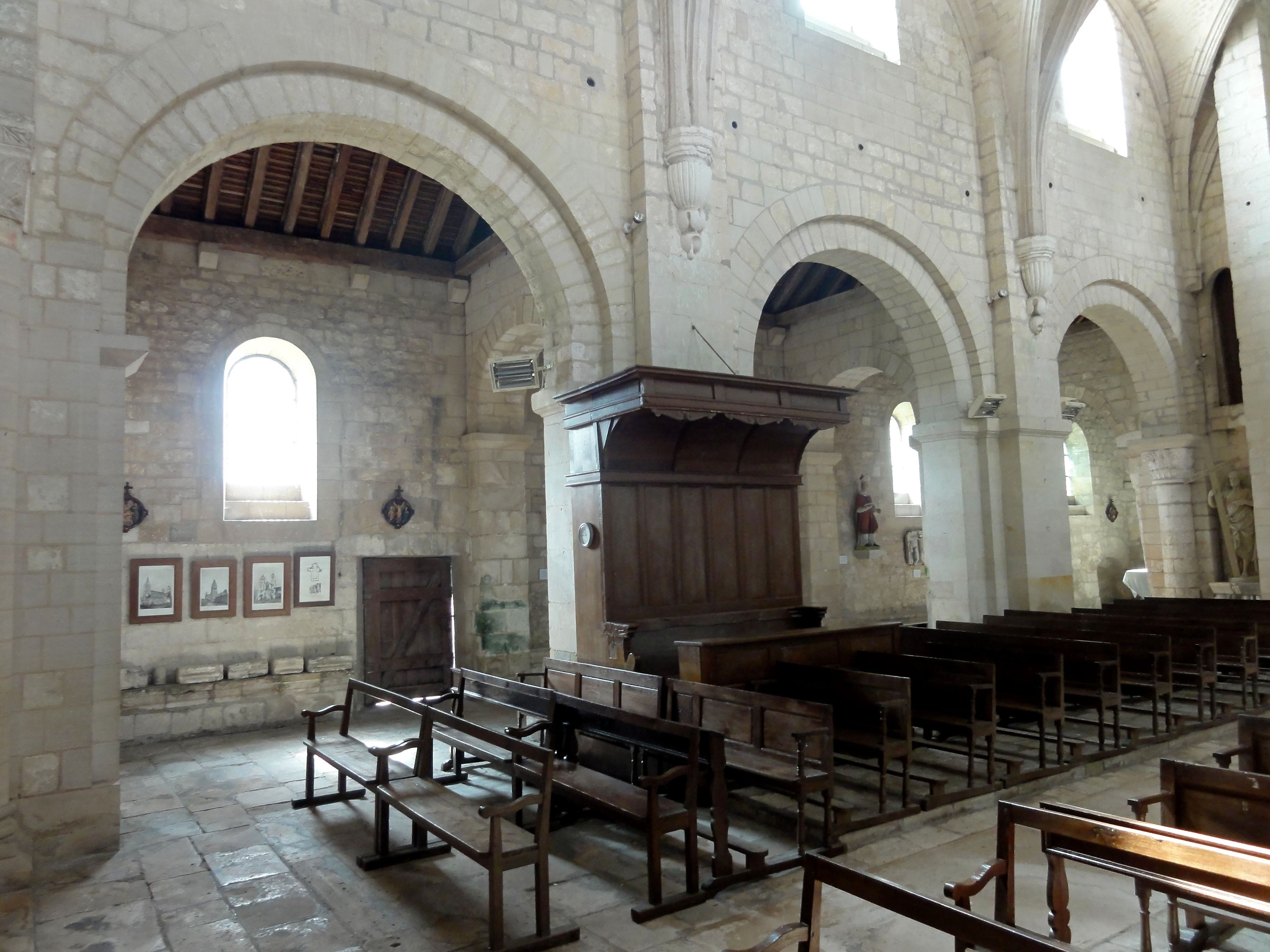
Grandes arcades du sud.
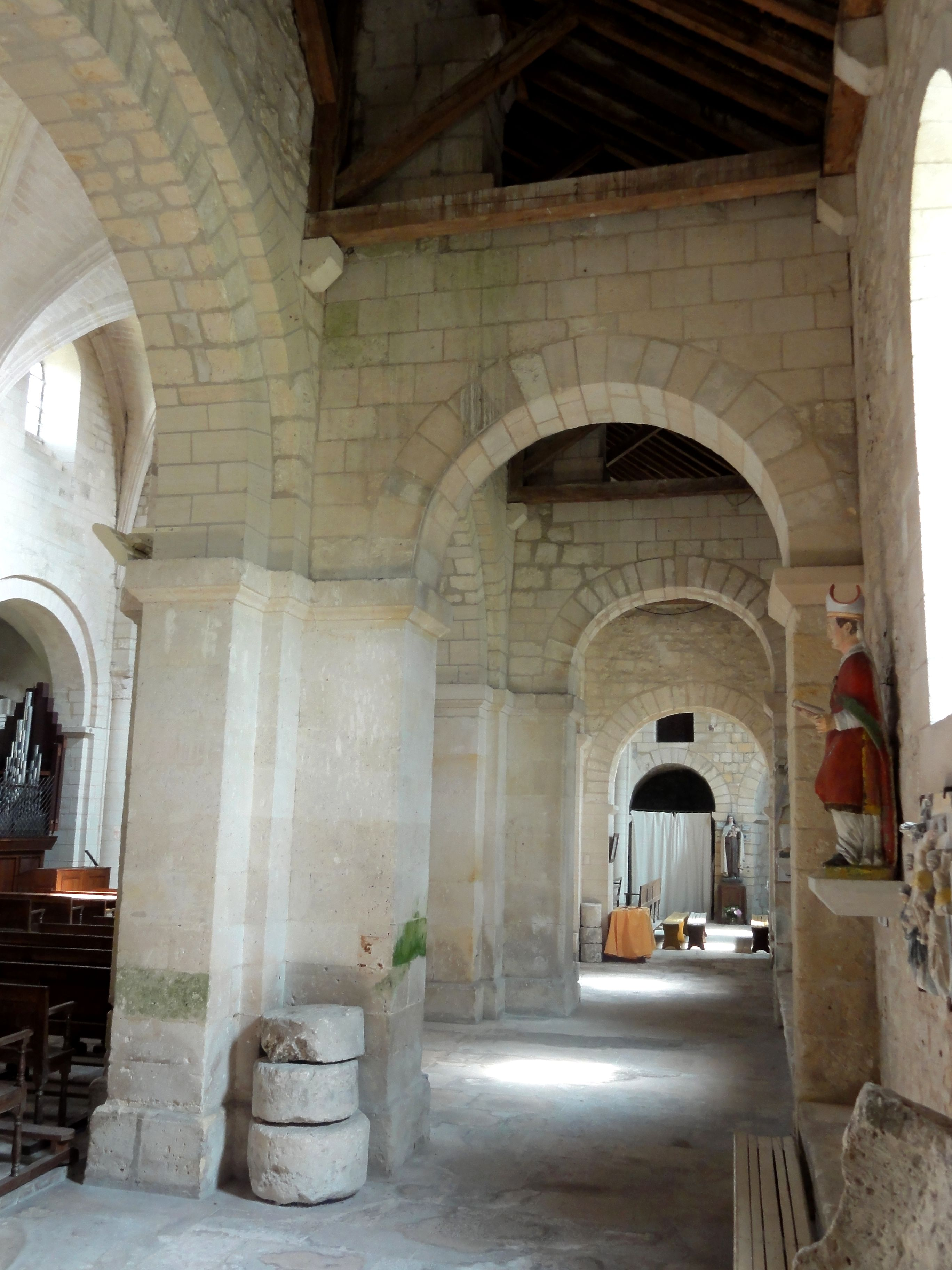
Bas-côté sud, vue vers l'est.
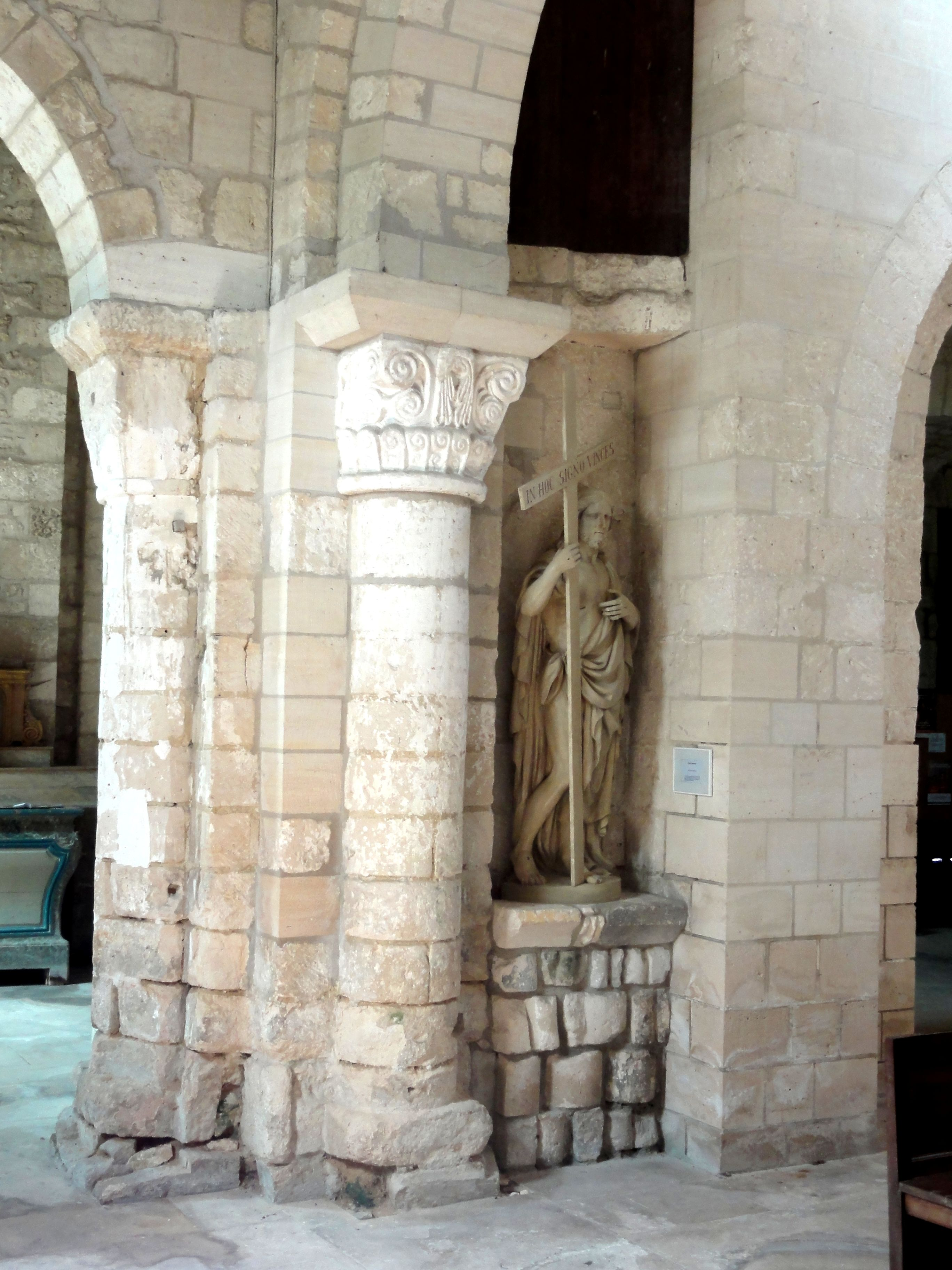
Angle nord-ouest du bas-côté sud.
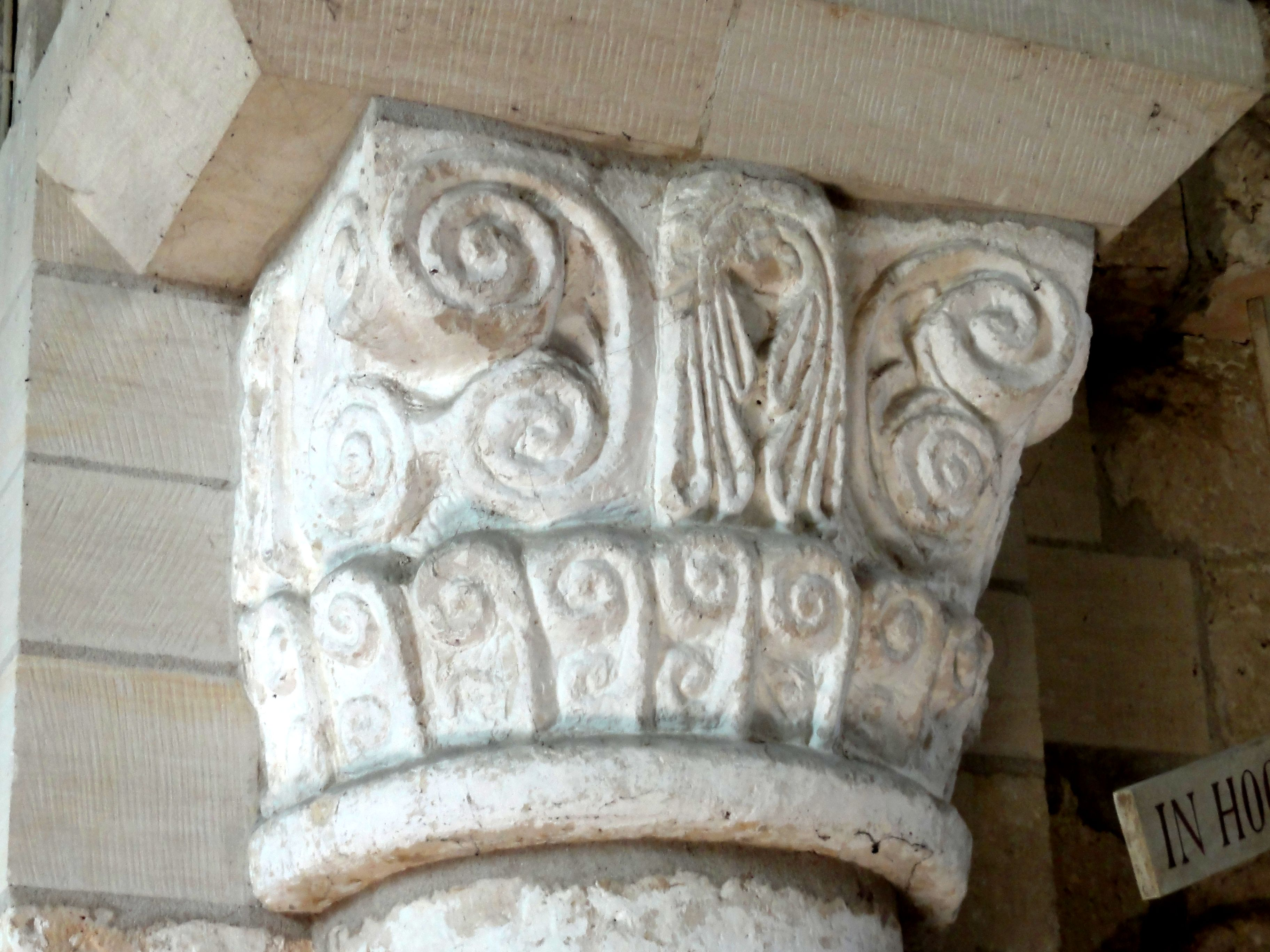
Dernier chapiteau roman des grandes arcades du sud.
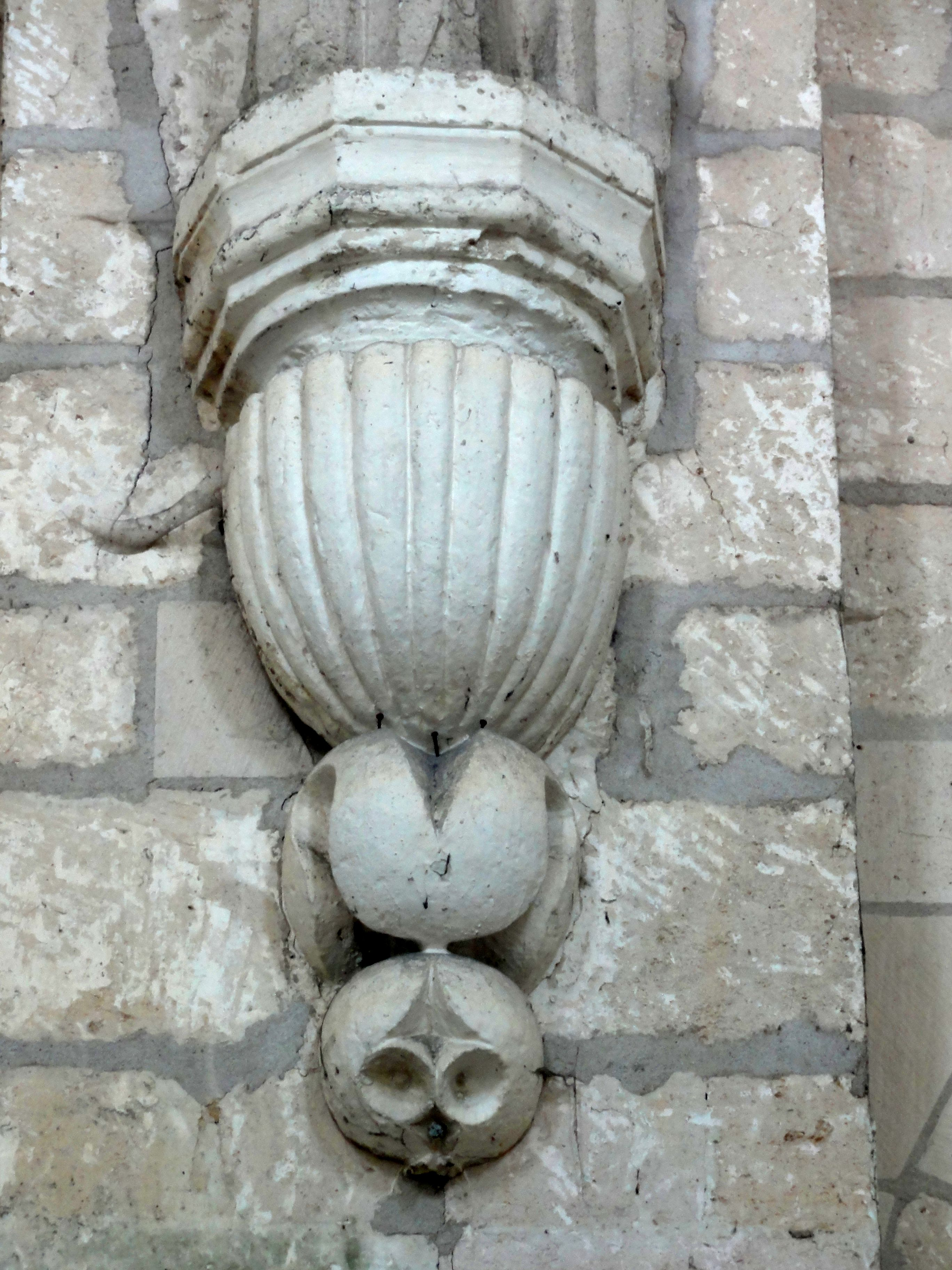
Cul-de-lampe des voûtes de la nef, côté sud.

#### Transept

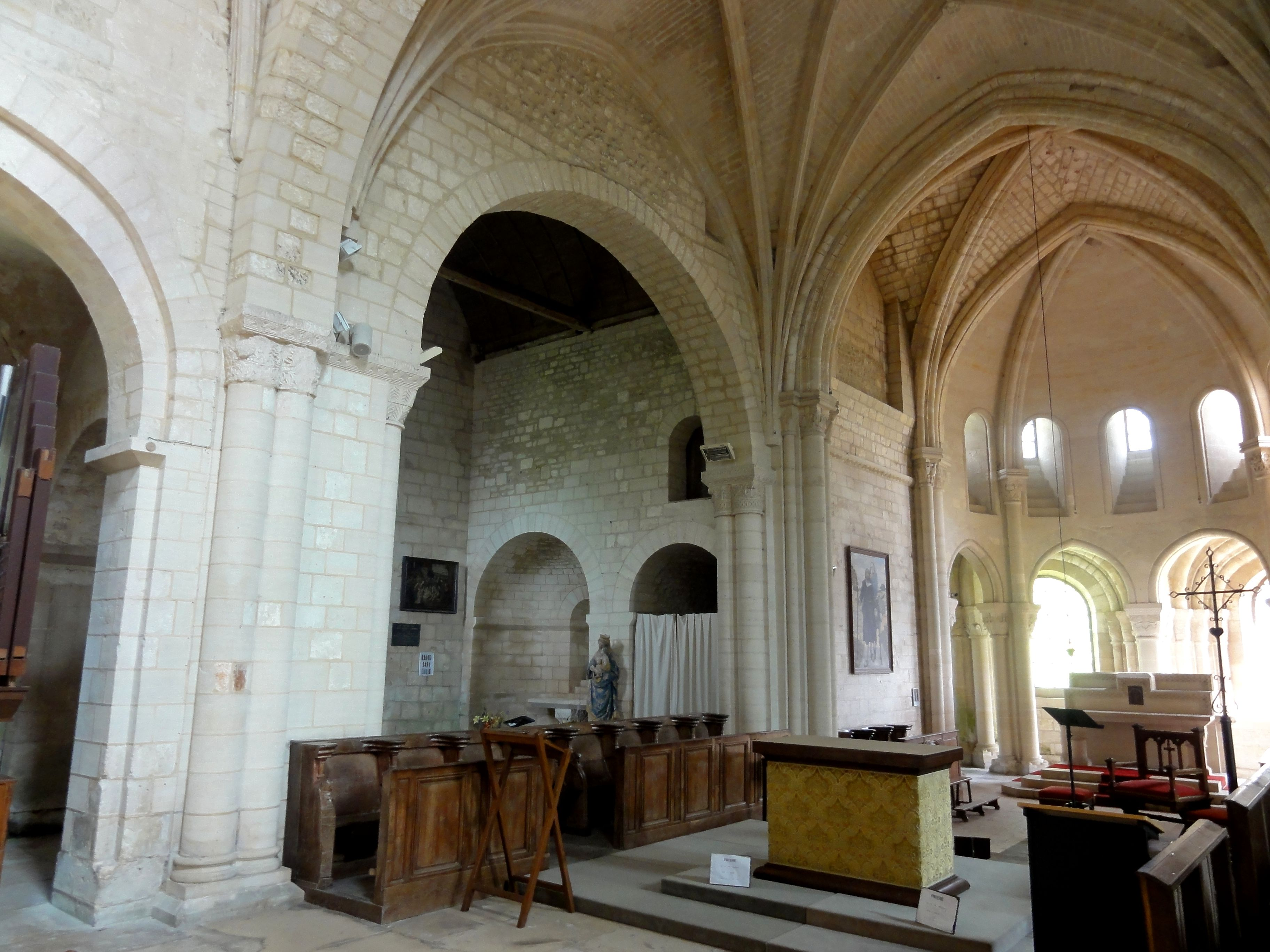
Croisée, côté nord, vue vers le nord-est.

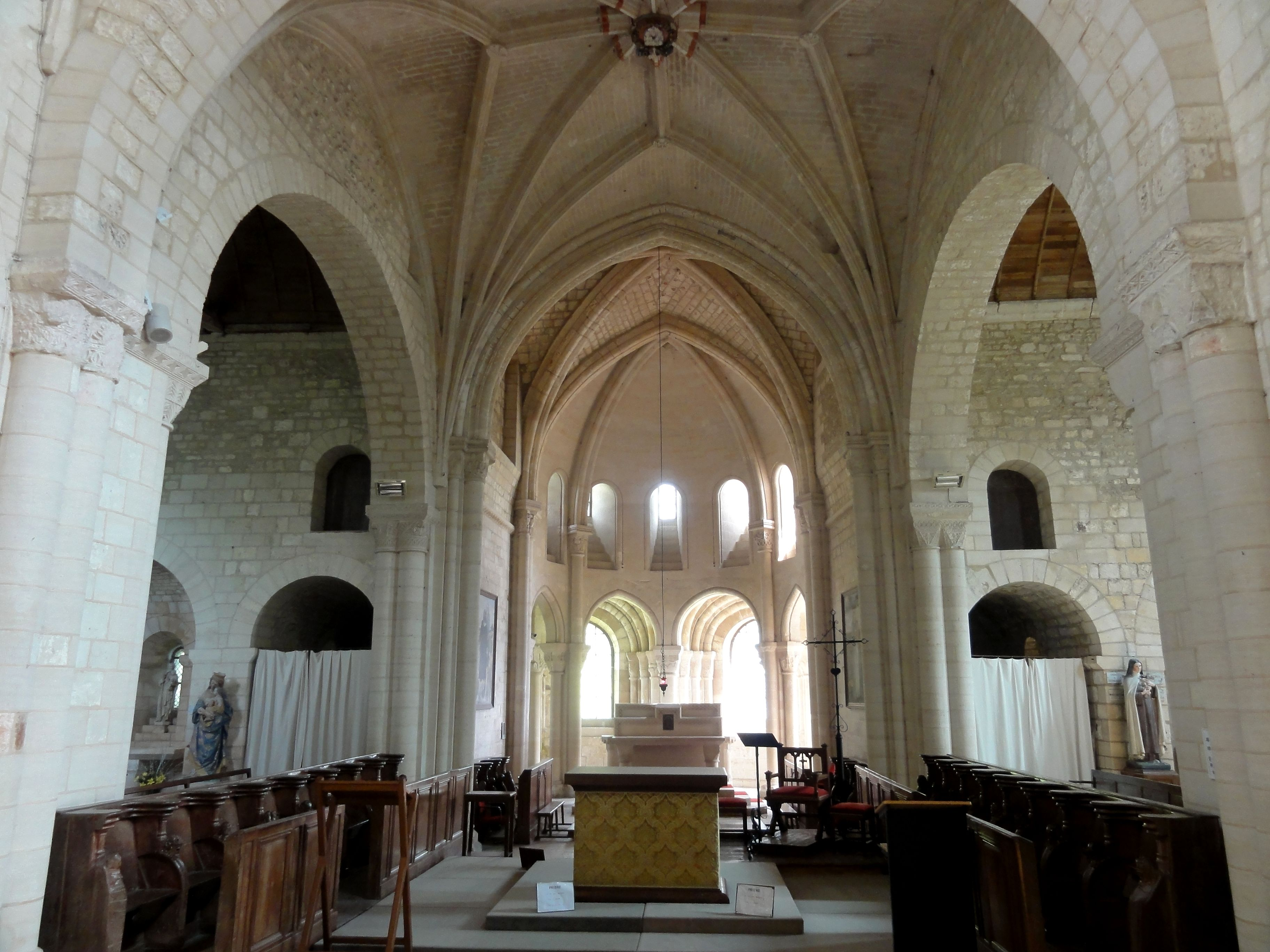
Croisée, vue vers l'est.

Le carré du transept remonte en partie à la première campagne de construction de l'époque romane, comme tout le transept, les travées droites du chœur et les tours jumelles. Elle a toutefois considérablement évolué. Comme déjà signalé, le jour entrait dans la croisée par deux fenêtres au nord et deux fenêtres au sud, au-dessus des arcades vers les croisillons, près des angles des murs. Une telle disposition se rencontre également dans l'église Saint-Étienne de Beauvais et l'église Saint-Michel-et-Saint-Vaast de Catenoy. Mais l'aveuglement des baies par le rehaussement des croisillons n'est pas la seule modification que le carré du transept a connue. Eugène Lefèvre-Pontalis a découvert que les arcades primitives se sont effondrées quelques décennies après l'achèvement, ce qu'il explique par une ouverture de près de sept mètres et par un seul rang de claveaux. L'arcade vers le chœur aurait été la première à avoir été reconstruite pendant la première moitié du XIIe siècle, lorsque la travée droite du chœur a été voûtée d'ogives. Elle est désormais en arc brisé et adopte un profil dérivé des ogives de cette voûte. Les deux tores encadrent non une arête mais de petits disques empilés les uns sur les autres suivant deux axes différents, et un cordon de petites rosaces accompagne ce curieux décor du côté est. Un doubleau secondaire la flanque du côté de la croisée, et elles reposent donc sur deux colonnes et deux colonnettes à chapiteaux. Antérieurs à 1130 ou même à 1120, ils sont toujours d'une facture clairement romane, même si l'arcade vers le croisillon nord a été rebâtie une seconde fois à l'époque moderne. Les trois autres arcades conservent leur caractère primitif roman, et comme l'arc triomphal, elles retombent sur deux paires de deux colonnes aux chapiteaux gémellés. Les tailloirs étaient initialement tous garnis de hachures en zigzag ou d'étoiles gravées en creux, comme les impostes dans le narthex, ainsi que ceux des arcades reliant les croisillons aux bas-côtés,.
L'absence de chapiteaux sur ces arcades et l'unique rang de claveaux indiquent bien le milieu du XIe siècle, quand l'emploi de chapiteaux était encore extrêmement restreint. Les voûtes en berceau de planches ne datent que de 1614. Les croisillons étaient initialement simplement plafonnés, et avaient le même aspect que ceux de l'église Saint-Lucien de Montmille ou de l'église Saint-Jean-Baptiste de Saint-Léger-aux-Bois. L'éclairage est initialement assuré par une baie en plein cintre dans le mur occidental et deux baies identiques dans les murs des extrémités nord et sud, les fenêtres du nord ayant disparu avec la démolition du mur pour la construction de la chapelle de la seconde moitié du XIIe siècle. Elle est surtout remarquable pour les arcatures en plein cintre qui allègent les soubassements des fenêtres. La chapelle est aujourd'hui fermée par une grille et contient la plupart des statues et œuvres d'art de l'église. Au niveau du rez-de-chaussée, les murs orientaux des croisillons sont entièrement occupés par les arcades des absidioles et des réduits sous les clochers. Le décor se résume ici une fois de plus à des impostes gravées. Les absidioles sont percées d'une unique fenêtre plein cintre donnant sur l'est. Les réduits sous les tours jumelles servent aujourd'hui de sacristies et de débarras. Au-dessus de leurs arcades, des baies en plein cintre servent d'accès à l'intérieur des clochers, qui ne disposent point de tourelles d'escalier. Si le croisillon sud est aujourd'hui plus proche de son état d'origine en raison de la présence de la chapelle à l'extrémité nord du transept, c'est en réalité le croisillon sud qui est le plus authentique. Au sud, il n'y a guère plus le mur oriental avec l'absidiole qui remontent réellement au milieu du XIe siècle,.

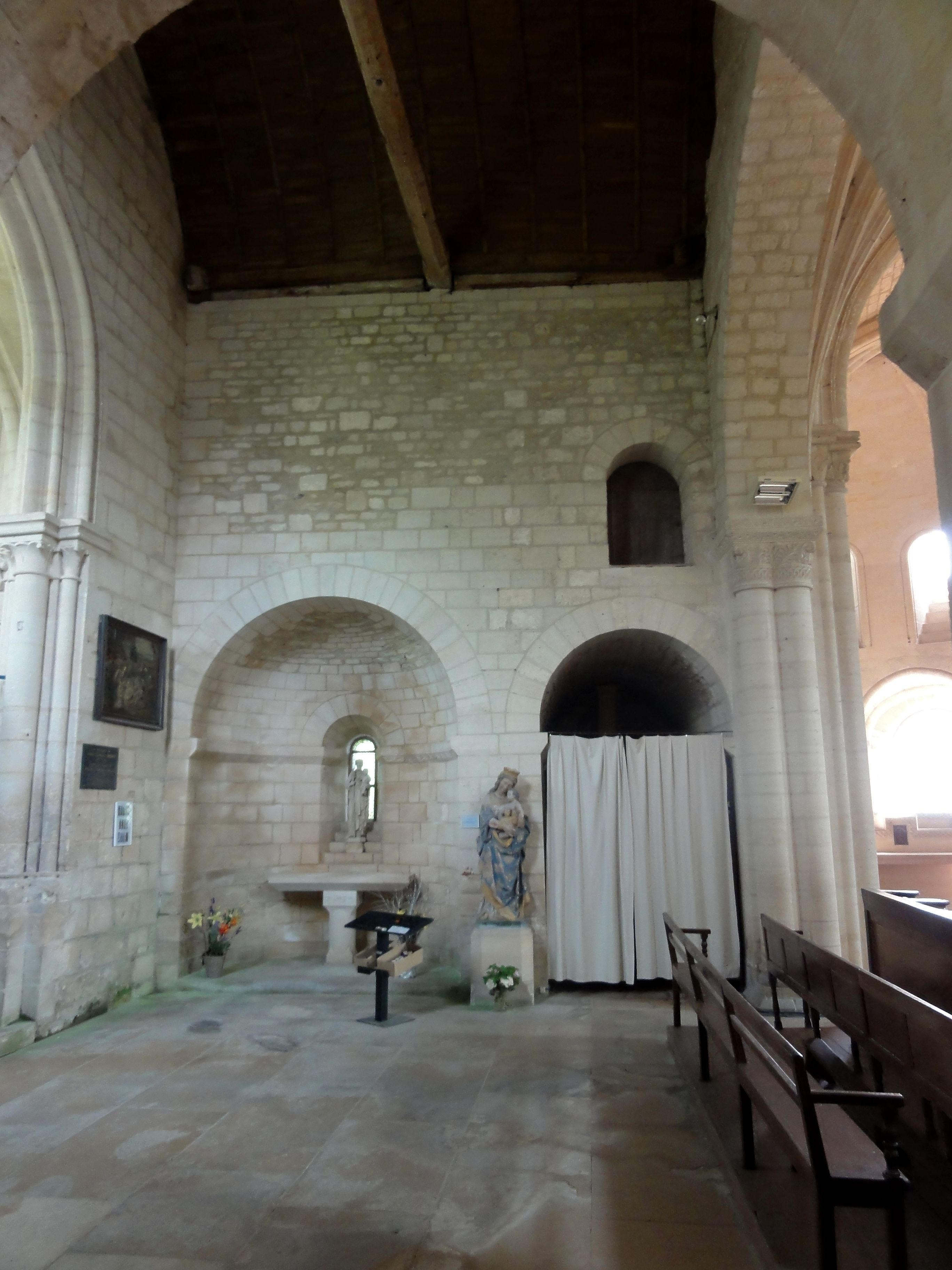
Croisillon nord, côté est : absidiole et réduit.
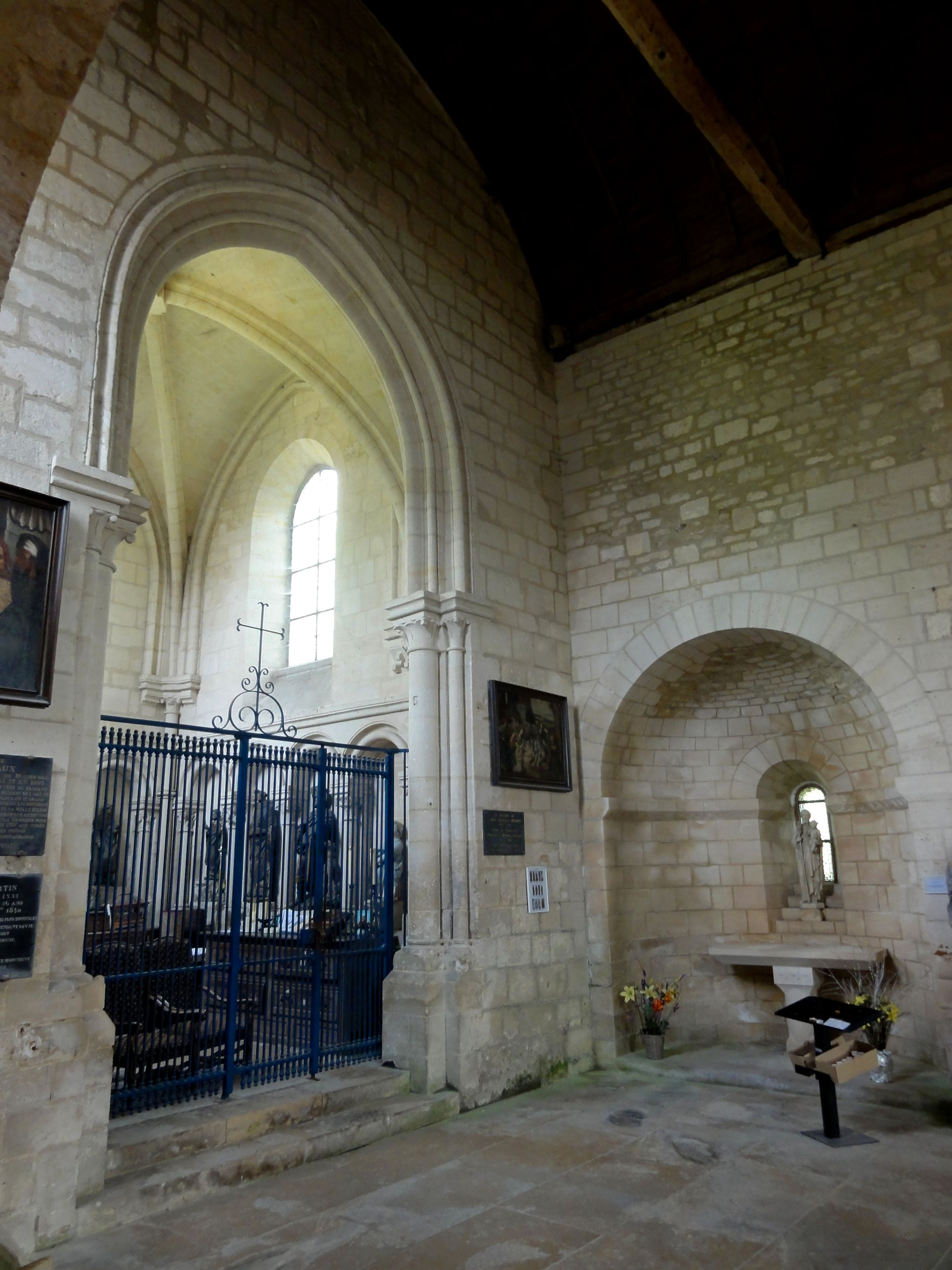
Croisillon nord, chapelle gothique et absidiole.
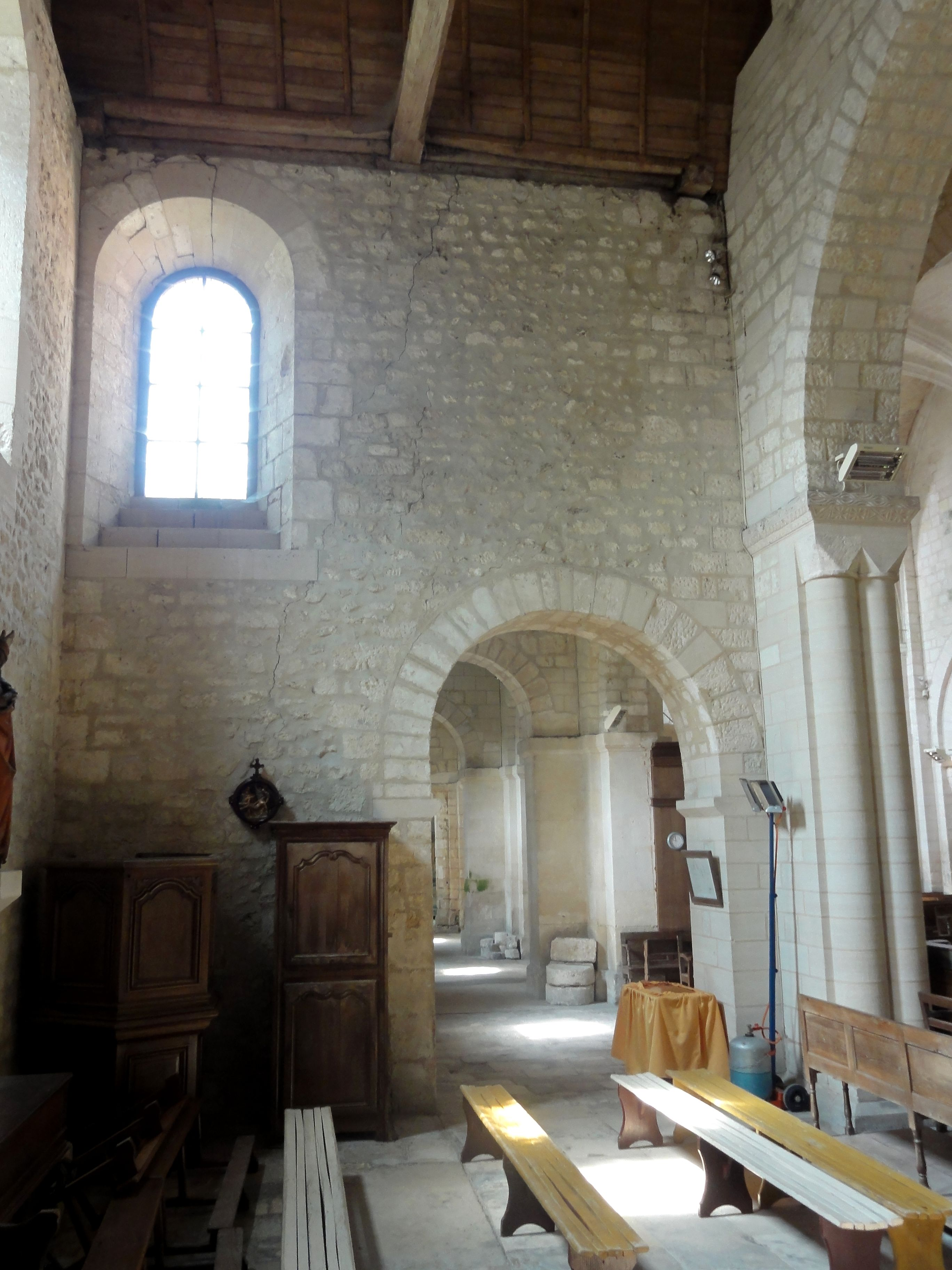
Croisillon sud, côté ouest : arcade vers le bas-côté.
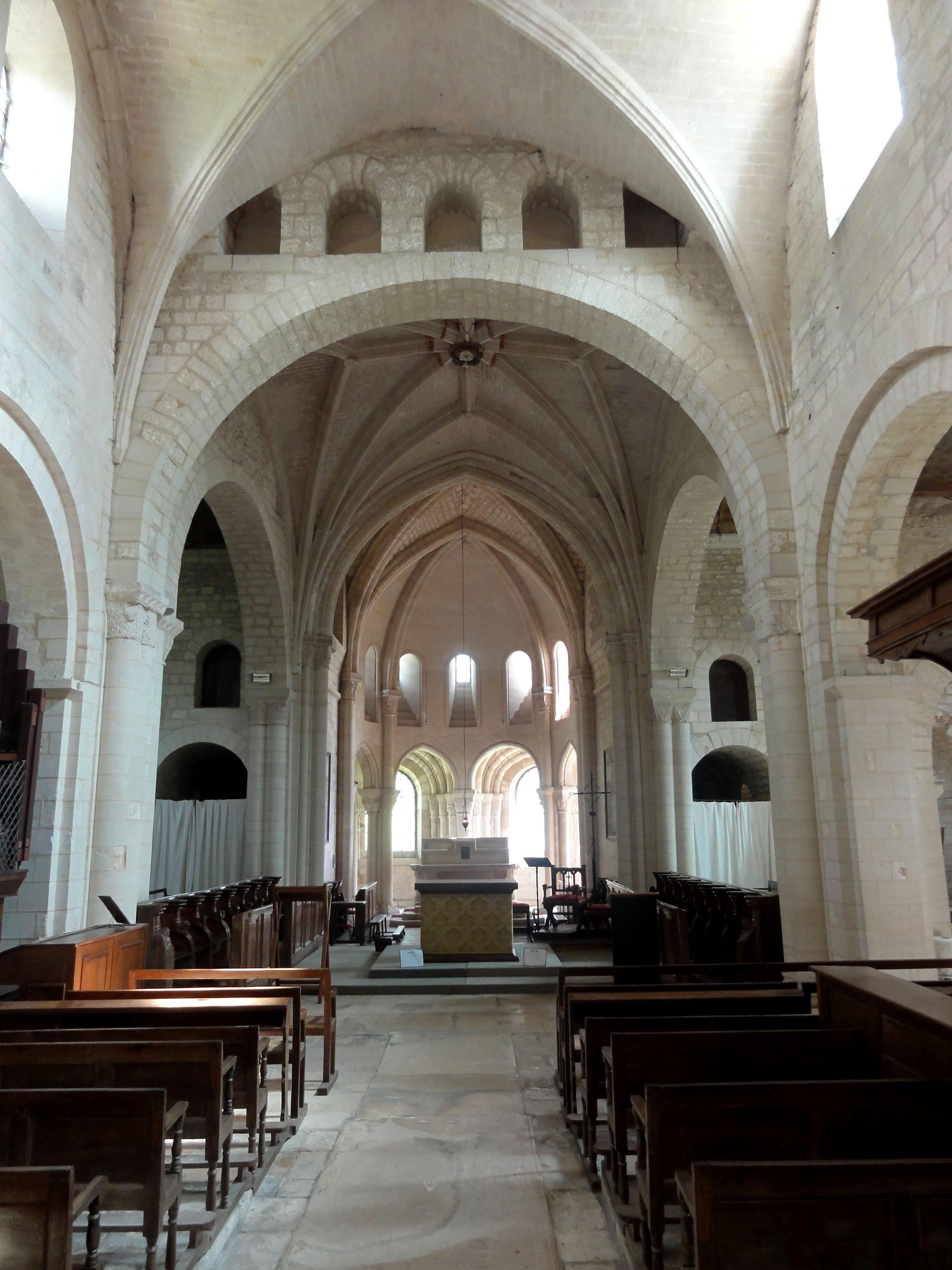
Vue dans le carré du transept depuis la nef.
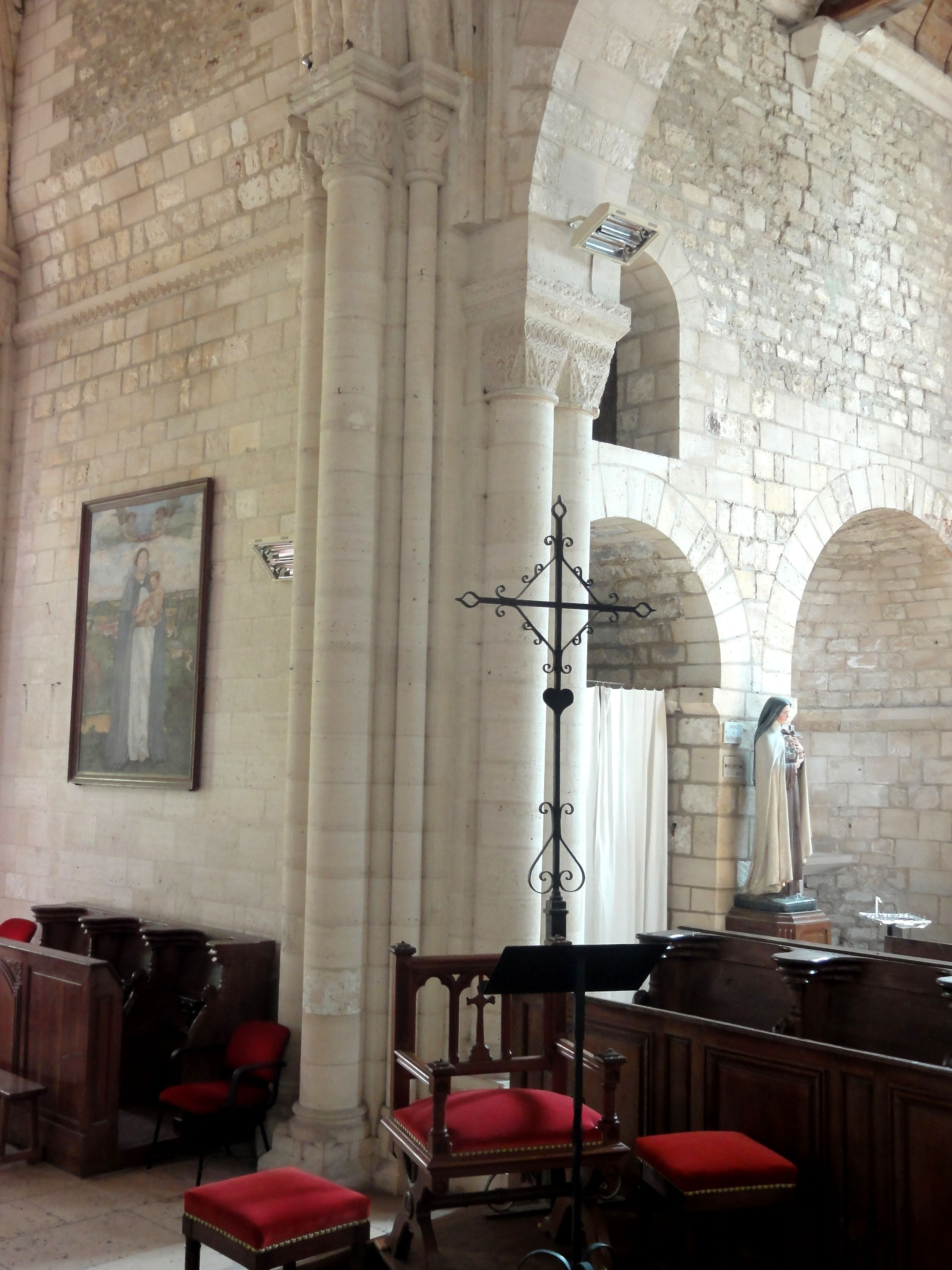
Pilier sud-est de la croisée du transept.
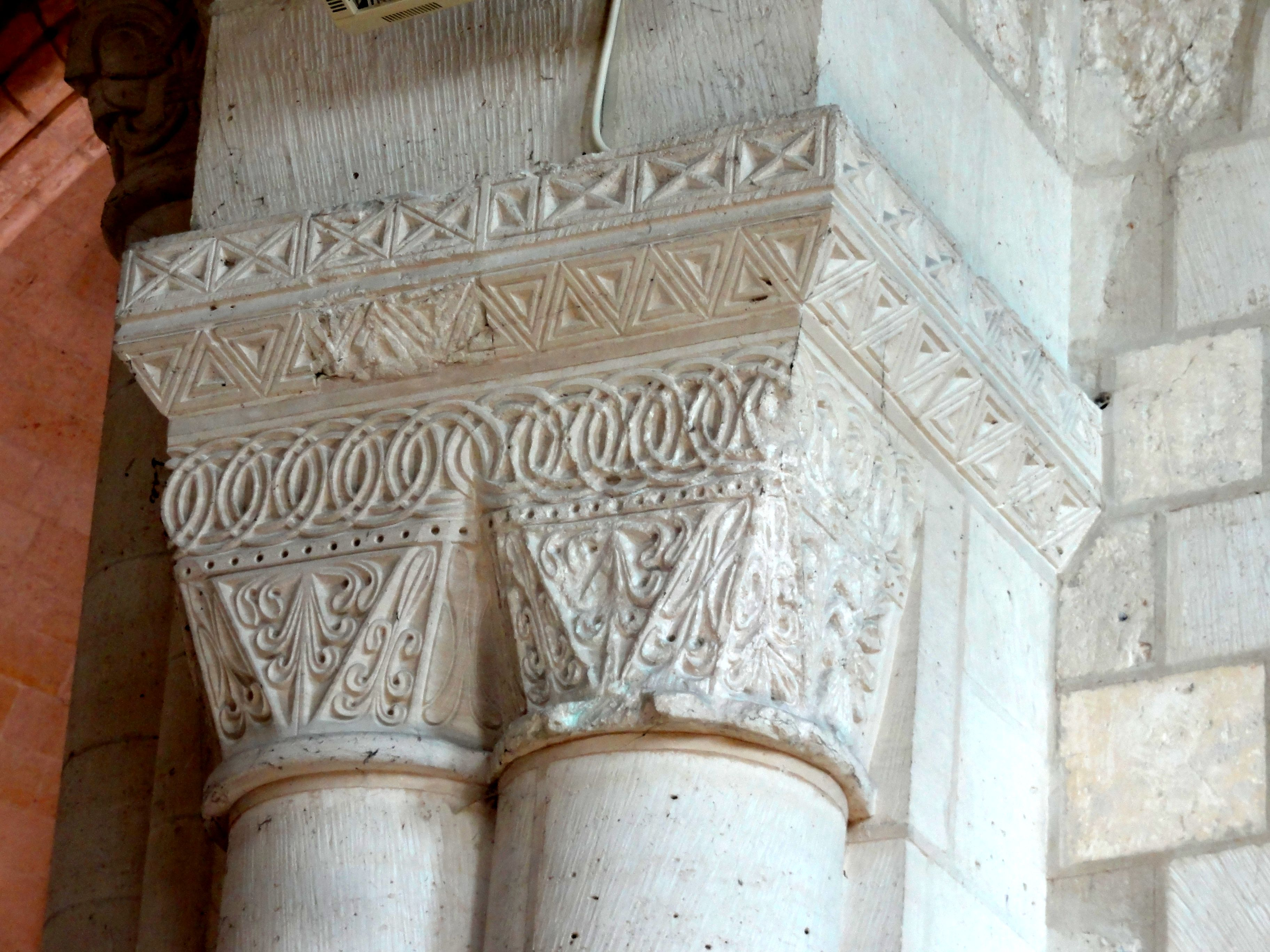
Arcade entre nef et croisée, chapiteaux côté nord.

#### Chœur

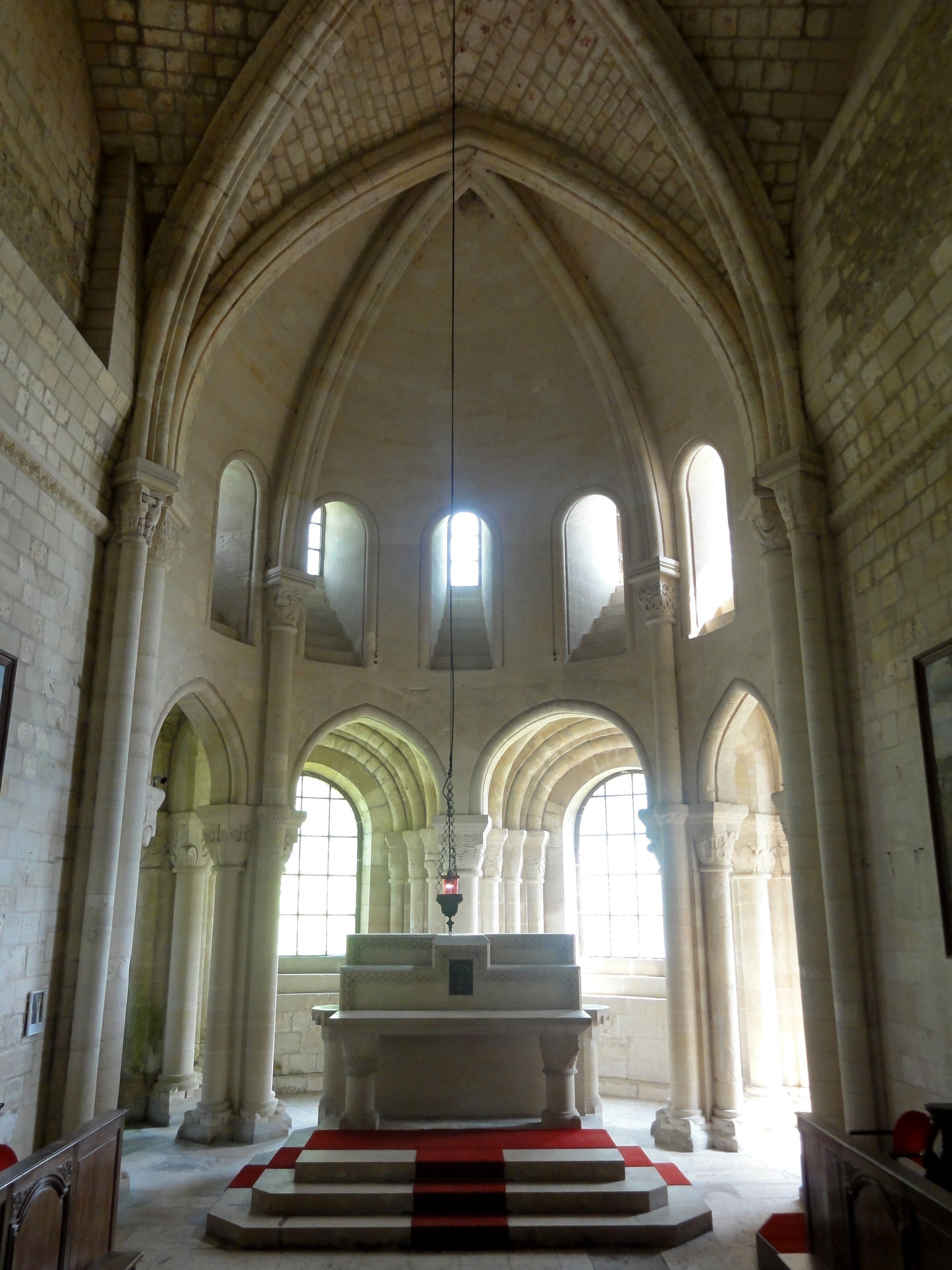
Chœur, vue vers l'abside.

Le chœur se compose d'une travée droite et d'une abside en hémicycle, dont l'élévation est à deux étages avec les grandes arcades du pseudo-déambulatoire datant de 1115 environ et les fenêtres hautes restituées par Selmersheim. La travée droite du chœur est dépourvue de fenêtres, car les murs qui la délimitent au nord et au sud sont ceux des clochers. Les amorces de la voûte en berceau ont été conservées et expliquent que les murs latéraux semblent s'incliner sous les lunettes de la voûte, au nord et au sud. Comme d'habitude à la période romane, les chapiteaux recevant la retombée des ogives sont placés en biais. Le profil de l'arcade vers la croisée a déjà été décrit : il montre au centre un motif très original et s'accompagne d'une frise de petites rosaces. La même frise encadre les ogives et aide à dissimuler le large bandeau sur lequel les deux tores encadrant une arête ont été posés. Ce profil a connu une large diffusion dans l'Oise car il s'accommode à des ogives relativement larges, de 30 cm environ, et leur donne une certaine élégance. Les frises le long des ogives restent toutefois l'exception. La clé de voûte proprement dite n'est ornée que d'une toute petite rosace au croisement des arêtes, mais dans les écoinçons, les quatre figures symboliques de l'Apocalypse ont été représentées grossièrement : l'ange, l'aigle, le bœuf et le lion, qui font également partie des attributs des quatre Évangélistes. Quant au doubleau vers la voûte en cul-de-four de l'abside, son profil est d'un méplat entre deux boudins. Ce doubleau repose sur les chapiteaux de deux colonnes, qui accompagnent les colonnettes plus fines correspondant aux ogives. La voûte en cul-de-four n'a pas de nervures du côté du doubleau et ne donne pas lieu à des colonnettes à chapiteaux de ce côté : il n'y en a que deux, entre la première et la seconde ainsi qu'entre la troisième et la quatrième arcade du pseudo-déambulatoire. Cette disposition est conforme aux constats effectués lors des fouilles de 1900. Les voûtes en cul-de-four nervurées sont assez rares mais Morienval n'est pas le seul exemple dans la région : l'on peut notamment citer les églises Saint-Quentin de Berzy-le-Sec, Saint-Rémy de Bruyères-sur-Fère, Saint-Josse de Parnes et Notre-Dame de Saint-Clair-sur-Epte. Les chapiteaux de ces deux nervures sont des créations de 1900/03, mais quelques-uns des tambours sont authentiques. Il est frappant que l'étage des grandes arcades compte un nombre pair d'arcades, en l'occurrence quatre, si bien qu'aucune arcade ne situe dans l'axe de l'édifice. Les fenêtres hautes sont par contre au nombre de trois. L'on suppose que les travées du déambulatoire seraient devenues trop petites en portant leur nombre à cinq, et un nombre de trois aurait exigé une forme trop inclinée des voûtes. En tout cas, trois fenêtres hautes se trouvent ainsi encadrées par les deux nervures du cul-de-four, alors qu'il n'y a qu'une seule fenêtre à gauche et à droite. Ces fenêtres sont situées plus haut que les ouvertures du côté de l'abside, décorées par de gros tores, et le dénivelé est compensé par des gradins. La dimension des fenêtres est importante pour l'époque romane, mais il n'y a pas le double ébrasement caractéristique de la seconde moitié du XIIe siècle,,.

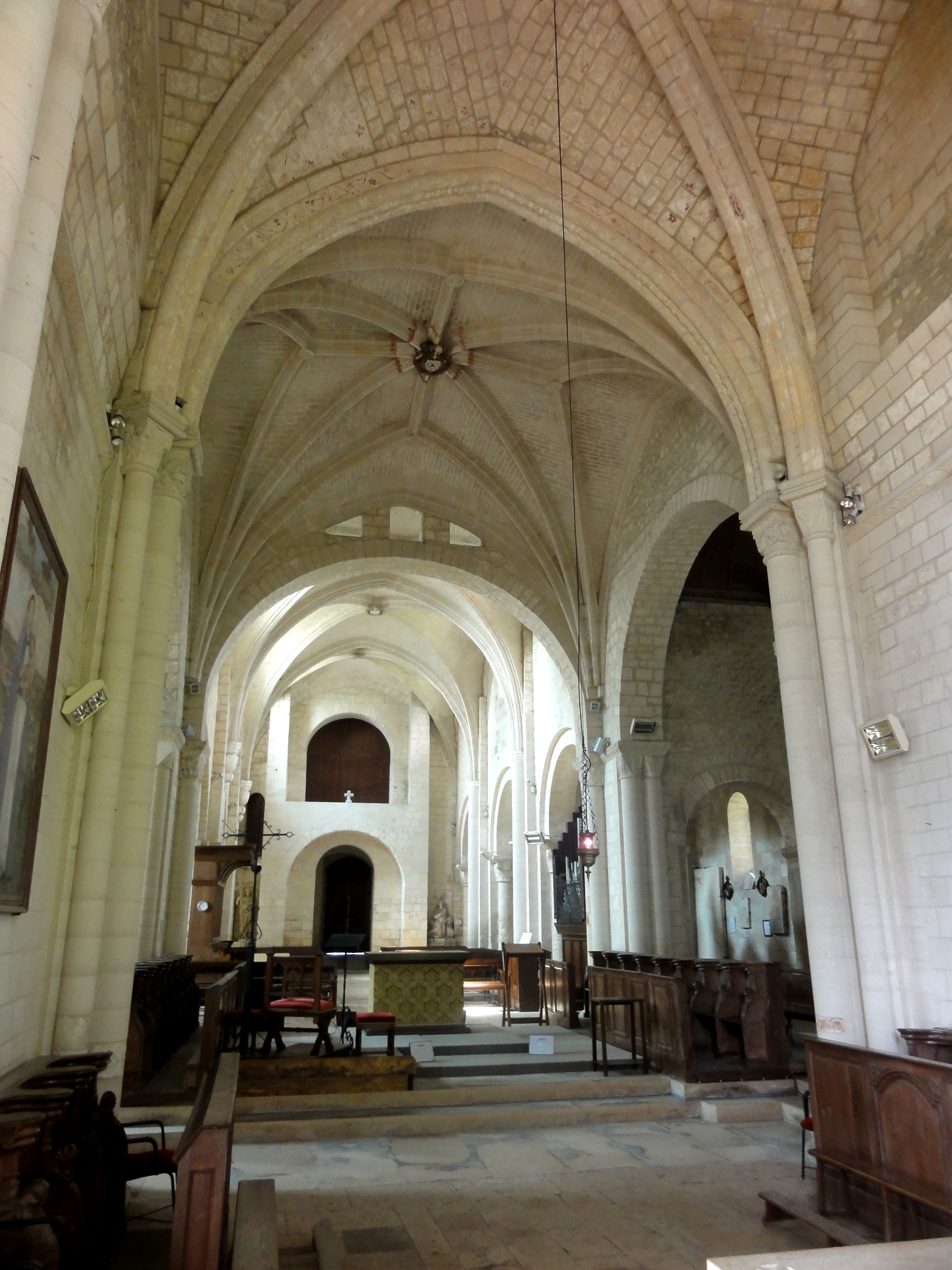
Chœur, vue vers l'est.
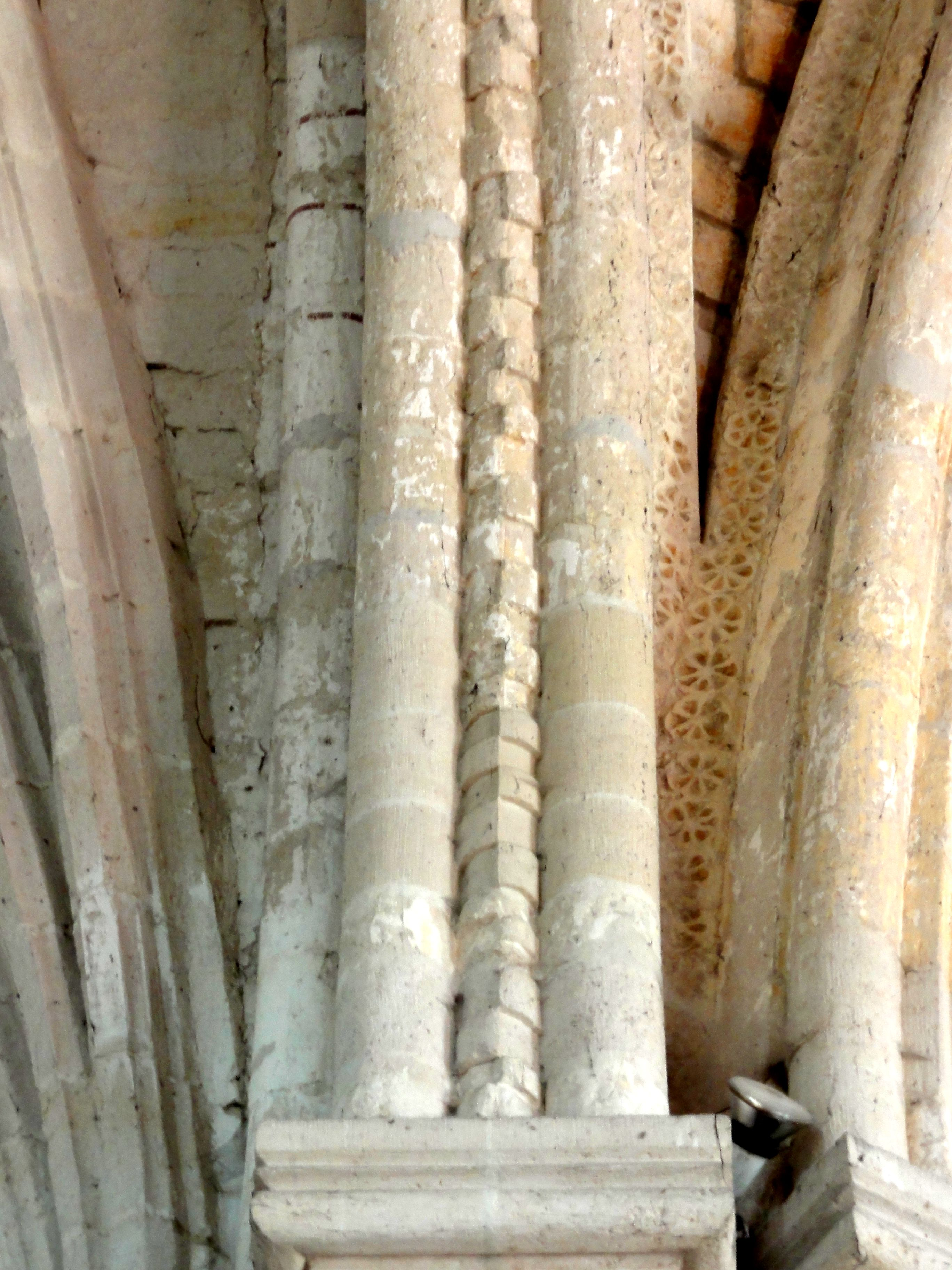
Profil de l'arcade vers la croisée.
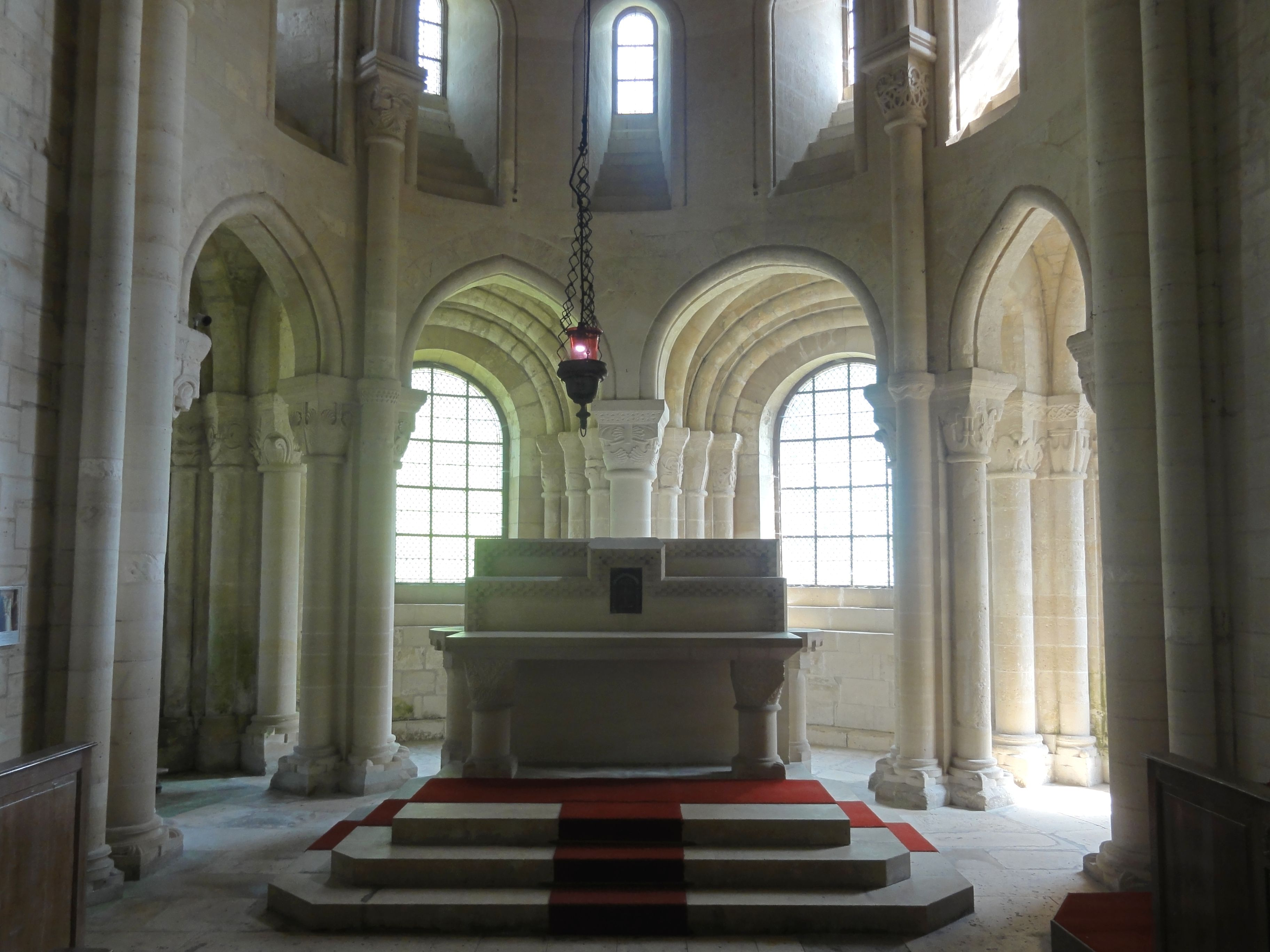
Abside.
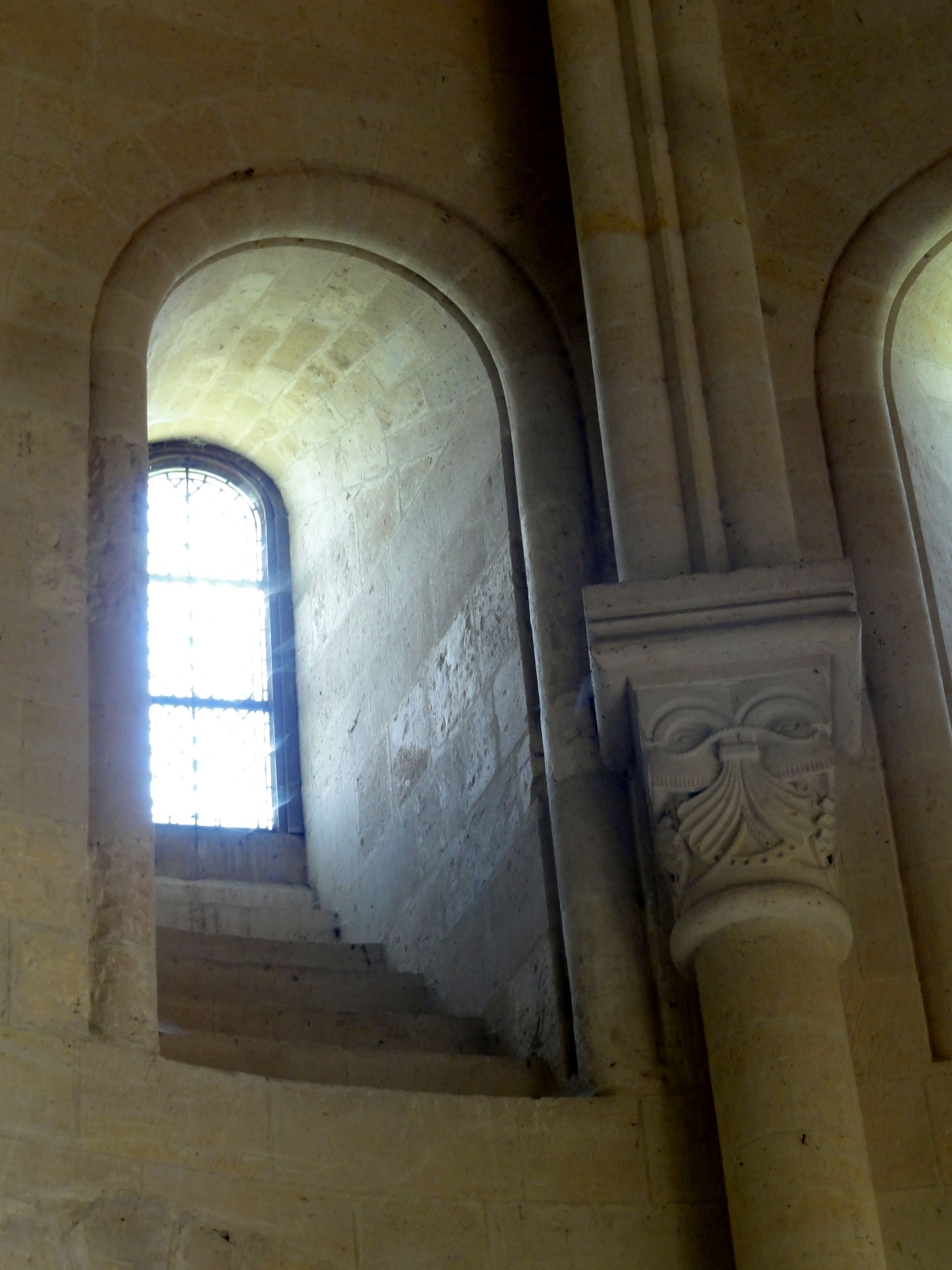
Dernière fenêtre haute d'origine.

#### Pseudo-déambulatoire

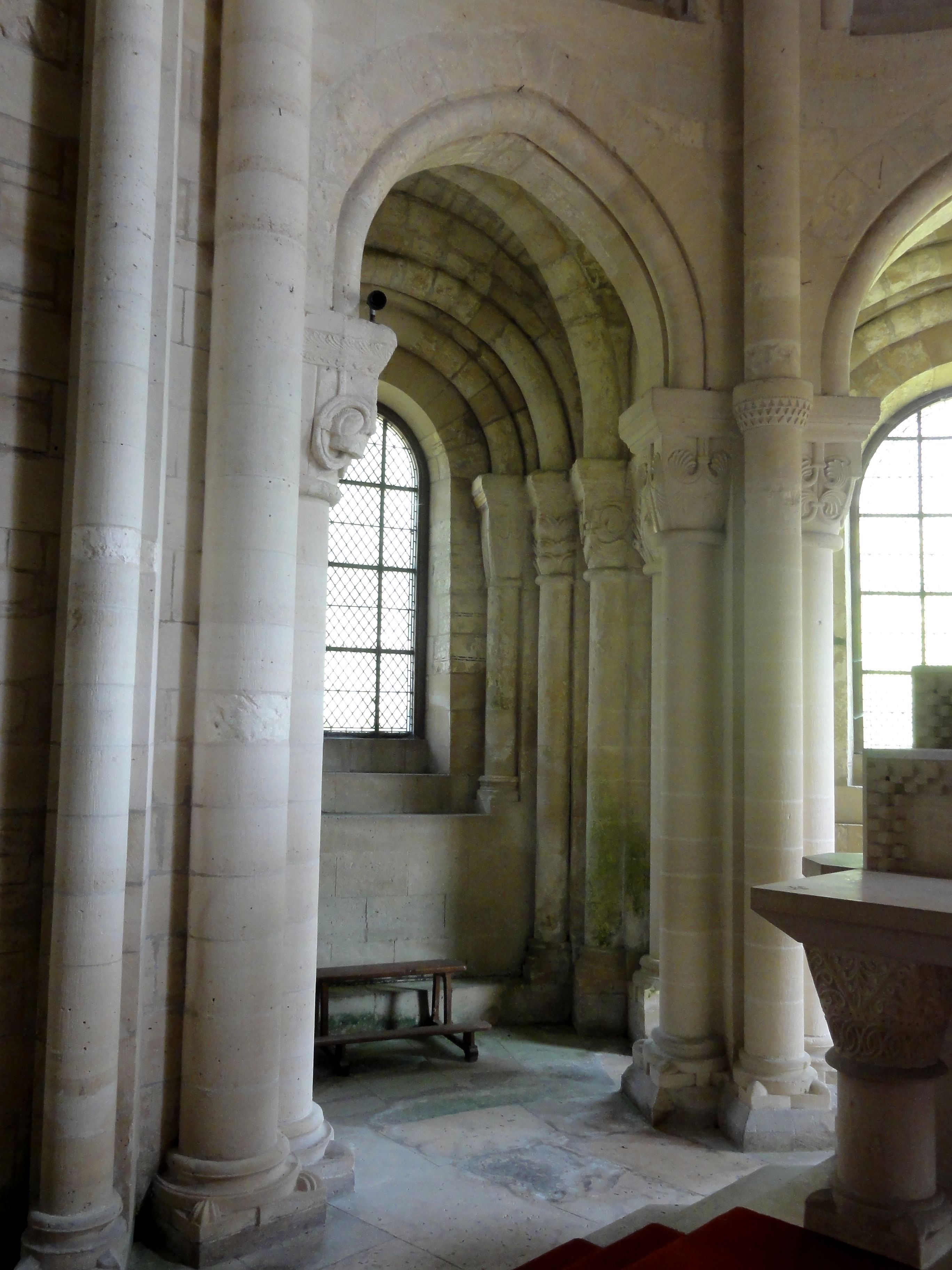
Première arcade au nord.

Le pseudo-déambulatoire a été édifié par un maître d'œuvre inexpérimenté comme le montrent ses nombreux irrégularités. La première et la dernière travée sont plus étroites et leurs arcades en tiennent une forme en tiers-point, alors que la seconde arcade est en cintre brisé et la troisième en plein cintre. Les travées ne sont pas non plus symétriques, la courbe des arcades n'est pas toujours équilibrée, et les nervures ne se croisent pas au centre des voûtes. Les trois supports du côté de l'abside ne sont pas tous identiques. Le premier et le troisième se composent d'un petit massif central cantonné d'une colonne aplatie et de trois colonnettes, qui se partagent un même tailloir : la première correspond à la nervure du cul-de-four, deux autres aux grandes arcades et la dernière aux doubleaux séparant les travées du déambulatoire. C'est une disposition qui n'a rien d'inhabituel, sauf que la colonnette supportant le doubleau est dépourvue de chapiteau et insérée entre les deux autres colonnettes. Le deuxième support n'est qu'une seule colonne isolée, ce qui correspond également à de nombreux déambulatoires proprement dits, où l'on peut trouver une alternance entre supports forts et supports faibles, et une recherche de diminuer le nombre de supports pour faire apparaître le déambulatoire plus léger et plus élégant. La colonne isolée a été reconstituée par Paul Selmersheim et remplace un fût du XVIIe siècle, mais le chapiteau d'origine a été retrouvé.
Les claveaux des grandes arcades sont moulurés d'un gros boudin dégagé. Par contre, les doubleaux en plein cintre surhaussé entre les travées ne sont pas décorés, et les angles sont simplement chanfreinés, ce qui est un archaïsme qui se trouve encore fréquemment dans les bas-côtés jusqu'à la période gothique primitive.
Les particularités du pseudo-déambulatoire sont l'extrême étroitesse des doubleaux et le nombre élevé de supports contre le mur du chevet. L'on y trouve des groupes de sept colonnettes à chapiteaux : une pour le doubleau, deux pour les ogives, deux pour les formerets et deux pour les boudins qui entourent les fenêtres extérieures, par ailleurs toutes en plein cintre. Il n'y a pas de chapelles rayonnantes mais des piscines ont été ménagées dans les murs à l'époque moderne, ce qui permet de conclure que de petits autels avaient été disposés contre le chevet et que des messes de fondation ont été célébrées dans ces espaces si exigus. Les chapiteaux ont des proportions proches de ceux des grandes arcades du nord de la nef, sauf que celles des colonnettes sont plus fines, et l'on retrouve plusieurs motifs rencontrés dans la nef, comme les motifs de vannerie entrelacée, de palmettes et de tiges enroulées. Les godrons indiquent cependant une date plus récente. Comme nouveaux motifs, s'ajoutent de gros oiseaux adossés, dont les têtes se détachent aux angles supérieurs ; des masques placés en angle, prolongés par des tiges entrelacées ; et un cheval entouré de feuillages. Sur les trente-six chapiteaux au total, quatre sont neufs et un a été restauré. Les tailloirs présentent un décor plus varié que dans la nef, avec par exemple des bâtons brisés, des dents de scie, des torsades, des palmettes et des feuilles de fougère, ou sont moulurés de tores et de cavets séparés par des filets. Ces chapiteaux rappellent ceux de l'église de Villers-Saint-Paul,.

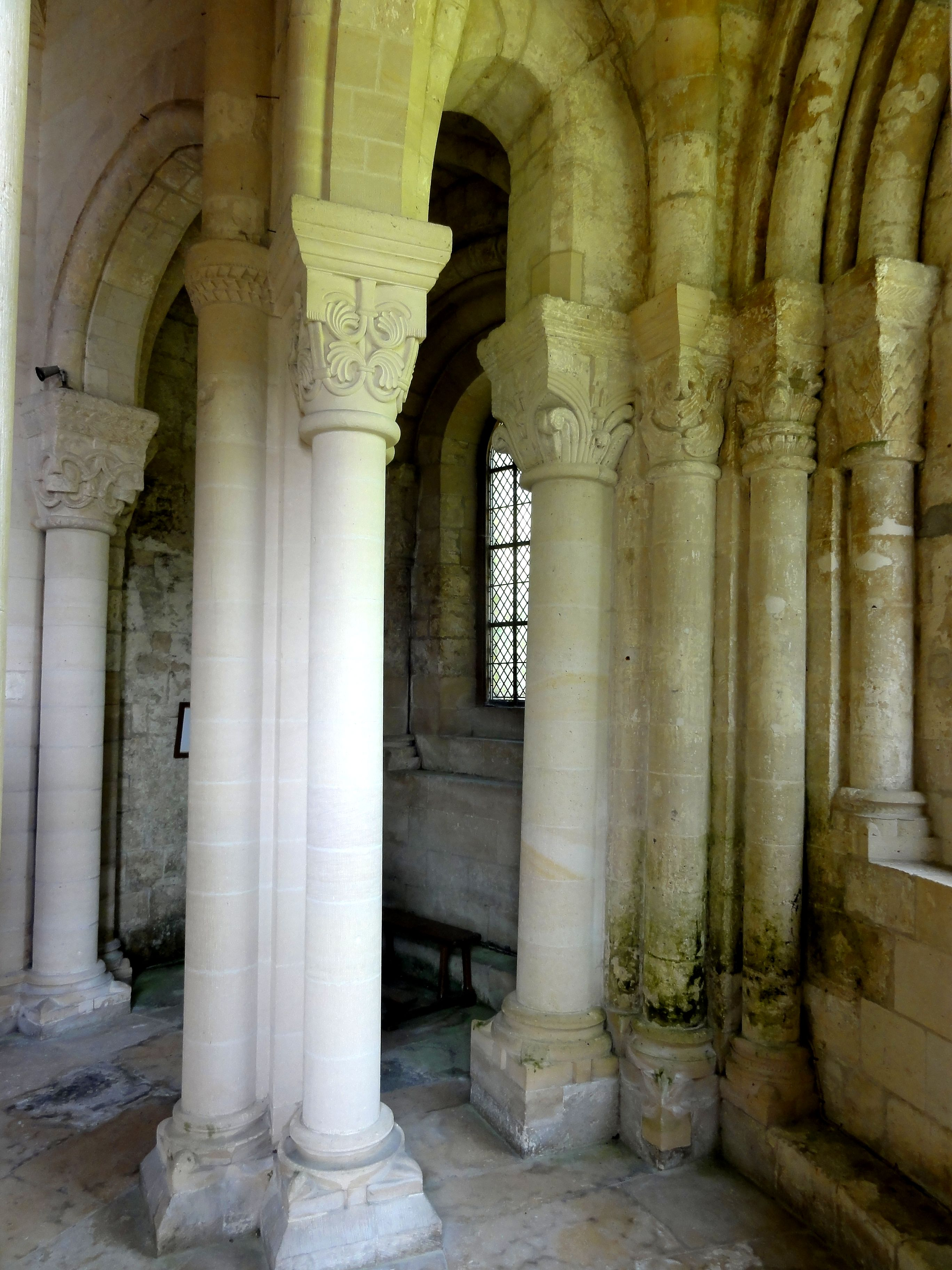
2e travée, côté nord.
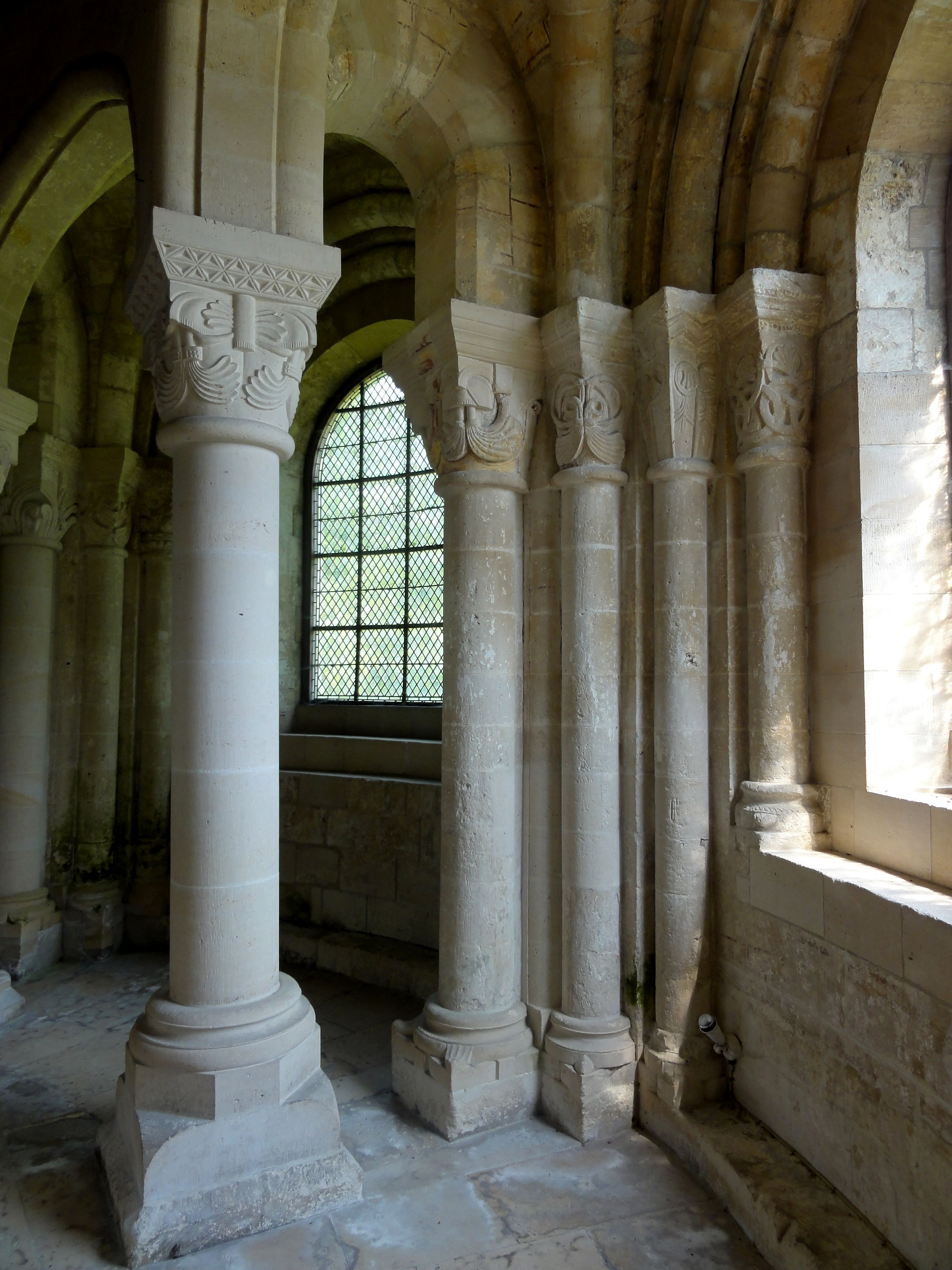
3e travée, côté nord.
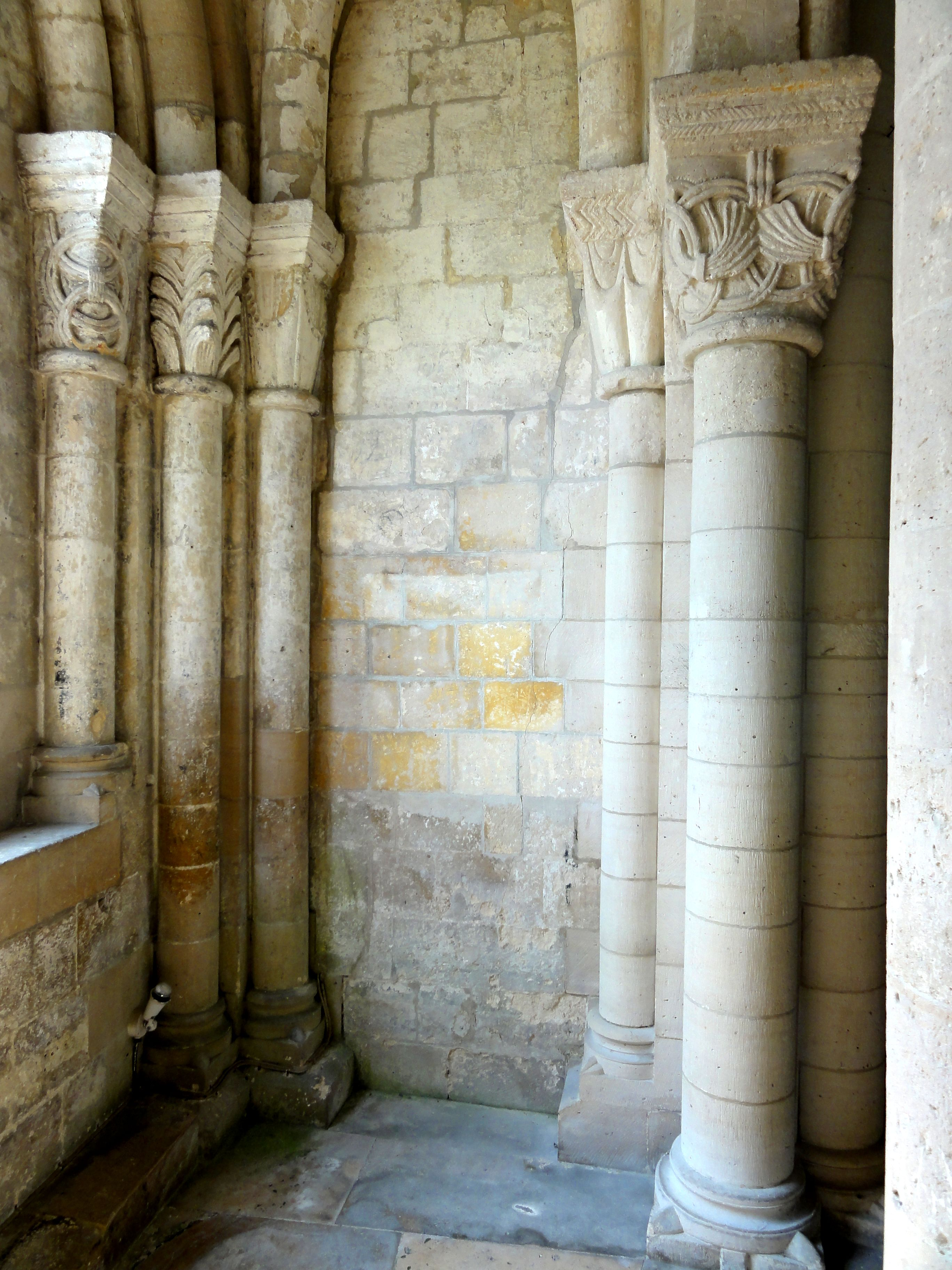
4e travée, côté sud.
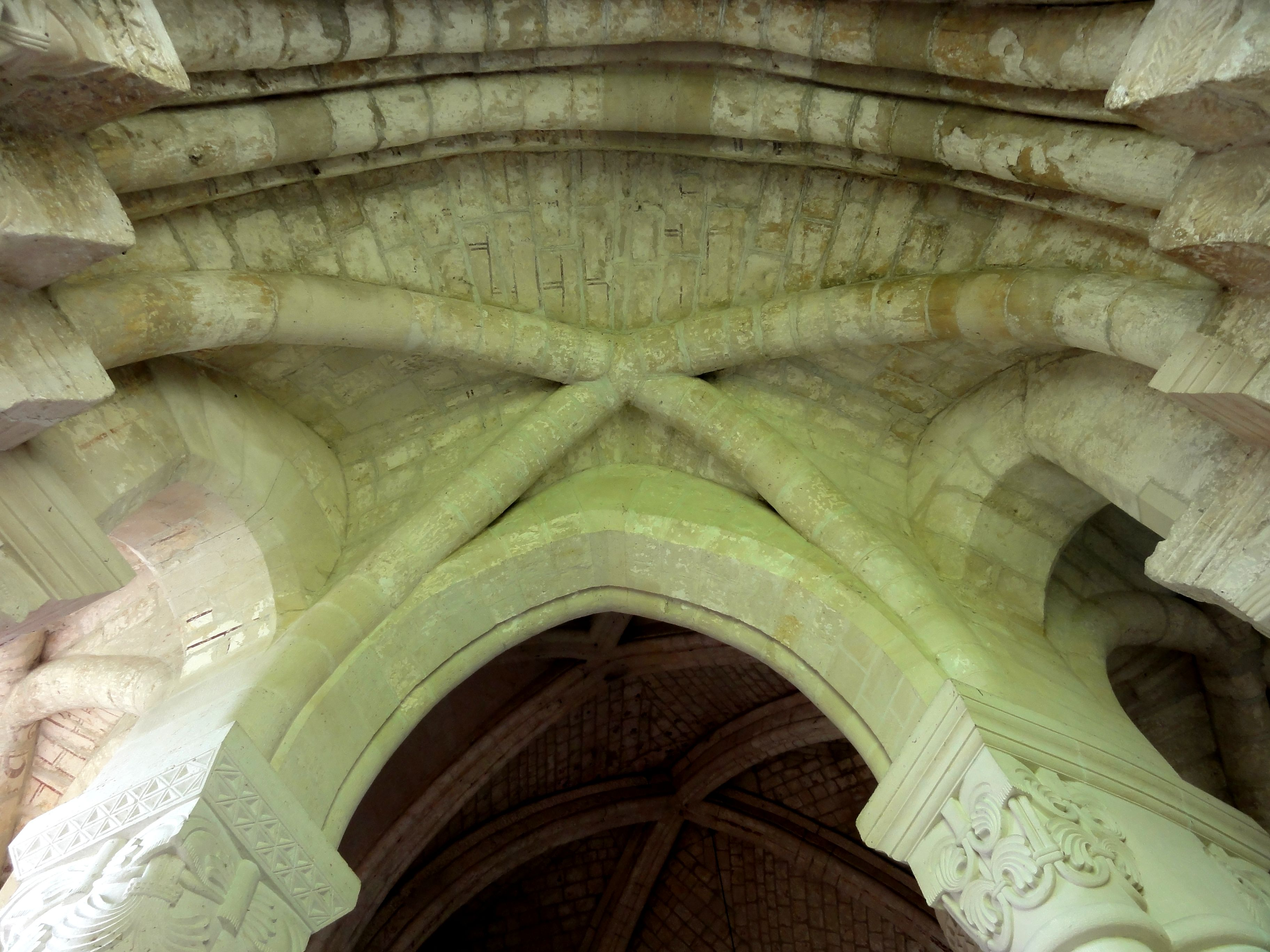
Voûte de la 2e travée.
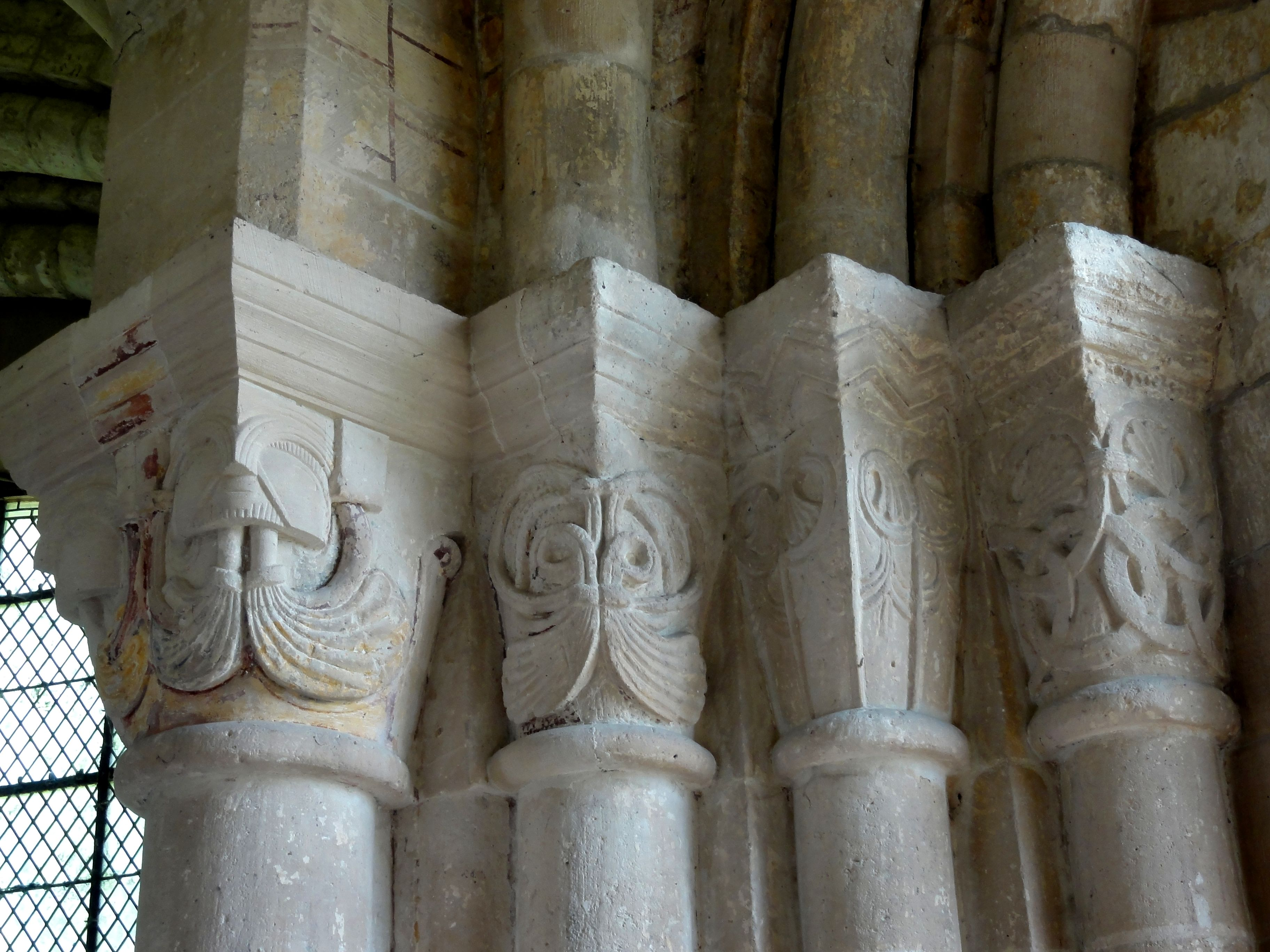
Chapiteaux de la 3e travée.
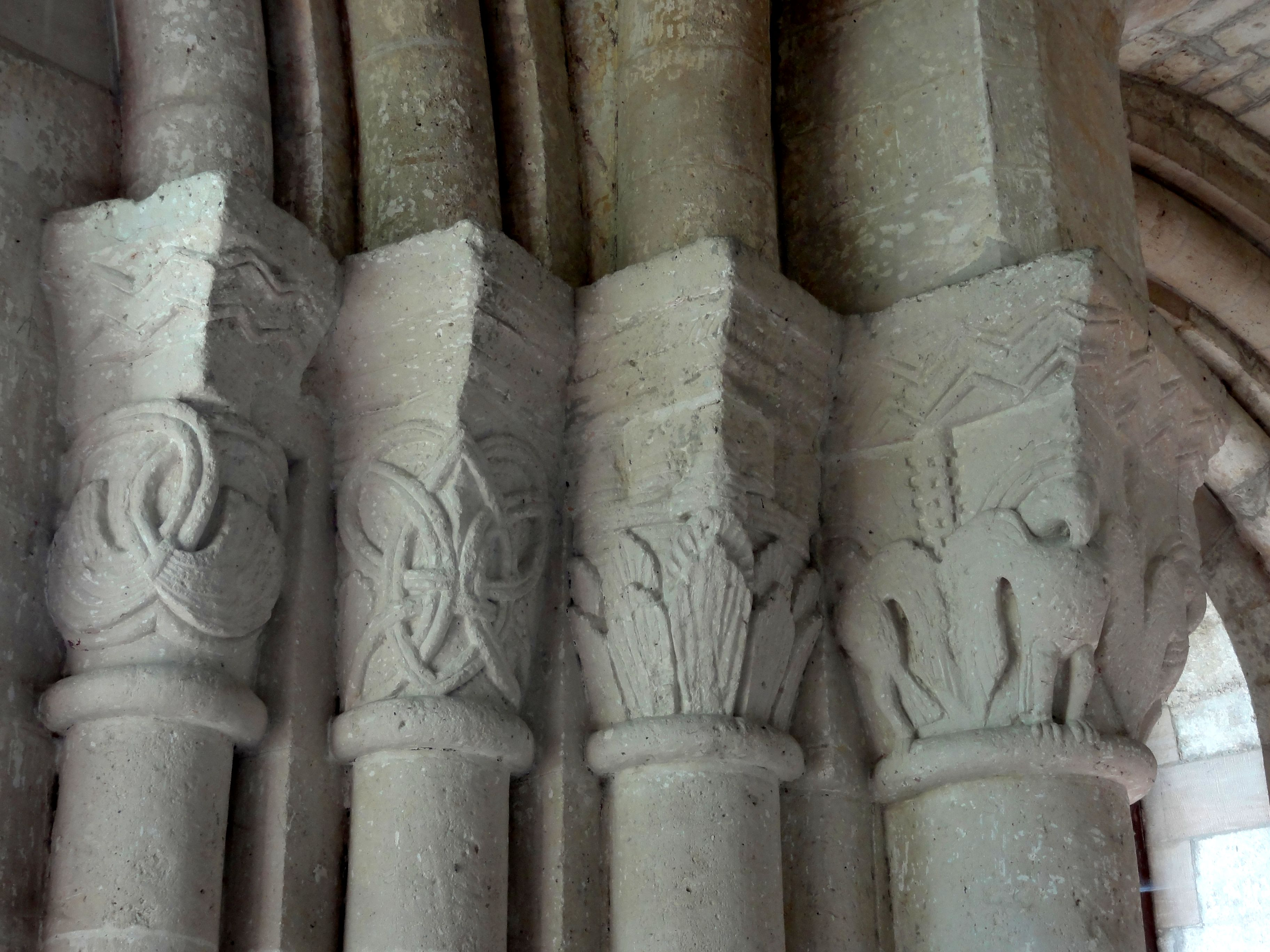
Chapiteaux de la 3e travée.

### Élévations latérales

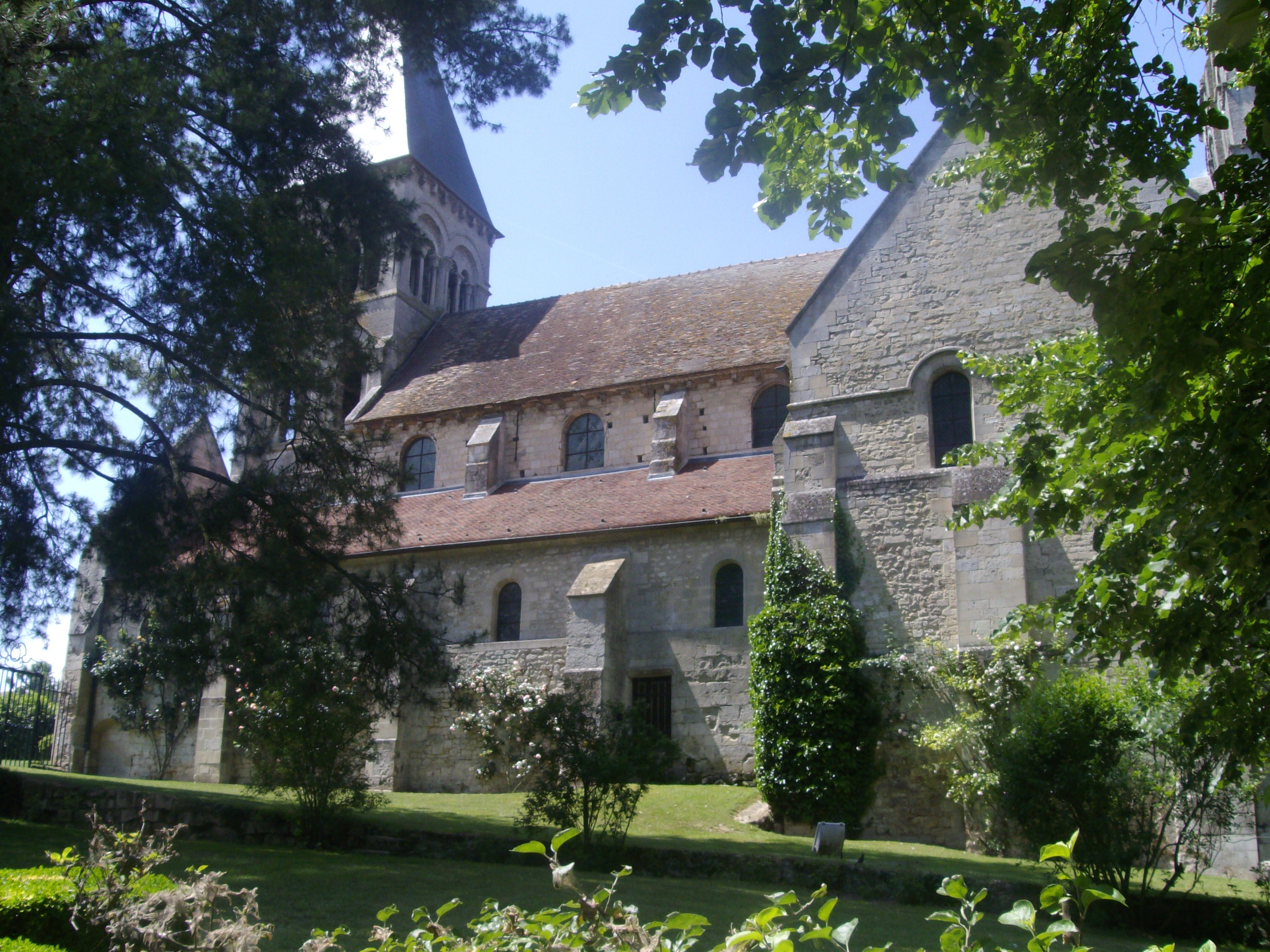
Élévation méridionale.

L'église est enclavée dans des propriétés privées au nord, à l'est et au sud. Elles correspondent à l'ancien domaine de l'abbaye et sont si vastes qu'il est impossible de trouver des points de vue sur les élévations latérales. Au nord, un étroit lopin de terre qui s'arrête après le croisillon nord fait partie du domaine public, mais il est habituellement fermé par une grille et ne permet en tout cas pas de contempler l'élévation avec du recul. Jusqu'en 1878, le cimetière s'y trouvait et le niveau du sol était trois mètres plus haut, comme toujours sur la partie de la place de l'Église où se trouve le monument aux morts. Cette situation explique que le bas-côté nord était tellement rongé par l'humidité qu'il fallait le bâtir à neuf. Les contreforts sont volumineux jusqu'à mi-hauteur, puis se retraitent des trois côtés par de court glacis, et un second glacis plus en hauteur ne concerne que le flanc extérieur. Un rang de billettes surmonte les voussures des fenêtres et se poursuit tout au long du mur du bas-côté à la hauteur des impostes. La corniche est formée de modillons assez espacés. Au sud, les contreforts et les fenêtres ne datent que du XVIIe siècle et les modillons et la corniche ont disparu. Il faut également tenir compte de la galerie nord du cloître, qui s'adossait au bas-côté sud, et dont tous les vestiges ont été supprimés. Les fenêtres hautes de la nef ne sont pas non plus authentiques, celles au sud ont été remaniées au XVIIe siècle et celles au nord représentent des reconstitutions. La corniche d'origine est toutefois intacte. Elle se compose d'une tablette découpée en dents-de-scie et produit l'effet d'un ruban plissé. Les modillons sont surmontés de deux lignes diagonales inscrites dans un rectangle. Cette corniche se trouve sur une poignée d'autres églises dans l'Aisne.
Concernant les croisillons, la situation est inverse à celle des bas-côtés : c'est le croisillon sud qui a été le plus restauré, alors que le pignon du croisillon nord jouxte la chapelle gothique et que la baie occidentale est moderne. Au sud, la disposition est de nouveau proche de celle d'origine depuis que la sacristie a été démolie au début du XXe siècle. Le pignon a toutefois été surhaussé au XVIIe siècle, et le toit d'origine était beaucoup plus faiblement incliné. La baie occidentale aurait été repercée au XIIe siècle, comme l'indique le bandeau au double biseau qui entoure son archivolte. Ce bandeau se prolonge tout autour du croisillon et entoure également les voussures des deux fenêtres méridionales. La corniche a partout disparu et le revêtement extérieur de l'absidiole a été refait. Sa fenêtre d'origine devait être plus petite. L'on note la disposition irrégulière des contreforts, qui en plus sont tous différents. Ils témoignent des problèmes de stabilité du fait de la construction de l'église sur un remblai. En plus des contreforts d'angle, existe un contrefort central légèrement désaxé vers l'ouest, et un quatrième contrefort existe près du contrefort d'angle sud-est.

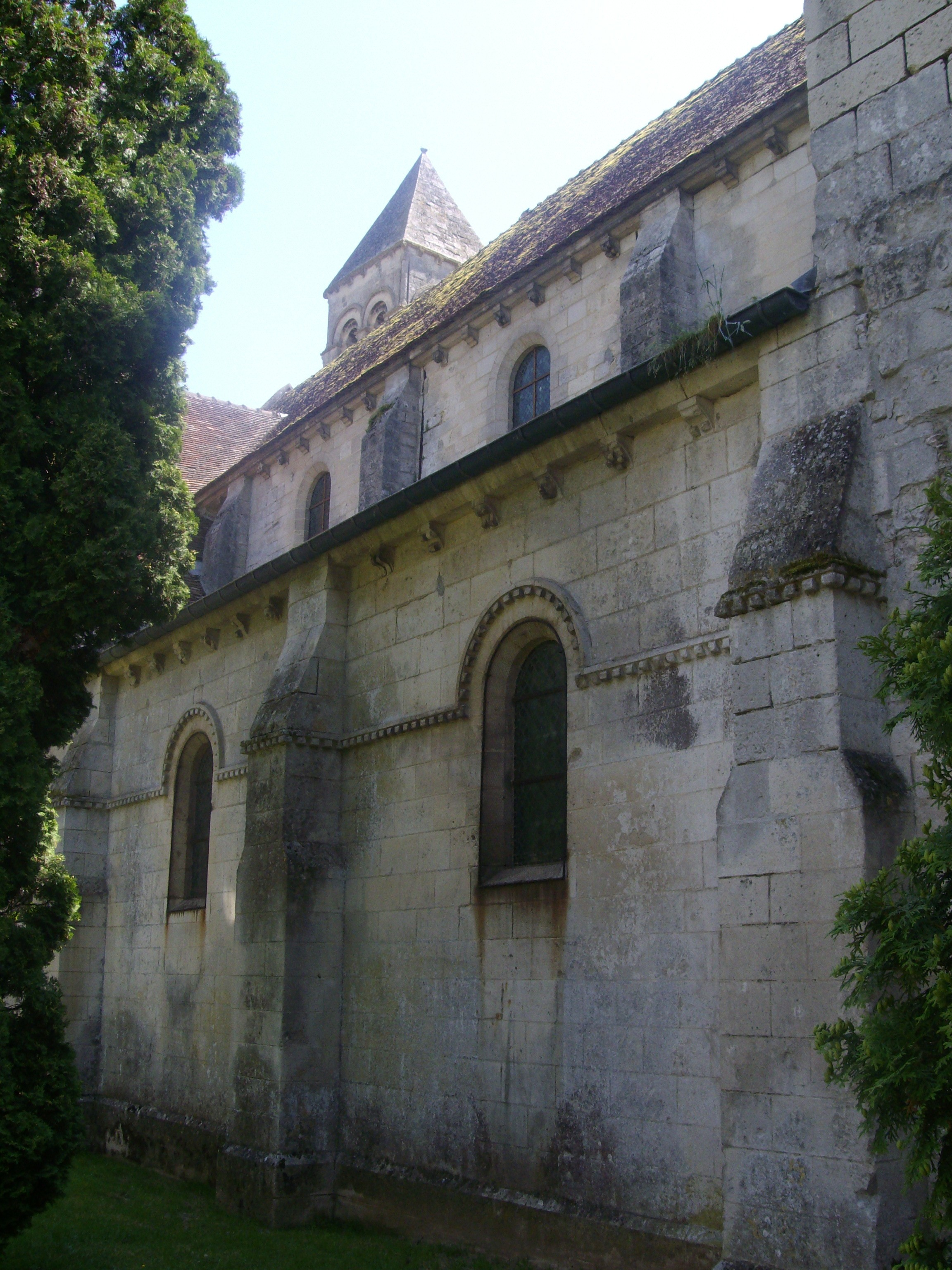
Élévation sud, vue vers le sud-est.
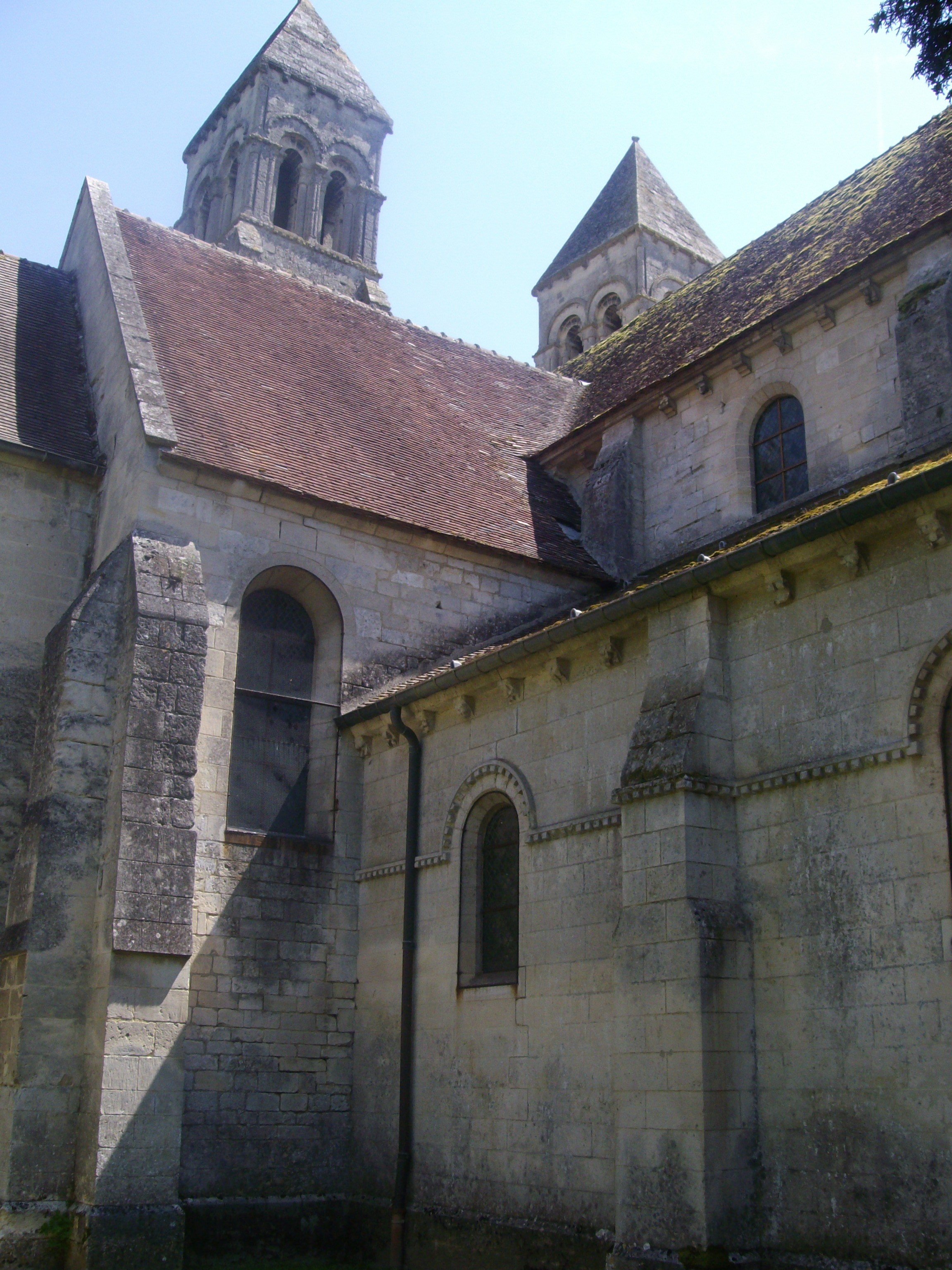
Croisillon et bas-côté nord, vue vers le sud-est.
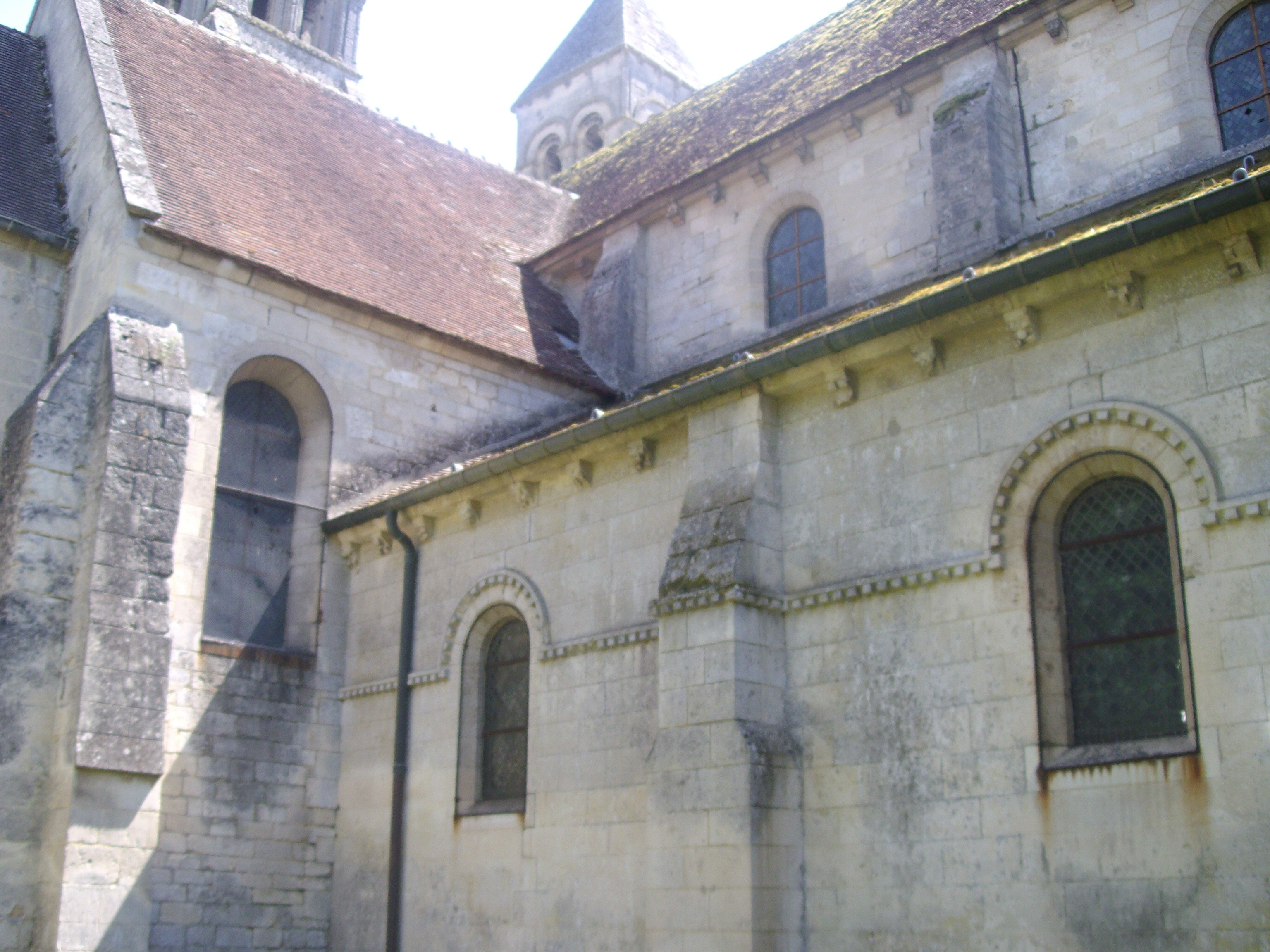
Croisillon et bas-côté nord, vue rapprochée.
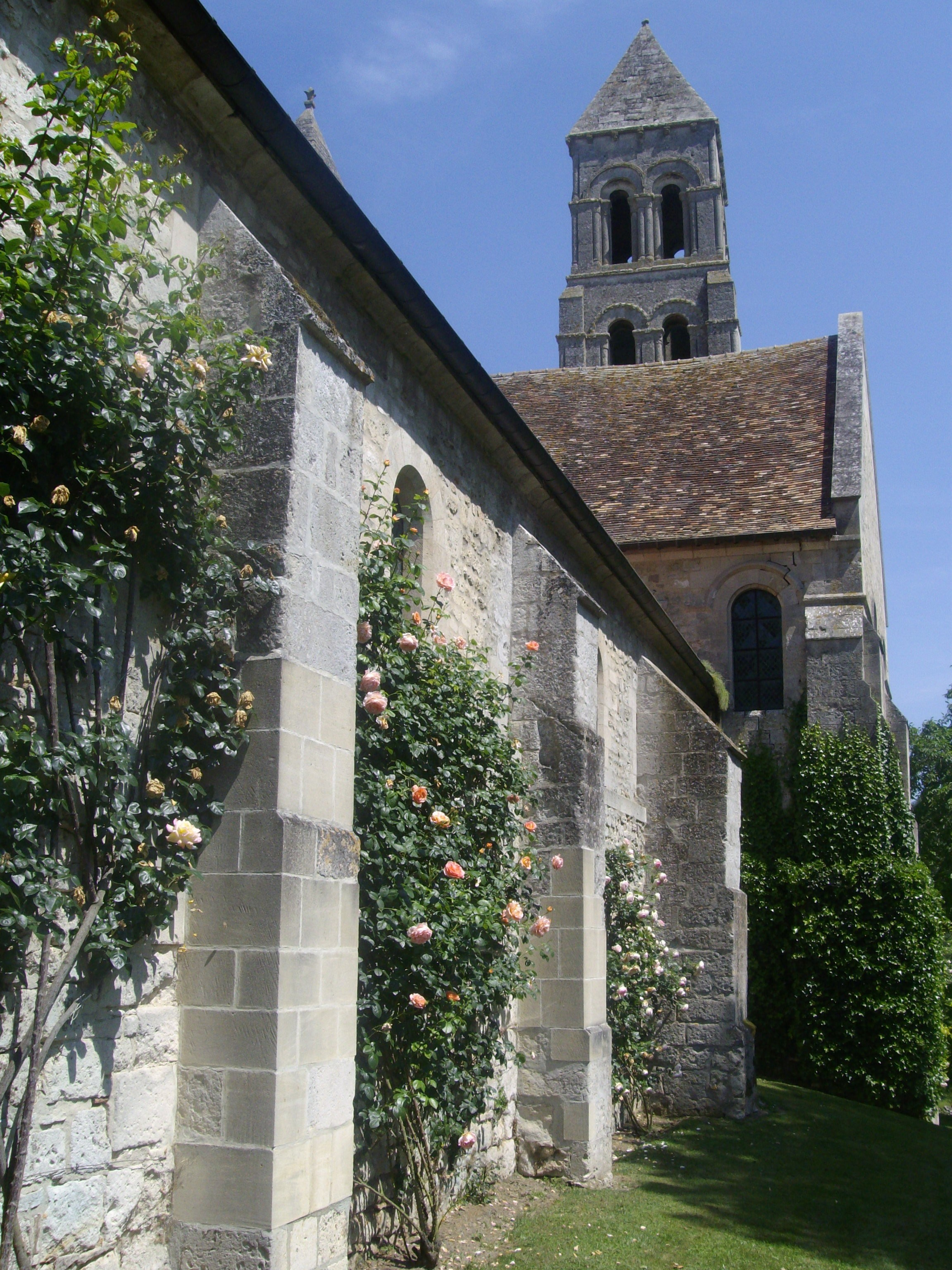
Élévation sud, vue vers l'est.
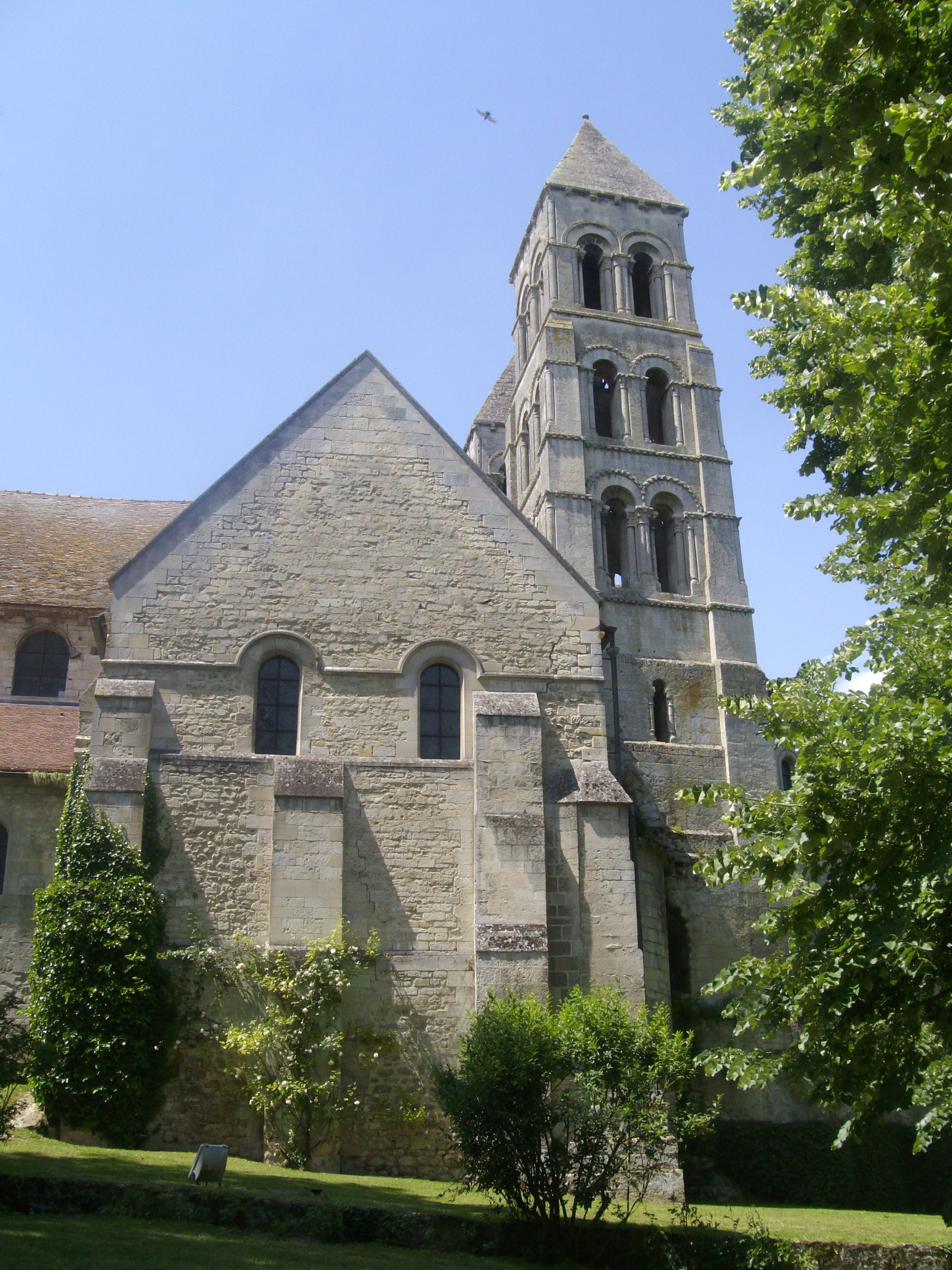
Croisillon sud et tour de chœur sud.
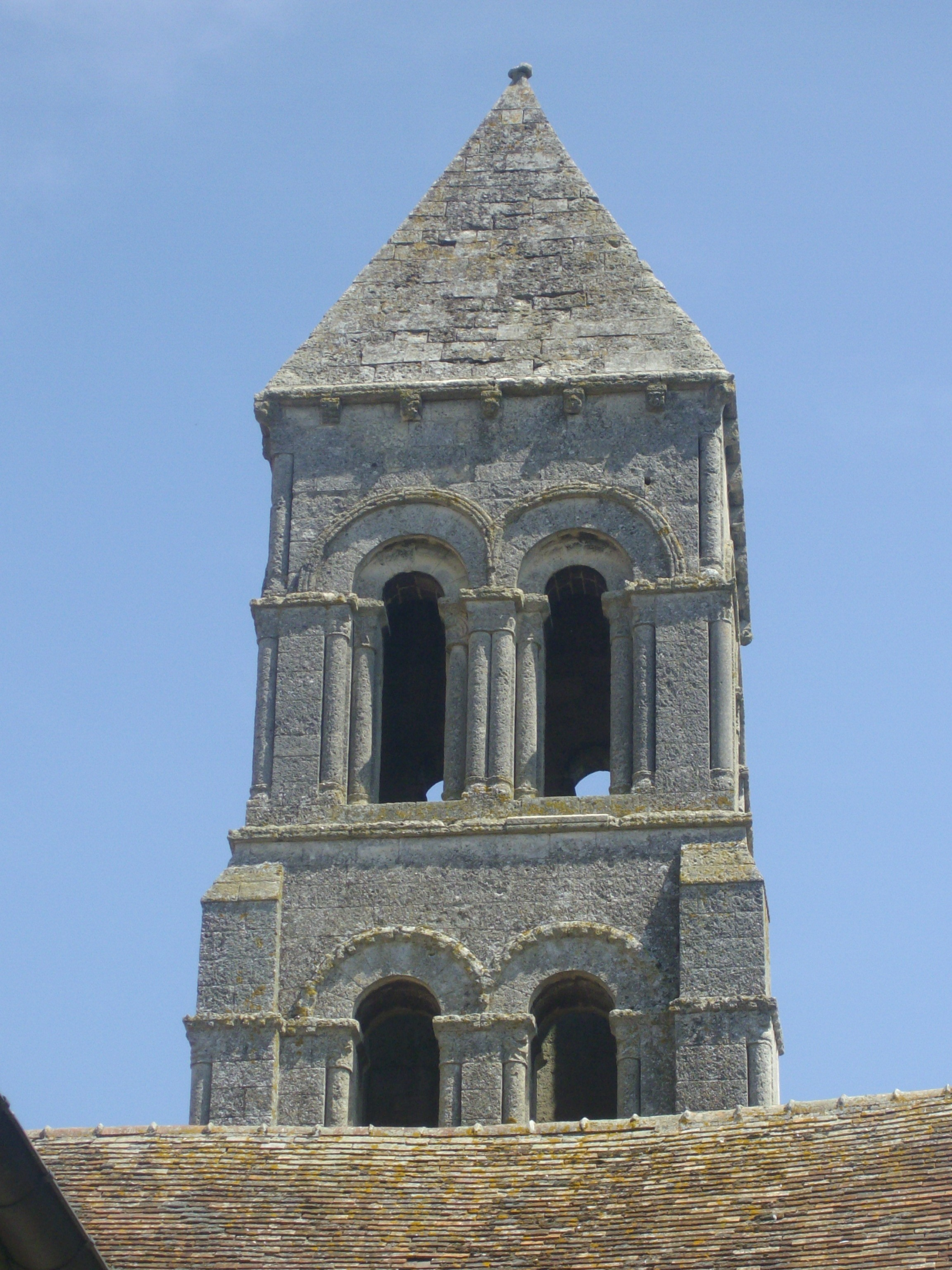
Tour de chœur nord, côté sud.

### Chevet

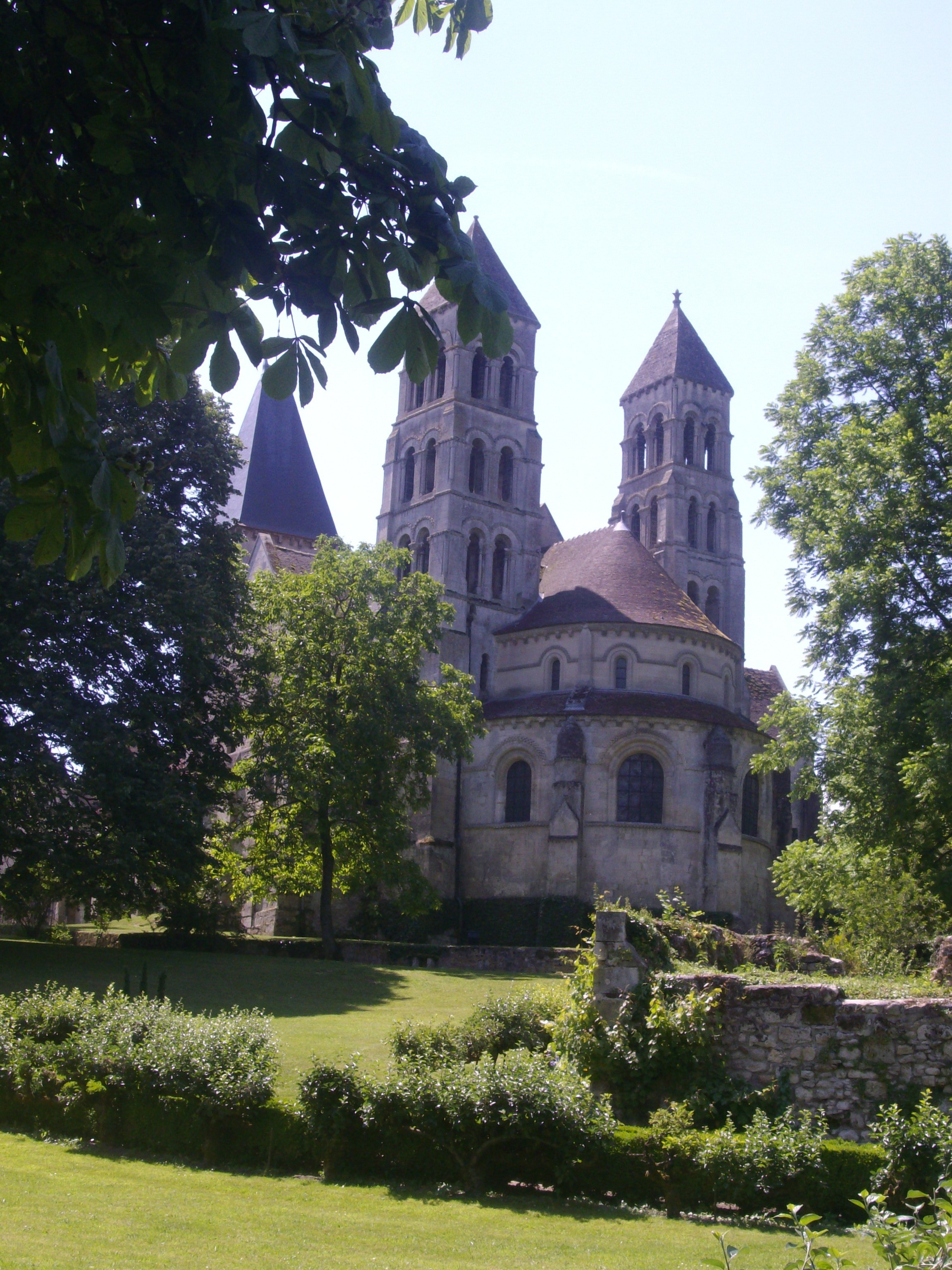
Chevet, vue depuis le sud-est.

Les deux tours jumelles du chœur ne sont en réalité pas identiques. Celle du nord est de plan rectangulaire et celle du sud est carrée de l'intérieur. La largeur des baies des deux tours n'est pas la même, les colonnettes des angles ne sont pas disposées de la même manière et la tour du sud est même de 1,50 m plus élevée que son homologue au nord. Cette dernière paraît un peu plus ancienne. Ces deux tours ont inspiré les clochers des églises Saint-Gervais de Pontpoint, Saint-Aubin de Retheuil et Saint-Gervais-et-Protais de Rhuis. — Les deux tours possèdent trois étages de baies et s'élèvent sur un haut soubassement qui se retraite à plusieurs reprises grâce à des fruits. Le premier étage fait partie de ce soubassement et ne possède qu'une unique et étroite baie, comme c'est la règle, elle est toutefois flanquée de colonnettes à chapiteaux et ses claveaux sont soigneusement appareillés. Chaque angle est épaulé par un contrefort plat qui enveloppe deux faces du clocher, et qui se termine avant le dernier étage. Deux rangs de billettes séparent le soubassement du premier étage de baies et le premier du second étage, tout en se poursuivant sur les contreforts. Des rangs de billettes décorent également les tailloirs des baies, se continuent sur les impostes et vont aussi tout autour du clocher en incluant également les contreforts. Sur les angles, entre le premier et le second cordon de billettes du premier et du second étage de baies, une colonnette à chapiteau agrémente les contreforts. Le décor des chapiteaux comprend de lourdes volutes, des palmettes, des lignes ondulées et de plus divers motifs gravés en creux. Des colonnettes à chapiteaux encadrent également les fenêtres ; au premier étage, l'on ne trouve qu'une unique colonnette plus forte entre les deux ouvertures d'une même face. Les fenêtres du premier étage comportent une seconde archivolte à l'intérieur qui repose sur deux autres colonnettes à chapiteaux, ce qui se comprend par le poids élevé que cet étage doit supporter. On retrouve toutefois la même disposition au troisième étage, qui se distingue en même temps par deux colonnettes entre les archivoltes extérieures de deux baies, par des bandeaux molurés en lieu et place des billettes et par des colonnettes d'angle au-dessus de celles que possèdent tous les étages. Une corniche de modillons sculptés de têtes grimaçantes termine le mur du dernier étage, et le toit est formé par une courte pyramide de pierre. Dans leur ensemble, les proportions de la tour sont particulièrement harmonieuses.
Le chevet produit un effet imposant grâce à son haut soubassement et les deux tours jumelles qui l'encadrent, et le charmant cadre paysager du parc de l'ancienne abbaye situé au fond d'un vallon aux coteaux boisés renforce la forte impression que laisse cette silhouette, tout à fait unique dans tout le Valois. Pour bénéficier d'une vue sur l'abside, il faut se rendre au hameau de Fossemont à une distance routière de 800 m environ, et l'on se trouvera à plus de 250 m de l'église, trop pour apprécier tous les détails. L'étage inférieur qui correspond au pseudo-déambulatoire est remarquablement bien conservée. Les trois contreforts entre ses quatre fenêtres sont tout à fait particuliers. Ils présentent un gâble à mi-hauteur, qui correspond à un double glacis. L'un de ces gâbles est couronné d'une colombe mutilée. Un peu plus haut, les contreforts passent du plan carré à un plan en hémicycle, et leur partie supérieure s'apparente ainsi à de grosses colonnes engagées. L'amortissement se fait par un cône, immédiatement sous la corniche constituée d'une tablette ornée de petits damiers reposant sur des modillons sculptés en masques. Cette corniche est la seule composante qui a dû être reconstituée pendant la restauration de 1900/03, car seul des fragments en restaient encore. Les fenêtres de la troisième et deuxième travée, plus grandes que les autres, touchent presque à la corniche. Les piédroits et archivoltes des fenêtres sont flanqués d'un double tore, alors qu'un rang de billettes court tout autour de l'abside à la hauteur des fenêtres, en incluant les contreforts. Une seconde frise est formée par de petits damiers et entoure les voussures des fenêtres, tout en se poursuivant également sur les murs de l'abside au niveau des impostes. L'étage des fenêtres hautes a été reconstitué d'après son amorce qui était restée intacte à l'extrême nord. Seule la corniche n'avait pas laissé de trace, et Paul Selmersheim a choisi de la recopier sur l'église de Catenoy. Il n'y a que deux contreforts, qui correspondent aux supports des nervures du cul-de-four à l'intérieur. Ce contrebutement insuffisant aurait provoqué l'effondrement du cul-de-four au XIVe siècle et entrainé sa reconstruction dans le style gothique. Plus aucune trace ne reste de ce remaniement depuis la fin de la campagne de restauration en 1903. Les fenêtres montrent extérieurement la même décoration qu'à l'intérieur. Elles sont surmontées par un cordon de petits damiers comme au premier étage,.

## Mobilier

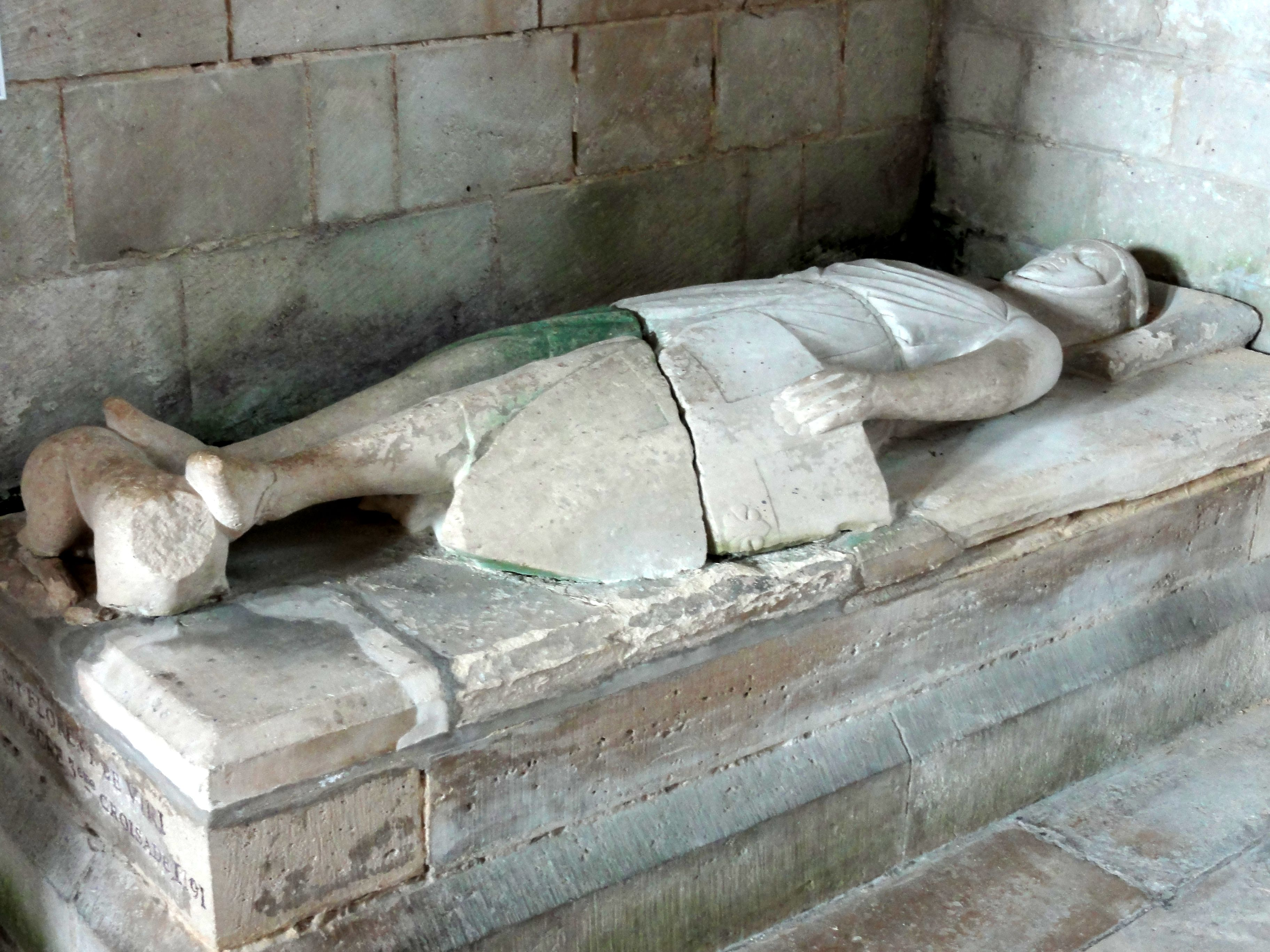
Gisant de Florent de Hangest.

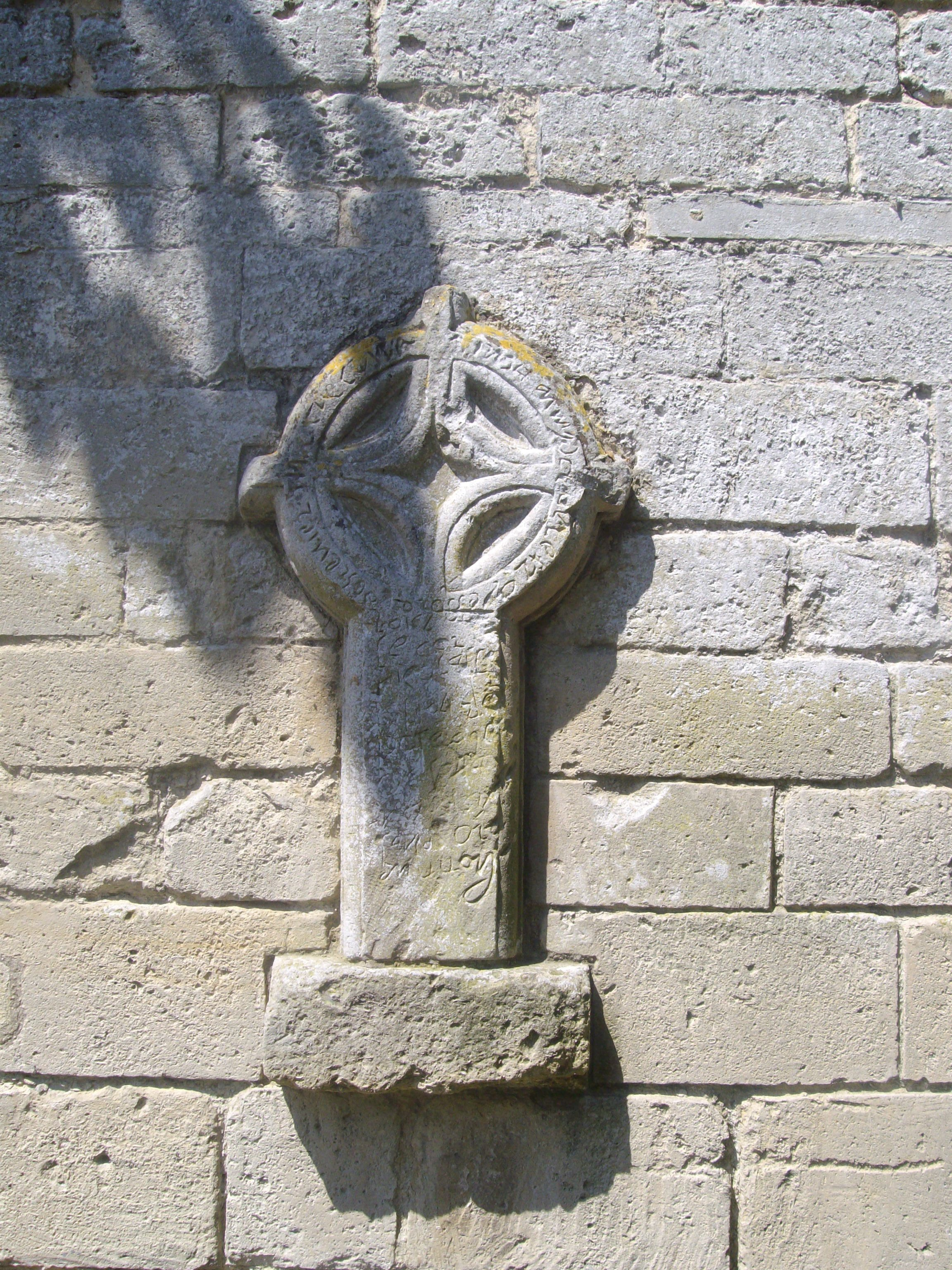
Croix nimbée.

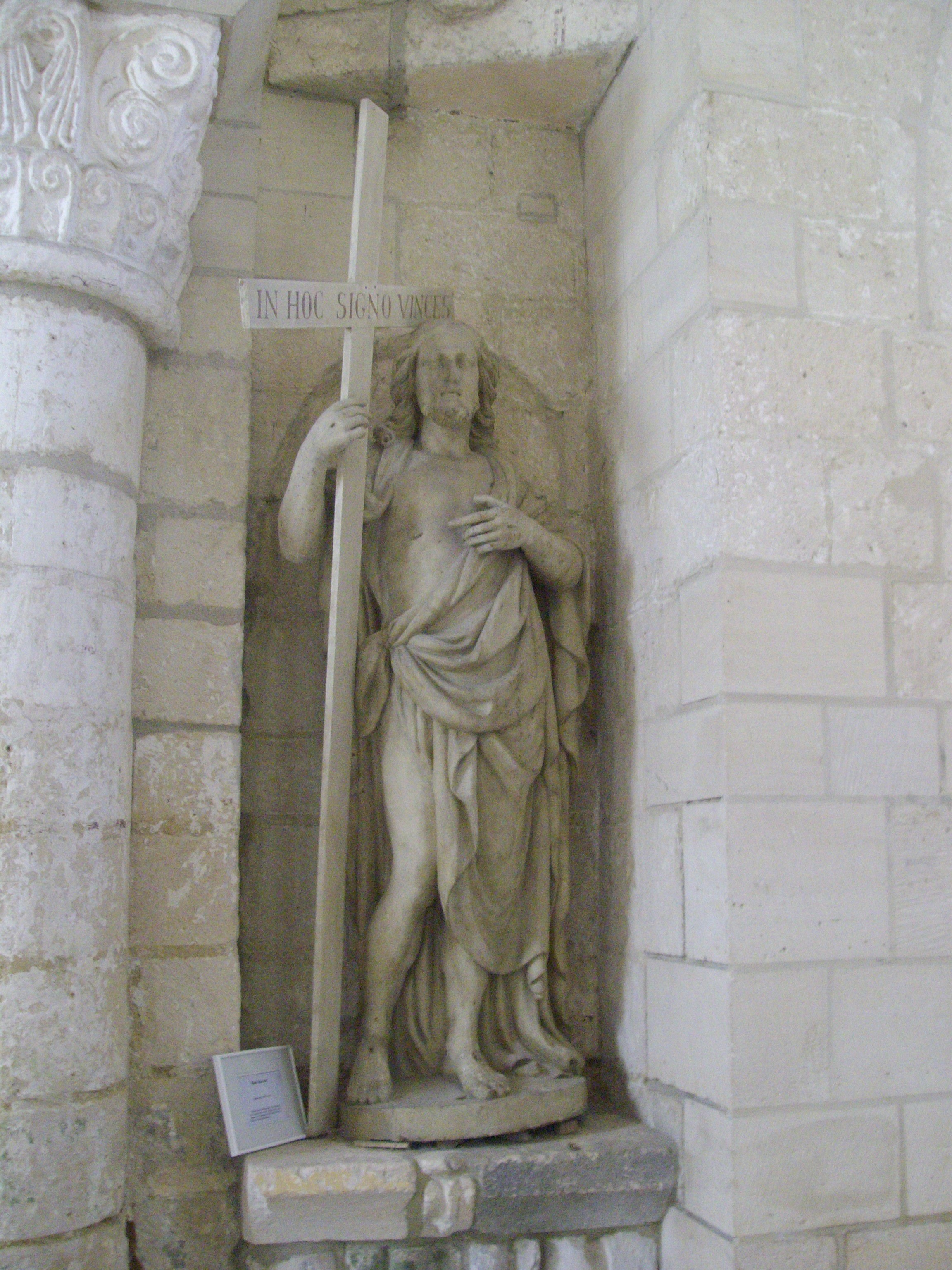
Statue du Christ sauveur.

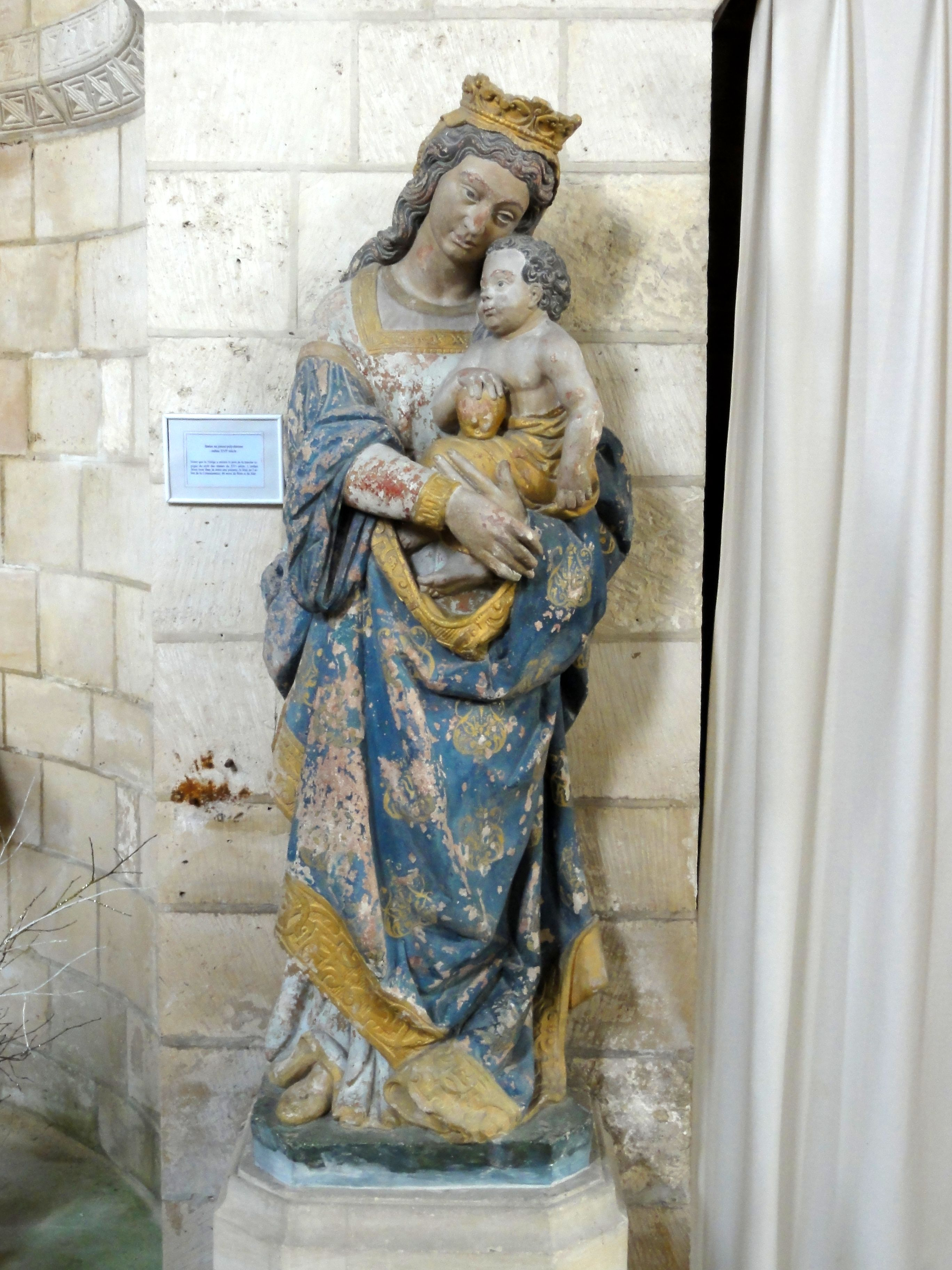
Vierge à l'Enfant.

L'église renferme dix éléments de mobilier classés monuments historiques à titre objet ou au titre immeuble avec l'église, un onzième élément ayant disparu. Deux cloches en bronze de 1520 et 1782 sont également classées. Une curieuse croix nimbée considérée comme l'ancienne croix de cimetière a été scellée dans le mur de l'ancien cimetière de l'église Saint-Denis lors de la restauration de l'abbatiale. Elle est couverte d'inscriptions gravées non encore déchiffrées et a été inscrite monument historique au titre immeuble par arrêté du 12 avril 1927. Des croix similaires se trouvent par ailleurs dans les murs des églises de Nivillers et Saint-Pierre de Thibivillers,.
Parmi les très nombreuses dalles funéraires dont certaines sont bien conservées et ont été redressées contre les murs, aucune n'a encore été classée. La plus ancienne est celle de l'abbesse Agnès de Viry morte en 1204 (voir ci-dessous). D'autres abbesses dont les sépultures ont été identifiées sont Jeanne d'Arson ou Arsonval, morte le 4 mai 1544 ; Anne de Villelume, morte le 29 novembre 1571 ; Jeanne V Foucault, morte le 2 décembre 1598 ; et Anne II Foucault, morte le 18 novembre 1635. Cette tombe a été sculptée par Rieul et Billion de Crépy-en-Valois, et une autre dalle du XVIIe siècle a été confectionnée par Jean Lebel, tombier à Paris. Toutes ces dalles funéraires sont exécutées en belle pierre de liais.
Contre le mur occidental du croisillon nord, repose le gisant du chevalier Florent de Hangest, seigneur de Viry et de Hangest, mort pendant la troisième croisade et plus précisément pendant le siège de Saint-Jean-d'Acre en 1191. C'est un bienfaiteur de l'abbaye auquel elle doit sans doute ses possessions de Fransart et Parvillers, situées près de Hangest et assez éloignées de Morienval. Le lien de Florent de Hangest avec l'abbaye doit s'expliquer par le fait qu'Agnès de Viry est son abbesse de 1161 à 1204. Ils sont assurément tous les deux de la famille de Hangest et l'on suppose qu'Agnès était la nièce de Florent. Eugène Lefèvre-Pontalis est convaincu que le gisant n'est pas antérieur au XIIIe siècle. Florent de Hangest est représenté vêtu d'un haubert et d'une cotte d'armes, tenant un écu triangulaire chargé de coquilles, et les pieds appuyés sur un chien. Le gisant avait longtemps été relégué dans le narthex et a été restauré par M. Georges sous la direction de Paul Selmersheim, pendant les années 1880. Le sarcophage a été exhumé et ouvert une première fois lors des fouilles de 1855, et le corps momifié était encore bien conservé. Le procès-verbal décrit les cheveux roux du chevalier, sa moustache encore plus rousse et une barbe taillée en pointe. En 1907, Paul Selmersheim fit enterrer Florent de Hangest dans le cimetière communal. Mais cet enterrement avait vite été oublié, et la tombe a été « découverte » une nouvelle fois en 1959. La nouvelle ouverture du cercueil a provoqué une rapide détérioration de la dépouille. Elle a finalement été enterré de nouveau dans l'église, en dessous du gisant,. Ce dernier est classé monument historique au titre immeuble avec l'église.
L'église abrite de très nombreuses statues, dont la plupart en bois, et souvent dues à l'art populaire du Valois. Dominique Lebée qui a fait des recherches approfondies sur l'église n'a pas trouvé d'indications sur la provenance des statues. Il suppose qu'elles proviennent pour la plupart de l'ancienne église paroissiale Saint-Denis. Reste encore à retracer le périple qu'ont pris ces œuvres d'art après que les deux églises de Morienval avaient été spoliées de la quasi-totalité de leur mobilier vers 1745/50. Parmi les vingt-quatre statues recensées par Dominique Lebée, sept sont classées :
- Une statue en bois taillé et peint du Christ sauveur ou Christ glorieux, haute de 170 cm et datant du XVIIe siècle. Elle se trouve dans l'angle nord-ouest du bas-côté sud, près de la pile sud-est de la tour de façade. Le Christ tient une grande croix peut-être refaite de la main droite, sur la traverse de laquelle se trouve l'inscription : « In hoc signo vinces ». De sa main gauche, il montre la plaie sur son flanc[71] ;
- Une statue en pierre calcaire polychrome de la Vierge à l'Enfant, haute de 155 cm et datant de la seconde moitié du XVIe siècle[72] ;
- Un christ en croix en bois sculpté en ronde-bosse et peint, haut de 160 cm et datant du XVIe siècle, provenant d'une poutre de gloire[73] ;
- Une statue en chêne taillé et polychrome de la Vierge, haut de 142 cm et datant du XVIe siècle. Elle provient de la même poutre de gloire. Vêtue d'un ample manteau bleu qui couvre la tête et tombe jusqu'aux pieds, la Vierge se tient debout, croisant les mains en signe de douleur[74] ;
- Une statue en chêne taillé et polychrome de saint Jean, haute de 138 cm et datant du XVIe siècle. Elle provient de la même poutre de gloire. Vêtu d'un ample manteau rouge et d'une robe bleue, les cheveux mi-longs et ondulés, le visage imberbe, l'apôtre lève les yeux vers le Christ supplicié, la main droite levée près du visage. La main gauche tient le manteau sur le devant du buste[75] ;
- Une statue en chêne taillé et polychrome d'un saint céphalophore, probablement saint Nicaise[76] ou saint Denis, haute de 128 cm et datant du premier quart du XIVe siècle. Lors de son classement en 1966, la statue a été datée du XVIe siècle et prise pour saint Benoît de Nursie, ce qui est une erreur car saint Benoît n'a pas été martyrisé. Saint Denis étant le patron de la paroisse, la conclusion qu'il s'agit de Denis de Paris semble s'imposer, mais le saint n'est pas coiffé de la mitre et tonsuré[77] ;
- Une statue en bois taillé et polychrome de saint Thibaut de Provins, haute de 100 cm et datant de la première moitié du XVIe siècle. Saint Thibault est représenté debout, en costume seigneurial tenant un faucon sur le poing gauche, prêt à partir à la chasse, ce qui est la représentation la plus fréquente de ce saint[78].

Les deux autres éléments du mobilier classés sont l'aigle-lutrin en chêne du XVIIIe siècle, conforme à un modèle qui existe encore dans de très nombreuses églises, et vingt-deux stalles de la fin du XVIe ou du début du XVIe siècle. Ce sont les stalles authentiques de l'abbaye Notre-Dame de Morienval, et selon l'usage, les accoudoirs et miséricordes sont ornés de sculptures, représentant le plus souvent des personnages, mais aussi des animaux fantastiques, des armoiries ou la vigne du Seigneur.

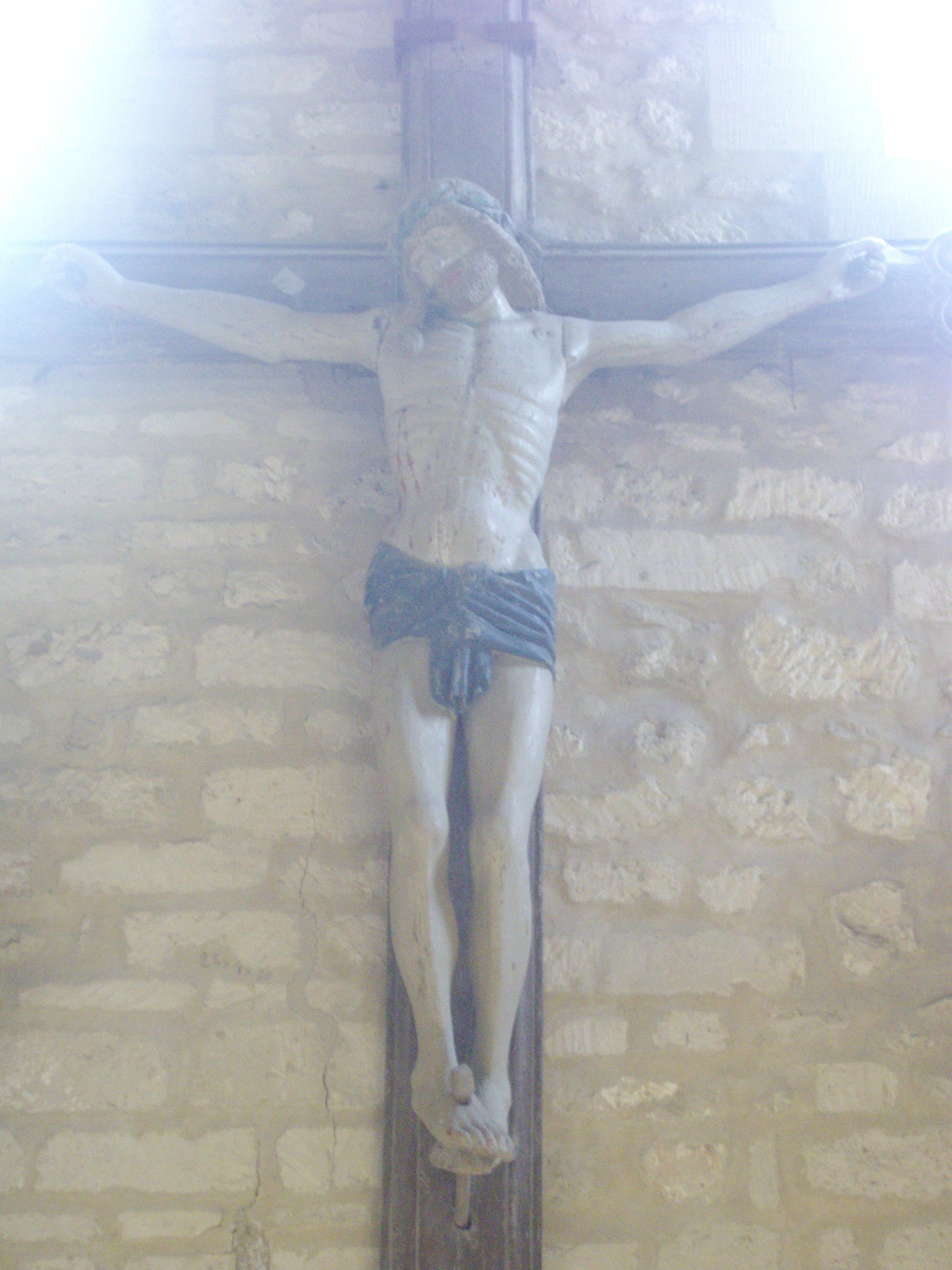
Christ d'une poutre de gloire.
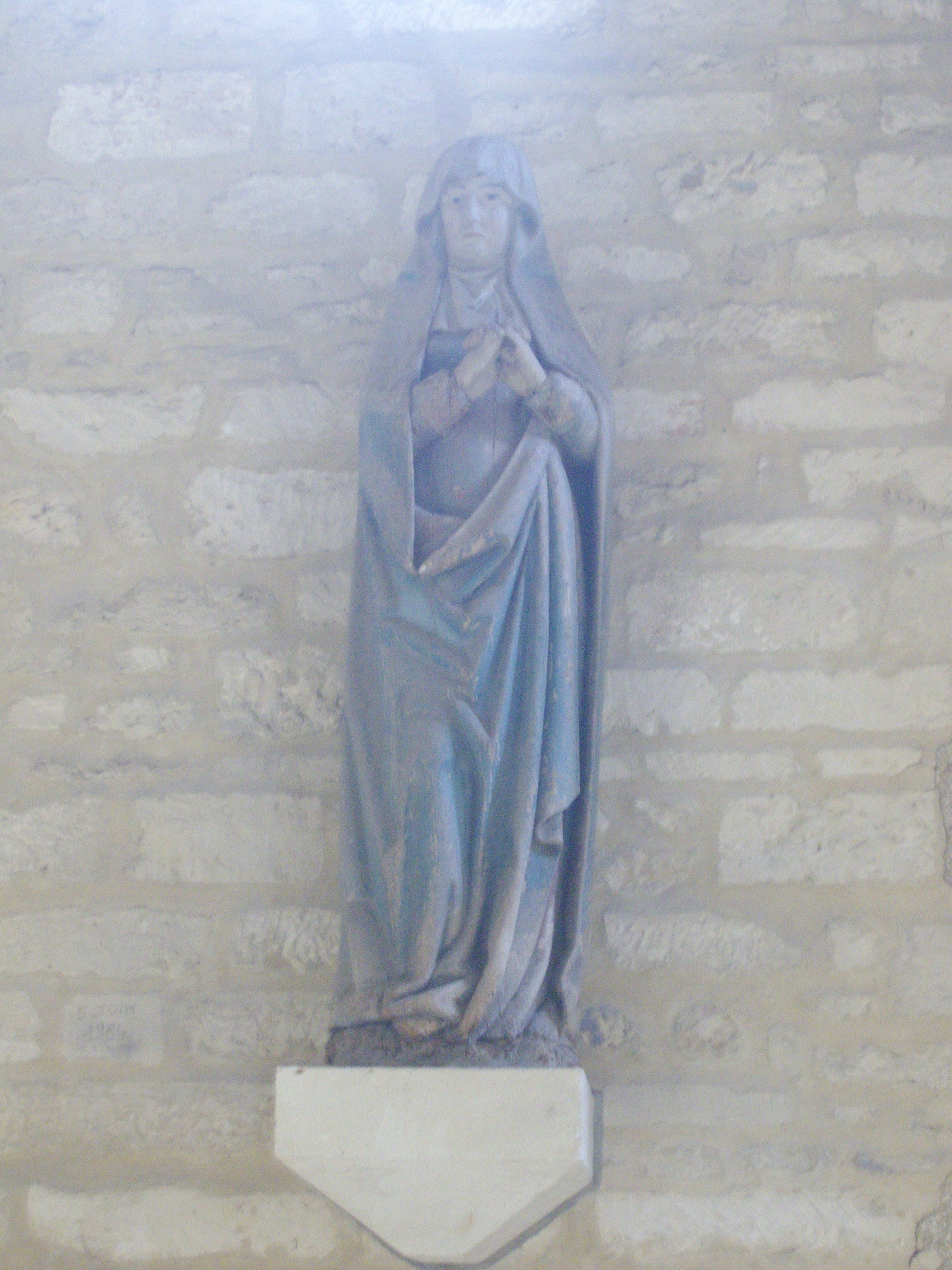
Vierge d'une poutre de gloire.
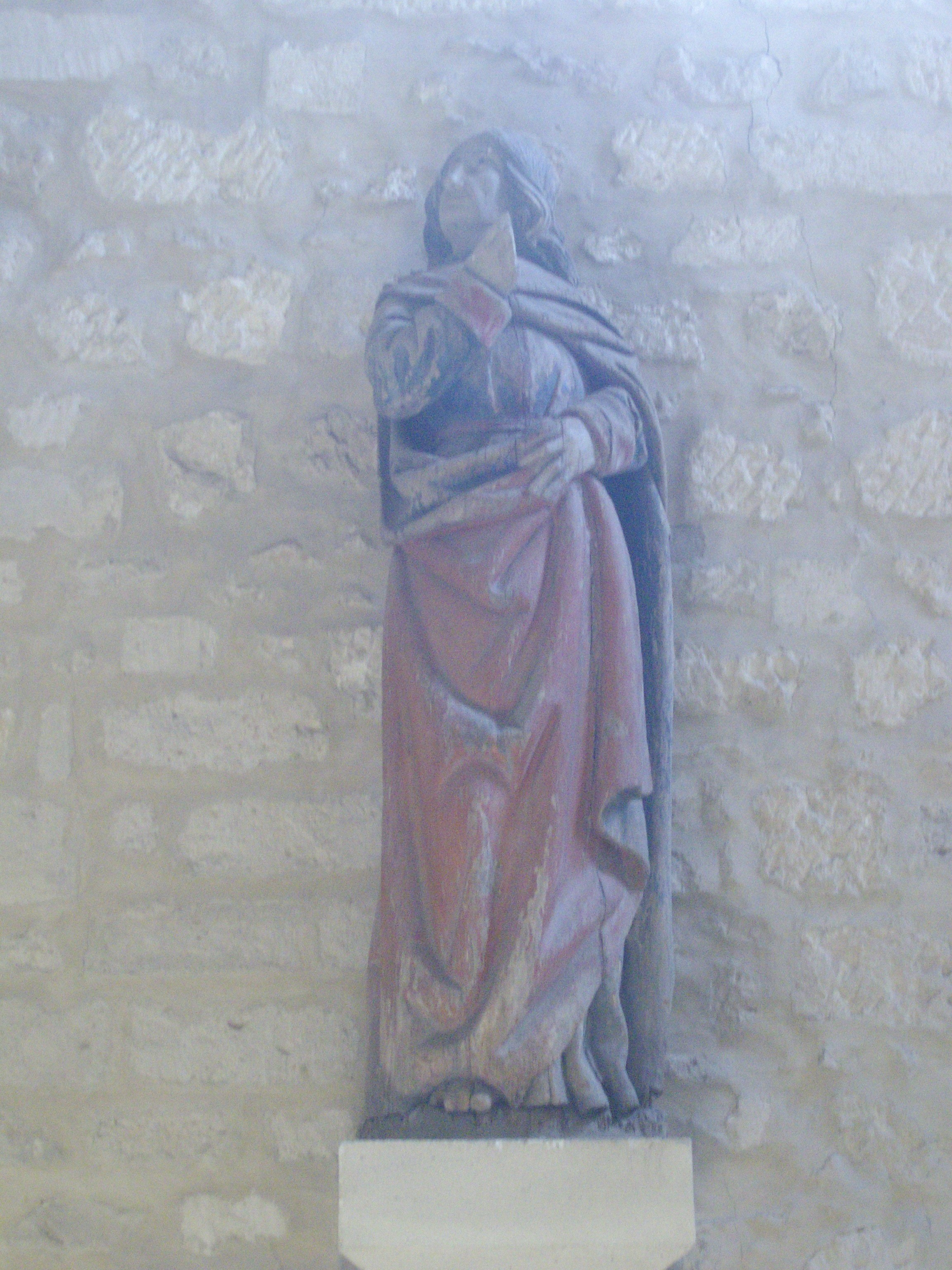
Saint Jean d'une poutre de gloire.
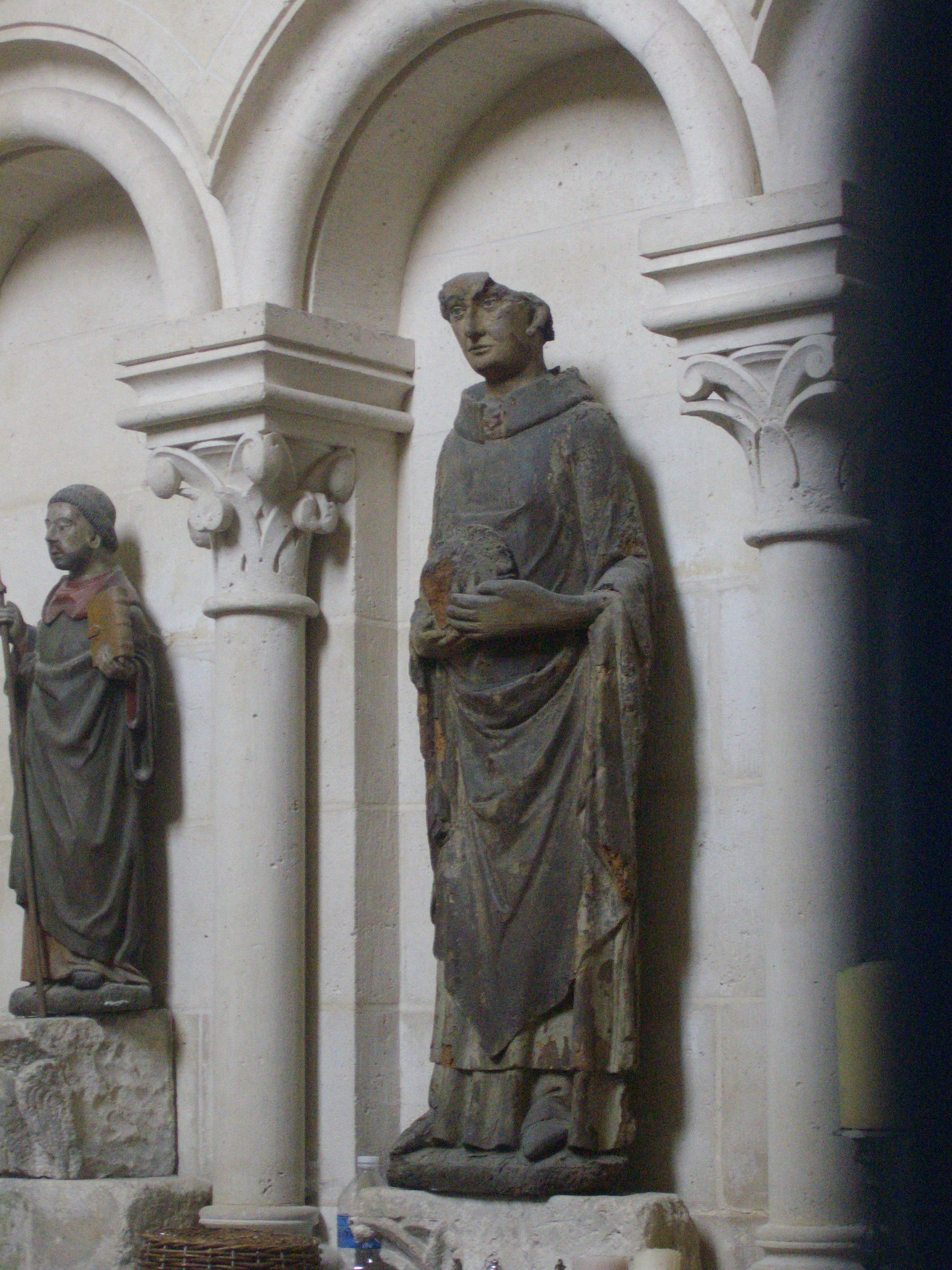
Statue de saint céphalophore.
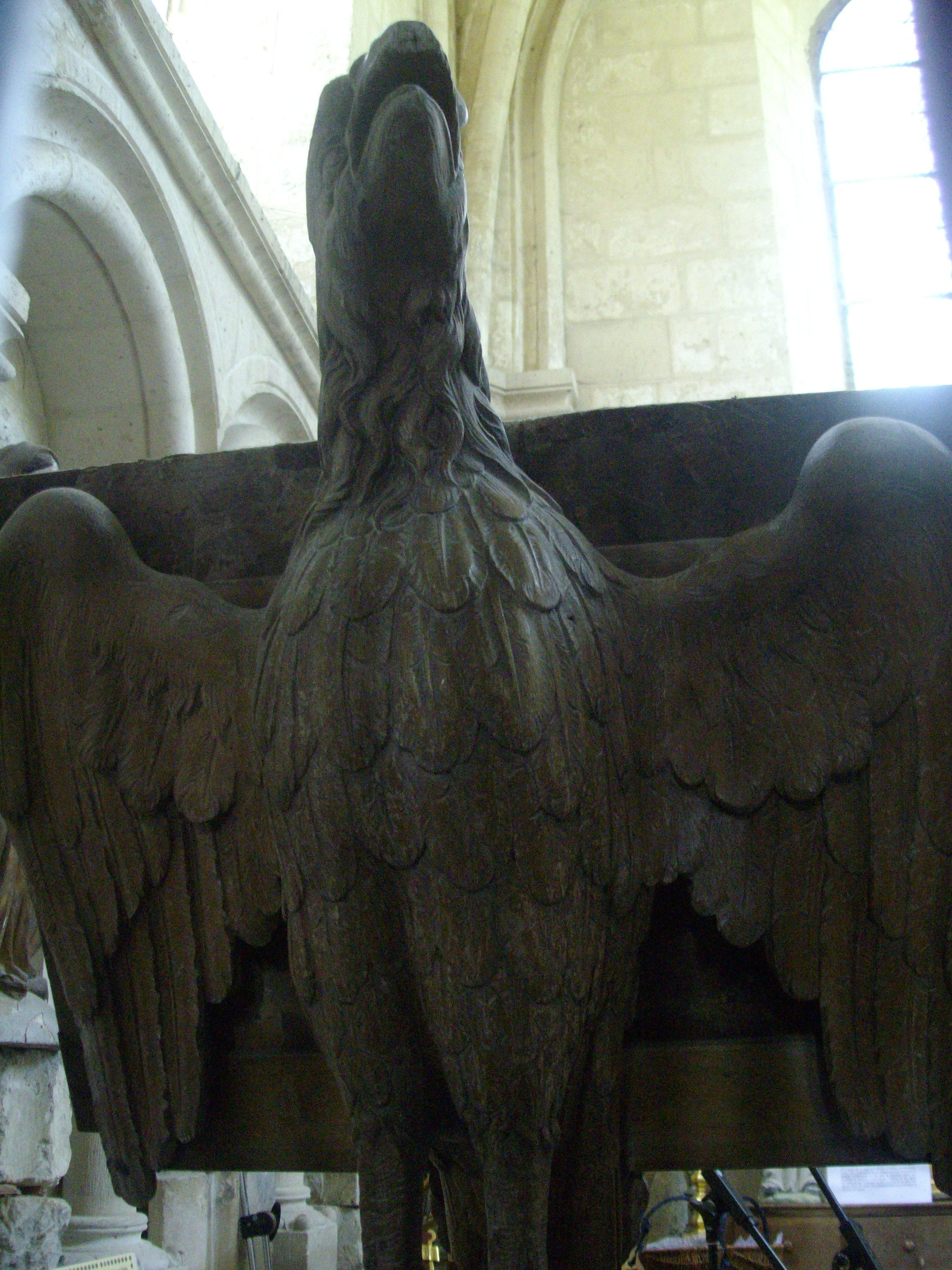
Aigle-lutrin.
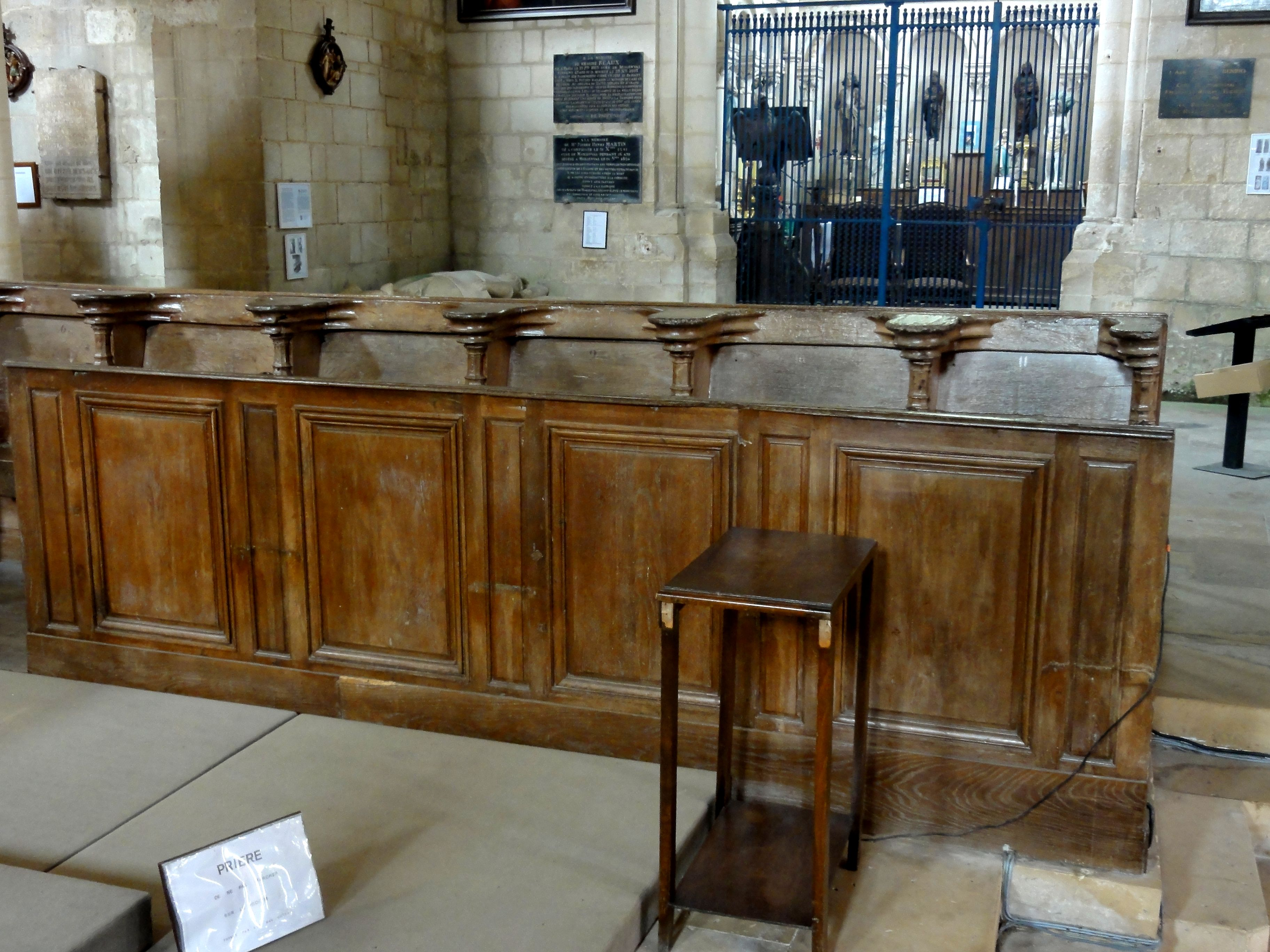
Stalles.